# ベトナム

ベトナム社会主義共和国
Cộng hòa xã hội chủ nghĩa Việt Nam
(共和社會主義越南)

国の標語：独立・自由・幸福
（Độc lập - Tự do - Hạnh phúc）
国歌：進軍歌（Tiến Quân Ca）

ベトナム社会主義共和国（ベトナムしゃかいしゅぎきょうわこく、ベトナム語：Cộng hòa Xã hội chủ nghĩa Việt Nam / 共和社會主義越南）、通称ベトナムあるいは越南（えつなん、ベトナム語：Việt Nam / 越南、ヴィエッナム/ヴィエットナム、[vîət nāːm] ( 音声ファイル)）は、東南アジアのインドシナ半島東部に位置する社会主義共和制国家。首都はハノイ（河内）。人口約1億400万人（2025年）。通貨はドン。
ベトナム共産党による一党独裁体制下にあり、東南アジア諸国連合の加盟国であり、フランコフォニー国際機関の参加国でもある。インドシナ半島の東海岸をしめるベトナムの国土は南北に長く、北は中華人民共和国、西はラオス、南西はカンボジアと国境を接する。東と南は南シナ海に面し、フィリピン、ボルネオ島（マレーシア連邦やブルネイ、インドネシア）そしてマレー半島（マレーシア連邦およびタイ王国南部）と相対する。
南シナ海南部のスプラトリー諸島を「長沙諸島」（ちょうさしょとう、ベトナム語：Quần đảo Trường Sa / 群島長沙、クァンダオ チュオンサ）と呼称して自国領と主張し、一部を実効支配している。南シナ海中部のパラセル諸島（ベトナム名は「黄沙諸島」）についても領有権を主張している。

## 概要
ベトナム国家の始まりは、中国の南東岸に住む「百越」という諸民族が南下し、現在のベトナムの地に遷移して、原始的だが小規模な国家群を形成したことに由来する。漢・唐の時代には中国の侵略に抵抗できず、中国からの直接支配を受けたが、10世紀には独立した。
その後のベトナムでは丁朝・李朝・陳朝・黎朝・阮朝など独自の王朝国家が成立し、文化的な繁栄をみせた。
19世紀後半にはフランスが中国の清王朝を破り、ベトナムを中国の冊封体制の下から転出させて、フランス領インドシナという植民地政府の下に編入した。第二次世界大戦中の日本軍の進駐（仏印進駐を参照）と戦後の第一次インドシナ戦争を経てフランス植民地体制が崩壊し、国土は社会主義陣営のベトナム民主共和国（北ベトナム）と資本主義陣営のベトナム共和国（南ベトナム）に分裂。ベトナム戦争（第二次インドシナ戦争）を経て南ベトナムの政権が崩壊し、1976年に統一国家としてベトナム社会主義共和国が成立した。
政治体制はベトナム共産党による一党独裁体制である。エコノミスト誌傘下の研究所エコノミスト・インテリジェンス・ユニットによる民主主義指数は、世界136位と下位で「独裁政治体制」に分類されている（2019年度）。また国境なき記者団による世界報道自由度ランキングも下から7番目の174位と下位であり、最も深刻な状況にある国の一つに分類されている（2024年度）。
人権状況についてヒューマン・ライツ・ウォッチは、政府が言論・結社・報道・信仰など人民のあらゆる基本的自由を制限しており、刑事司法は政府からの独立性に欠け、警察は自白を引き出すために拷問を多用するという人権侵害が極めて深刻な国であることを報告している。
経済面では、1978年のカンボジア侵攻後の国際的孤立の中で国際収支が悪化して経済危機に陥り、干ばつや洪水などの自然災害による食糧不足などが重なって大量の難民を出す事態に陥った。その対策として1986年にドイモイを打ち出し、経済の自由化を進めた。外国資本の導入で製造業は活況を呈し、南シナ海で石油の開発が進んで原油が重要な輸出品になっている。他方でドイモイの進展で貧富の格差は拡大している。
外交面ではベトナム戦争以来親ソビエト連邦外交を基調としたため、ソ連と対立する中華人民共和国と関係が悪化。1977年に国連に加盟するも、1978年に親中反ソ派のポル・ポト政権下のカンボジアに侵攻したため、1979年に中国のベトナム侵攻を招き、国際的に孤立した。ソ連崩壊後の1991年に中越戦争で交戦した中華人民共和国と、1995年にはベトナム戦争で交戦したアメリカ合衆国と国交を回復し、ASEANにも加盟した。近年は南沙諸島など南シナ海への実効支配を強める中国との対立が深まっており、2010年代以降はアメリカ軍やASEANと合同軍事演習を行うなど中国牽制の姿勢を強めている。2016年にはTPPに加盟。また、フランス統治時代があったため、フランス語を共有する国・地域の総体フランコフォニー国際機関にも加盟している。
軍事面では18歳から25歳の男性を対象に兵役期間2年の徴兵制を敷いており、ベトナム人民軍は50万弱の兵力を有する。軍事力は軍事ウェブサイトの グローバル・ファイアパワー (GFP) が発表する「2020 Military Strength Ranking」によれば世界22位で、東南アジアでは第2位である。
人口は2023年に1億人を超え、1億30万人（2023年ベトナム統計総局）。住民はキン族（ベトナム人）が約86％を占め、他にミャオ族、チャム族など53の少数民族が存在している。
宗教は仏教徒が多いが、カオダイ教やホアハオ教、フランス植民地時代からのカトリックも存在する。憲法上は信教の自由を認めているが、実際には政府による強力な規制・監督が敷かれており、アメリカから信教の自由の改善を要請されている。
公用語はベトナム語で住民の大半が使用しているが、一部に少数民族の言語も存在する。表記方法としては古くは漢字が用いられ、13世紀からはチュノムという漢字を基に作られた独自の民族文字が使用されるようになったが、フランス統治時代以降はチュ・クオック・グーと呼ばれるローマ字表記が用いられており、現在は漢字とチュノムは廃れている。
地理としてはインドシナ半島の東半部、トンキン湾、南シナ海に沿うS字形の南北に細長い国土である。北部はソンコイ川の形成する
紅河デルタとそれを囲む山岳地帯から成り、中部はアンナン山脈が急崖をなして南シナ海岸に迫る狭い地域であり、最狭部では東西の幅が約50kmである。南部は主としてメコン川のメコンデルタからなる。首都はハノイ。

## 国名
正式名称はベトナム語で "Cộng Hoà Xã Hội Chủ Nghĩa Việt Nam" ( 聞く)。略称は "Việt Nam" (ベトナム語発音: [viət˨ nam˧] ( 音声ファイル))である。ベトナム語の漢字（チュハン）では「共和社會主義越南」「越南」となる。
1802年に現代とほぼ変わらない領土で統一した人物は、阮朝の創始者の阮福映（嘉隆帝）である。1804年には清の嘉慶帝から越南国王に封ぜられ、「越南」を正式の国号とした、阮朝は最初清に「南越」の号を求めたが、嘉慶帝は「越南」という国号を与えた。「南越」という国号に阮朝の領土的野心を警戒したという見方もある。
ロシア語で「Вьетнам」と書き、ラテン文字表記法の学術表記で「V'etnam」になり、日本語表記は「ベトナム」となる。しかし「i」があるベトナム語による「Việt」の正しい発音は「ベト」ではなく「ヴィエッ」であることから、一部文献などでは「ヴェトナム」「ヴィエトナム」「ヴィエットナム」などの表記もみられる。漢字文化圏の国家なので漢字で「越南」（えつなん）の表記もあり、越（えつ）と略す。「越南」の表記を用いながら「ベトナム」と呼ぶこともある。現在の日本国の外務省ではカタカナで「ベトナム」「ベトナム社会主義共和国」の表記を用いるが、かつてはベトナム語の発音に近い「ヴィェトナム社会主義共和国」の表記となっていた。
公式の英語表記は "Socialist Republic of Vietnam" 、略称は "Vietnam"、または "SRV"。1976年6月24日、ベトナム戦争後初の南北統一国会（第6期国会第1回会議）が招集され、7月2日の国会決議により現在の国名が決定された。2013年の憲法改正時に、「ベトナム社会主義共和国」の国名を、1945年のベトナム八月革命によって独立した時の国名「ベトナム民主共和国」に改める動きが報じられた が、改正案から国名変更部分は除外され、変更はされなかった。

## 歴史

### 石器文化
今からおよそ30 - 40万年前の地層から人類の歯がハノイ北方のタムハイにあるタムクエン洞窟（ランソン省）で発見されている。他の場所からも、例えばクアンイエンのド山（タインホア省）、スアンロク（ドンナイ省）から打製石器や剥片石器がたくさん発見されている。また、タムオム（ゲアン省）、ハンフム（イエンバイ省）、トゥンラン（ニンビン省）、ケオレン（ランソン省）などからも人類の足跡が発見されている。
今からおよそ2 - 3万年前、現代人（現生人類）の祖先と言われている新人（ホモ・サピエンス）が現れた。彼らの遺跡は、グオム石窟（タイグエン省）、ソンビー（フート省）やライチャウ、ソンラ、バクザン、タインホア、ゲアンの各省にみられる。彼らの道具の主なものは石斧で、万能石器である。
最終氷期が終わり、地球規模で温暖化が始まった約1万年前から4000年前の人類の遺物や洞窟が発見されている。ホアンビン、バクソン（ランソウン省）、クインバン（ゲアン省）、ハロン（クアンニン省）、バウチョー（クアンビン省）では、前段階よりも石器が改良され、多種の石材を使い様々な用途に使用できる石器が製作されるようになっていた。今までの打製石器だけではなく刃を研磨した道具の短斧・右肩石斧などの磨製石器がつくられている。その他には、自然石の礫石器や動物の骨や歯を利用した骨角器が造られた。また、パクソン、クインバン、ハロンでは、土器を伴い、石製の鋤・鍬が見つかっている。これらの遺物から生活様式が発展したことがうかがえる。たとえば、土器の使用により、煮炊きでき、食物を保存できるようになり、生活が豊かになってきた。さらに鋤や鍬で森・土地を開墾して農業ができるようになったと推測できる。さらに動物の骨から道具を作っていることから、犬や豚を飼って畜産を行っていたと考えられる。また、農業や畜産を行うことにより、一定の場所に住み着き、狩猟や採取、場所によっては漁撈が可能になっていたと考えられる。

### 青銅器文化

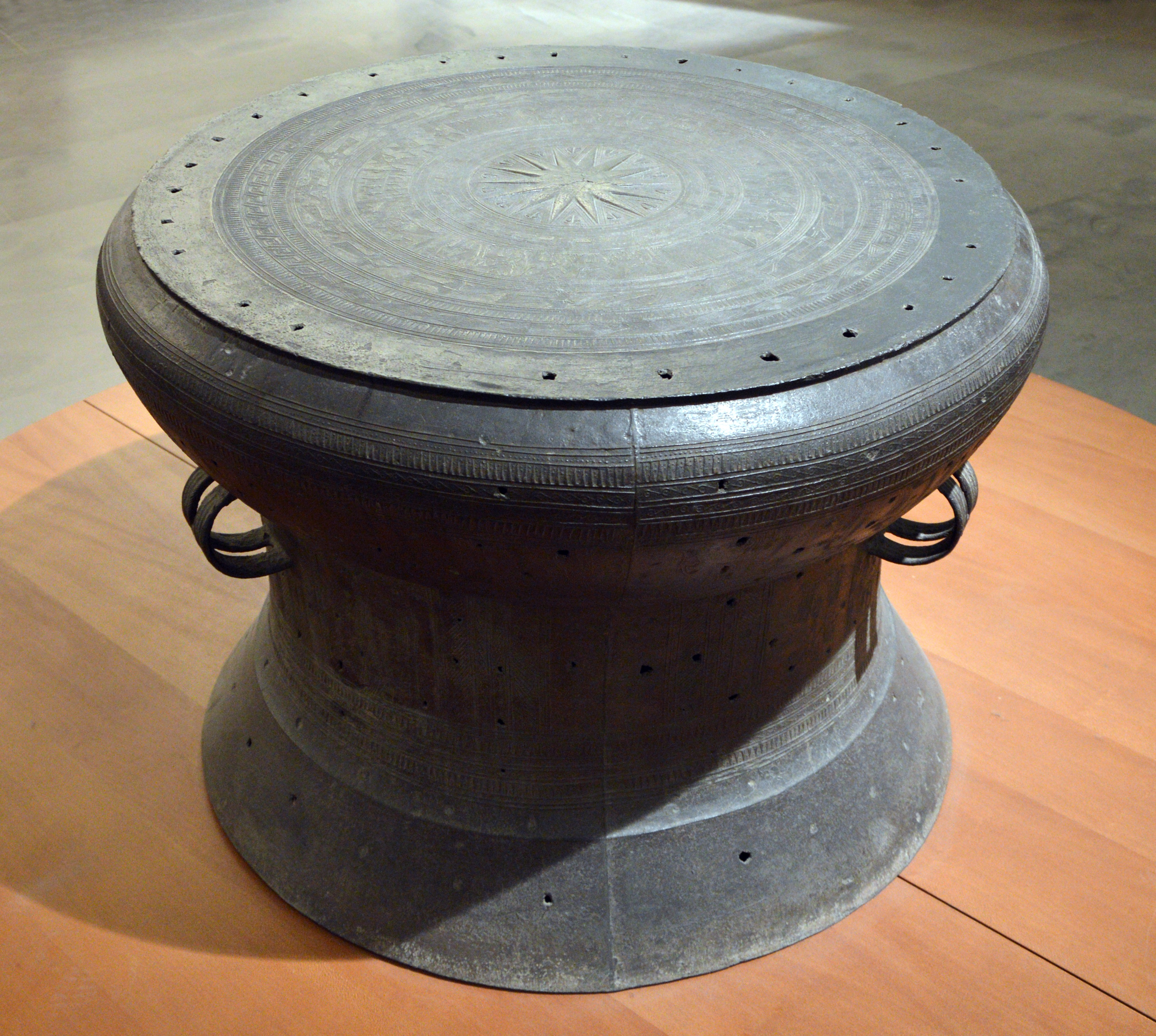
ドンソン文化の銅鼓。

部族国家群鴻龐朝（現フート省付近の文郎国、山岳部の甌越、紅河デルタの雒越など）を形成していた。これが古越人（後のベト族）である。紀元前4世紀ごろから、東南アジア最古の青銅器文化として知られる東山（ドンソン）文化が、北部ベトナムの紅河（ホンハー）流域一帯に広がった。秦の始皇帝によって象郡が置かれ、郡県支配を受けた。蜀泮によって文郎国、甌越、雒越が統合され、甌雒（紀元前257年 - 紀元前207年）が成立し、コロアを王都とした。紀元前207年に南越国が成立し、甌雒を併合した。

### 北属期
- 北部 - 紀元前111年の漢の南越国征服で漢の武帝が遠征して南越国が滅亡。第一次北属期（en、紀元前111年 - 39年）に入り、交州（交趾郡、日南郡など9郡）と呼ばれた。40年チュン姉妹が蜂起したチュン姉妹の反乱が起こるが、後漢に制圧され第二次北属期（en、43年 - 544年）が始まる。6世紀の終わりごろに隋（581年-618年）が中国を統一し、交州総督府を設けた。544年に李賁が前李朝を興して独立。602年、隋李戦争（英語版）で隋が前李朝に侵攻し、第三次北属期（en、602年 - 938年）に入る。次代の唐 (618-907) に引き継がれ安南都護府となる（安南という呼称の始まり）。755年に唐で安史の乱が起こると支配は動揺し始め、南詔がハノイの安南都護府を占領した（862年 - 866年）。
- 中部 - 192年、オーストロネシア語族系統の古チャム人（後のチャム族）が日南郡で、インド化されたチャンパ王国を形成して後漢から独立。734年に平群広成らの乗る日本の遣唐使船第3船が暴風雨で難破し、崑崙国（チャンパ王国）に漂着して捕縛された。後に脱出して長安に戻り、渤海経由で日本に帰国した。
- 南部 - 扶南国（1世紀 - 6世紀）、真臘（6世紀 - 8世紀）。

### 越人王朝の形成
- 北部 - 唐末五代十国の混乱で中国の支配が後退すると939年の白藤江の戦いで最初の民族王朝呉朝が成立（北属期の終わり）。965年に十二使君の乱が起こり、966年に丁朝が成立。980年に黎桓が前黎朝を興し、981年の白藤江の戦いで宋軍を追い返すことに成功。1001年に李朝の成立。宋は「安南国」を朝貢国として承認した。1054年に国号を「大越」としたが、19世紀に至るまで中国は「安南」と呼んだ。国内では「大越」（ダイベト、大いなる「越」）であった。昇竜（タンロン、後のハノイ）に遷都。以後、越人の王朝「大越」は南のチャンパと抗争を繰り返した。1225年、李朝との婚姻から陳太宗へ譲位させることに成功し、陳朝が成立。
- 中部 - チャンパ王国
- 南部 - クメール王朝

### モンゴルの侵攻
モンゴル帝国に連なる元が中国を支配した13世紀に、皇帝のクビライは3度にわたるベトナム侵攻（元越戦争）を行った。1258年、第1次元越戦争。1283年、第2次元越戦争。1287年、第3次元越戦争。1288年の白藤江の戦いで敗北した元の侵攻軍は敗走した。

### 第四次北属期
14世紀に陳朝の都昇龍（タンロン）を2度攻略した制蓬峩（チェーボンガー、Chế Bồng Nga）の死後、チャンパ王国では羅皚による王位簒奪が起こった。陳朝に代わった胡朝がチャンパ王国へ逆侵攻すると、羅皚の子である巴的吏が、元に代わった中国・明の永楽帝に援軍を求めて干渉戦争明胡戦争（明・大虞戦争）が起こり、1407年に胡朝は滅亡。第四次北属期（1407年-1427年）となり、明によって「交阯」（Jiaozhi、Giao Chỉ、交趾）との地名で呼ばれた。

### 南進時代
藍山蜂起（1418年 - 1428年）で明軍を追い出した黎利（レ・ロイ）により後黎朝が起こる（1428年 - 1788年）。地方王権の緩やかな連合体という形態だったチャンパ王国 にはヴィジャヤとパーンドゥランガの2つの核となる地域があったが、1471年に後黎朝の侵攻（チャンパ・大越戦争）によりヴィジャヤが滅亡した。
黎朝帝室が衰えると権臣の莫登庸による簒奪王朝莫朝が権力を掌握。黎朝復興勢力と莫朝が紅河を挟んで向き合う南北朝時代の戦乱を経て後黎朝は復興したが、北部は帝室を牛耳る東京鄭氏が支配し、中部には広南阮氏による半独立政権が成立し、両者の間で鄭阮戦争が起こった。このころ、日本は広南阮氏と交易し、ホイアンに日本人町ができ来遠橋などが建てられた。
広南阮氏は、1611年からパーンドゥランガの領土を侵食し始める。鄭阮戦争の難民がメコンデルタへ流出すると、カンボジアのチェイ・チェッタ2世（在位：1618年-1628年）は、プレイノコール（英: Prey Nokor、現ホーチミン市）に難民を受け入れ及び徴税のために税関事務所を建設することを許可した。これによってメコンデルタのベトナム化が進行したことで、広南阮氏の南下を呼び込む結果になる。1681年、ダナン沖に明朝遺臣を名乗る楊彦迪（ズオン・ガン・ディック、Dương Ngạn Địch）、陳上川（チャン・トゥオン・スィエン、Trần Thượng Xuyên）らの率いる50隻余の艦隊が出現して広南国への亡命を申し出ると、広南国はメコンデルタへの入植に彼らを活用することとなった
1693年に広南阮氏の武将阮有鏡がパーンドゥランガを征服した。1708年に現在のキエンザン省・カマウ省に勢力を伸ばしていた鄚玖の半独立国「港口国」がカンボジア王を裏切り、広南阮氏に朝貢するようになる。広南阮氏は、阮福濶の時代にカンボジア領であったメコンデルタ下流のクメール人居住領域の併合を行う。

### 西山朝
1771年に西山阮氏による西山党の乱が起こり、1777年に広南阮氏を滅ぼした。1785年にシャムの支援を受けた広南阮氏の残党・阮福映がメコンデルタ地帯に攻め込んだが（ラックガム＝ソアイムットの戦い）、阮恵（グエン・フエ）率いる西山阮氏はこれを撃退した。阮恵は軍を北に向け鄭氏もまた滅ぼし、西山朝が成立した。1789年には、北部に辛うじて存在していた後黎朝の昭統帝が清の乾隆帝に援軍を求めて始まった干渉戦争のドンダーの戦いでも阮恵が勝利し、後黎朝も滅んだ。阮福映は、フランス人宣教師ピニョー・ド・ベーヌを始めとする外国勢力やチャンパ遺臣の助けを得て西山朝と戦った。

### 阮朝

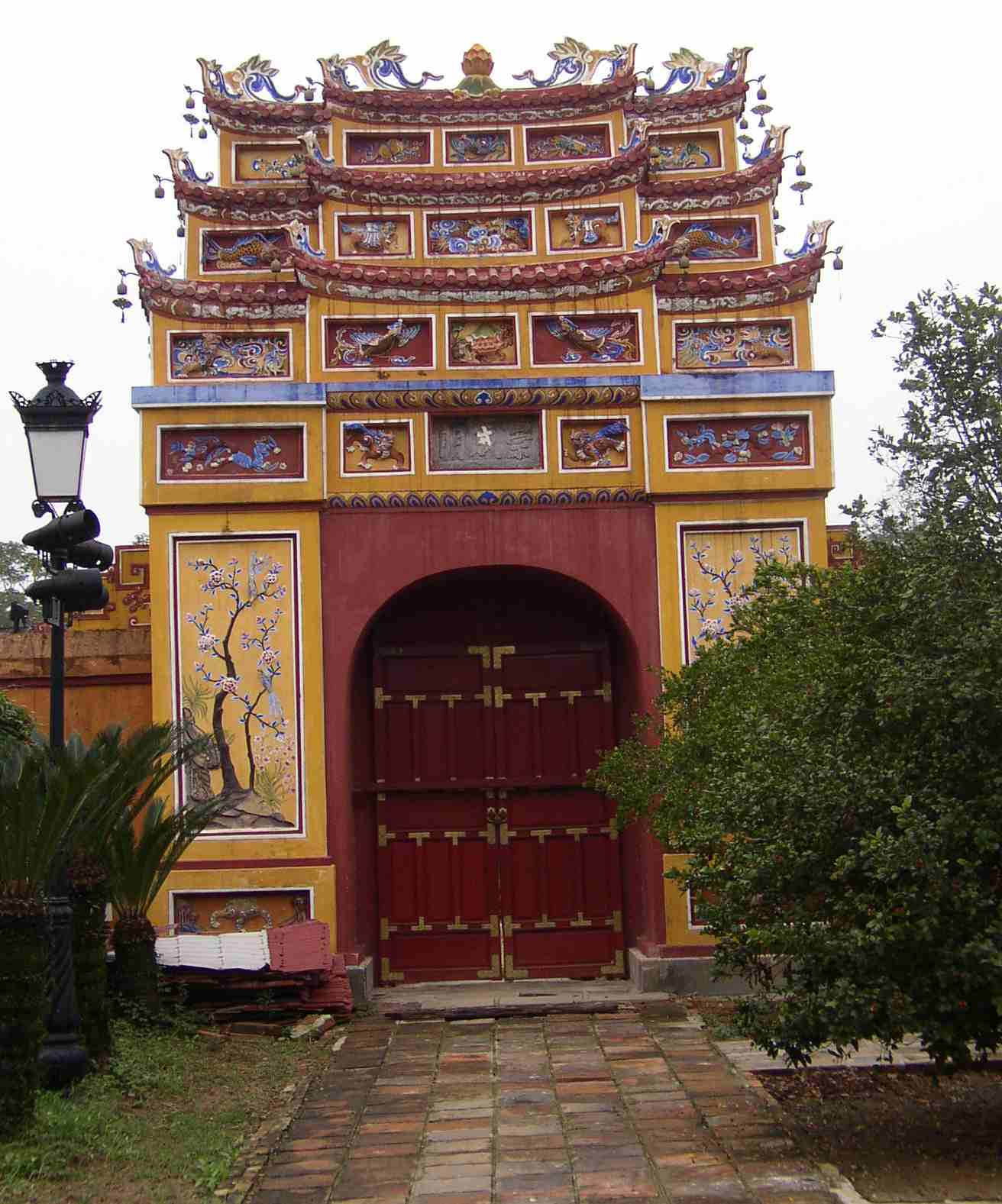
ベトナム中部の都市フエには、19世紀に越南阮朝の都と宮廷が置かれた。ユネスコの世界遺産（文化遺産）に「フエの建造物群」として登録されている。

西山朝に内紛の兆しが見えると、阮福映が1802年に西山朝を滅ぼし、阮朝（1802年 - 1945年）を興こした。1830年代には港口国が阮朝の支配下に入り、チャンパ遺臣の自治領も完全に阮朝に吸収され、現在の統一国家ベトナムの形がほぼ完成する。

### フランス植民地支配

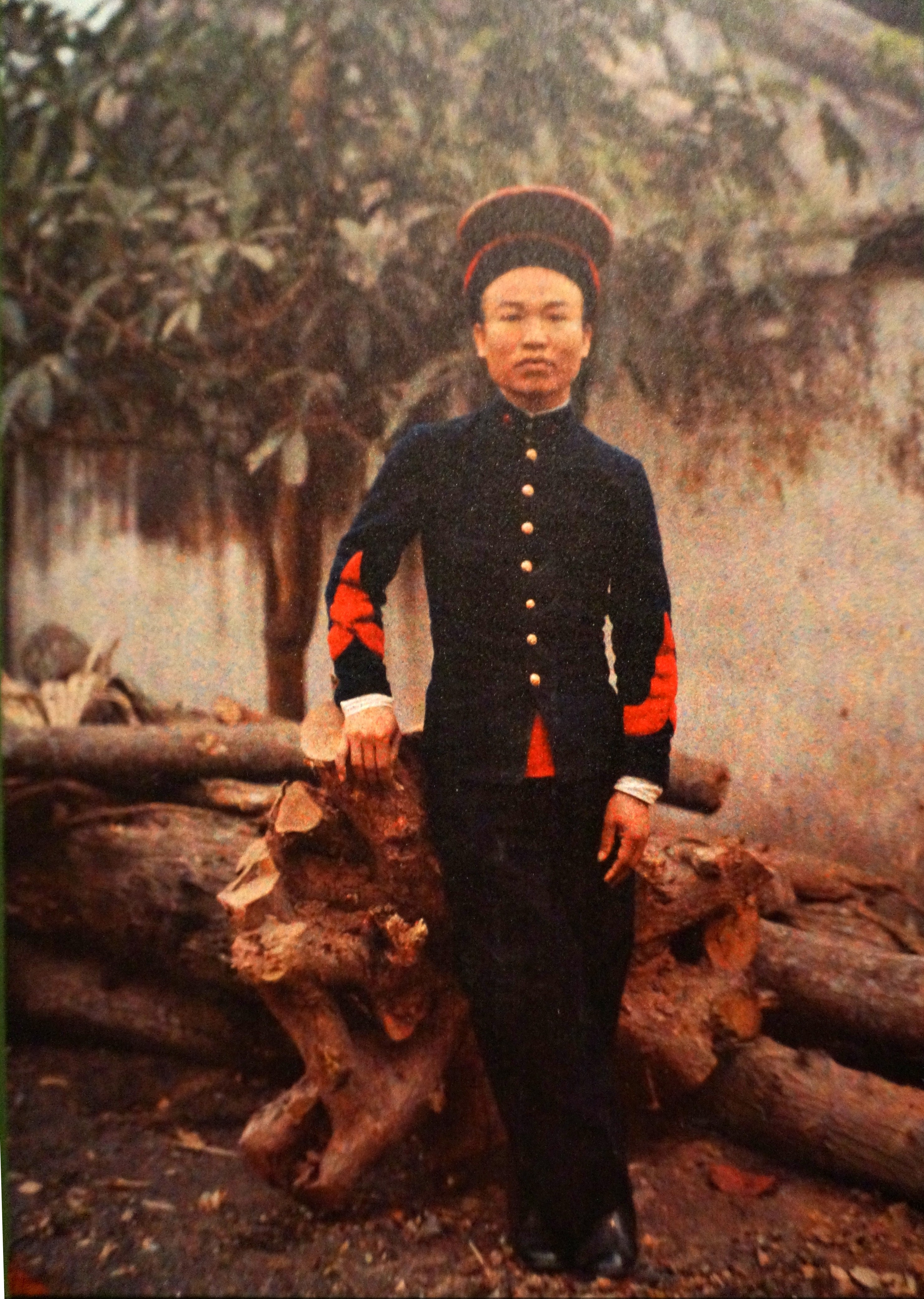
フランス軍支援のために組織された現地兵部隊リンタップ（:vi:Lính tập）の伍長。1916年。

1847年4月15日、フランス軍艦がダナンを艦砲射撃し、フランスの侵略が始まる（ダナンの戦い）。1858年9月、フランス・スペイン連合艦隊がダナンに侵攻（コーチシナ戦争、1858年-1862年）。1862年6月、第1次サイゴン条約でフランスに南部3省を割譲。1867年6月、フランス領コーチシナが成立。1874年3月、第2次サイゴン条約でフランスに紅河通商権を割譲。1882年4月、フランスがハノイを占領した。
1883年6月、トンキン戦争（1883年6月 - 1886年4月）が勃発。8月、癸未条約（第1次フエ条約、アルマン条約）でアンナンとトンキンがフランスの保護領となる。1884年5月、天津停戦協定（李・フルニエ協定）を締結。6月、甲申条約（第2次フエ条約、パトノートル条約）で清への服従関係を絶つ。
1884年8月、清仏戦争（1884年8月 - 1885年4月）が勃発。1885年6月、天津条約で、清は宗主権を放棄すると共に、癸未条約と甲申条約で定めたフランスのアンナンとトンキンへの保護権限を承認した。1887年10月、フランス領インドシナ連邦（トンキン保護領、アンナン保護領、コーチシナ直轄植民地に分割統治、カンボジア保護国と併合、1889年4月にはラオス保護国を併合）が成立し、フランスにより植民地化された。日本では「仏印」と呼ばれた。

### 反仏独立運動
フランス支配に対して北部を中心に多くの抵抗運動が起きた。初期の代表的なものに大陳起義、安世起義などがあり、指導者としてホアン・ホア・タム（黄花探、通称「デ・タム」）などが知られる。
1904年、ファン・ボイ・チャウ（潘佩珠）とクォン・デが維新会を結成。1905年、ファン・ボイ・チャウが反仏独立の支援を求めて来日（東遊運動）。1907年、en:Gilbert Trần Chánh ChiếuとFrançois-Henri SchneiderらによってLục Tỉnh Tân Văn（六省新聞、1907年 - 1908年）がサイゴンで発行される。1912年、広東でベトナム光復会を結成。
1913年、Nguyễn Văn VĩnhとFrançois-Henri Schneiderらによって初のチュ・クオック・グー新聞の『Đông Dương tạp chí』（『東洋雑誌』、1913年 - 1919年）がハノイで発行される。1916年、コーチシナ蜂起。1919年、ホー・チ・ミンが安南愛国者協会（Association des Patriotes Annamites）を組織。1923年、Diệp Văn Kỳによってチュ・クオック・グー新聞『Ðông Pháp Thời Báo』（『東法時報』、1923年 - 1928年）がサイゴンで発行される。1930年、ホー・チ・ミンが香港でベトナム共産党（インドシナ共産党）を設立。1930年に、イエンバイ省でグエン・タイ・ホックらベトナム国民党によるイエンバイ蜂起、ゲアン省とハティン省でゲティン・ソヴィエト（ベトナム語: Xô Viết Nghệ Tĩnh、Nghe-Tinh soviet）の蜂起が起こった。
1939年、フランス植民地政府がインドシナ共産党を禁止。

### 第二次世界大戦
1940年、ナチス・ドイツのフランス侵攻により、フランスは北部を占領され、南部にはドイツに協力するヴィシー政権が樹立された。これに伴い、日本軍が北部仏印進駐。1941年、タイ王国とフランス（ヴィシー政権）の間にタイ・フランス領インドシナ紛争が発生した。日本政府は東京条約でこれを仲裁した直後に南部仏印進駐を決行。米英蘭との対立を深めて太平洋戦争に突入し、仏印は南方作戦（マレー作戦、マレー沖海戦、タイ進駐）における日本軍の策源地となった。
1944年、ヴォー・グエン・ザップが武装宣伝旅団（ベトナム人民軍の前身）を組織。凶作に加え、米軍の空襲による南北間輸送途絶や、フランス・インドシナ植民地政府及び日本軍による食糧徴発などが重なり、北部（トンキン）を中心に翌年までに200万人以上（諸説あり）が餓死したとされる（1945年ベトナム飢饉）。また、日本軍が「慰安所」を運営したことを示すフランス軍公式資料も確認されている。1945年3月11日、保大（バオ・ダイ）帝が日本の援助（明号作戦）下でベトナム帝国の独立を宣言。1945年8月15日、連合国への降伏を決めた日本がポツダム宣言を受諾した旨を声明（玉音放送）し、軍に戦闘停止を命令したが、8月17日、ベトナム独立同盟（ベトミン）がハノイを占拠し（ベトナム八月革命）、この革命でバオ・ダイは退位させられた。9月2日、ベトナム民主共和国の樹立を宣言、ホー・チ・ミンが初代国家主席兼首相に就任。同日、日本が降伏文書に署名した。

### アメリカの介入と南北分断時代

#### インドシナ戦争
1946年11月、ハイフォン（海防）でのフランス軍との衝突から、フランスに対する独立戦争（第一次インドシナ戦争、1946年 - 1954年）が始まる。1949年、フランスはサイゴンにバオ・ダイを復位させ、ベトナム国として独立を認める。国共内戦における中国共産党の勝利で中国大陸に建国された中華人民共和国と、ソビエト連邦は、ベトナム民主共和国を承認。以後、東西冷戦下で北ベトナム及び統一ベトナムは、中ソや朝鮮民主主義人民共和国（北朝鮮）、東欧社会主義諸国とともに東側陣営に属することとなった。
北ベトナムの土地改革（1953年 - 1956年）。1954年5月のディエンビエンフーの戦いで敗北したフランスは7月にジュネーヴ協定を結んでベトナムから撤退し、独立戦争は終結した。同時に、北緯17度線で国土がベトナム民主共和国（北ベトナム）とベトナム国（南ベトナム）に分断される。10月、南ベトナムではアメリカ合衆国を後ろ盾にゴ・ディン・ジェムが大統領に就任、国名をベトナム共和国にする。1960年12月、南ベトナム解放民族戦線結成。

#### ベトナム戦争
1962年2月、アメリカ合衆国はサイゴンに援助軍司令部を作り、軍事介入によるベトナム戦争（第二次インドシナ戦争）が始まる。1963年11月22日にケネディ大統領が暗殺され、ジョンソンが米大統領に就任すると、1964年8月2日と4日のトンキン湾事件以降、米軍は戦争に直接介入するようになる。1965年2月、アメリカが北ベトナムの爆撃（北爆）を開始し、本格的な戦争に突入する。1968年1月、南ベトナム全土で解放戦線・北ベトナムのテト攻勢により、アメリカは大打撃を受ける。5月、パリ和平会談を開始したが、会議は中断される。同年10月、ジョンソン政権が北爆を中止して会議が再開された。1969年1月20日、ニクソン政権が誕生し、南北ベトナム、解放戦線、アメリカの4者によるパリ和平会談が始まる。6月、南ベトナムで解放戦線は、南ベトナム共和国革命臨時政府を建設し、ベトナム共和国と対峙する。9月2日、ホー・チ・ミンが死去し、レ・ズアンが第一書記として党のトップとなる。1972年4月、アメリカ・ニクソン政権は北爆を再開する。1973年1月、南北ベトナム政府および臨時革命政府ならびにアメリカの4者が、パリ和平協定に調印する。1973年、日本との国交が樹立される。1975年4月30日、北ベトナムと解放戦線が春の大攻勢を行うと、南ベトナムのズオン・バン・ミン大統領は全面降伏する。サイゴンは陥落し、ベトナム共和国は崩壊。南ベトナム共和国の名の下に北ベトナムが実権を掌握し、ベトナム戦争は終結した。

### 南北ベトナム再統一以後
1976年4月、南ベトナム消滅による南北統一、初の南北統一選挙が行われた。1976年7月2日、ベトナム民主共和国をベトナム社会主義共和国に改名。1976年12月、ベトナム労働党第4回全国代表者大会をハノイで開き、旧名称であるベトナム共産党を再度採用した。

#### カンボジア・ベトナム戦争と中越戦争
第二次インドシナ戦争でカンボジアの共産主義勢力クメール・ルージュは、北ベトナムや南ベトナム解放戦線と協力関係にあったが、1975年にカンボジア内戦に勝利して民主カンプチアを建国した後はベトナムとの対立を深めた。民主カンプチアによる多くの国境侵犯やバチュク村の虐殺などにより、1978年12月にカンボジア・ベトナム戦争（第三次インドシナ戦争、1978年 - 1989年）でカンボジアへの侵攻を開始。1979年、侵攻を非難する中華人民共和国がベトナムを攻撃し、中越戦争が開始される。世界各国は援助を停止したためベトナムは孤立するが、戦争期に中ソから支援され、またアメリカや南ベトナムから鹵獲・接収した多種多様な近代兵器と実戦経験豊富な古参兵を擁するベトナムは、文化大革命で混乱・疲弊した中国人民解放軍を相手に善戦し、国連五大国の一角である中国を一度は退けた。
戦争が継続される一方、国内の産業は混乱、経済は低迷した。特に、1979年の農業は農地の集団化が進まないなどの理由でコメの生産が計画量に達せず、軽工業も人材不足や原材料の輸入途絶で生産が停滞した。五か年計画は破綻し、コメの配給が行われない地区も発生した。
1986年7月、レ・ズアンが死去。12月、第6回全国代表者大会以降、チュオン・チン国家評議会議長体制は、社会主義型市場経済を目指す「ドイモイ（刷新）政策」を開始し、改革・開放路線に踏み出す。1988年3月14日、ジョンソン南礁が中華人民共和国に占領される（スプラトリー諸島海戦）。カンボジア・ベトナム戦争で勝利してヘン・サムリン率いる親ベトナム政権を成立させた代償にソ連圏を除く国際社会から孤立し、国内経済が疲弊しており、1989年9月、カンボジアから完全撤兵し、カンボジア・ベトナム戦争が終結。カンボジアからの撤退を命じたグエン・ヴァン・リンらが1990年に秘密裡に訪中し、1991年に中国を訪れたヴォー・チ・コン国家評議会議長が江沢民総書記と会談、越中関係を正常化させた。

#### 関係改善期
1991年6月27日、ドー・ムオイが共産党書記長（最高指導者）に就任。1993年2月、フランスと和解（当時のフランス共和国大統領はフランソワ・ミッテラン）。1995年7月、クリントン・アメリカ大統領が、国家の承認と外交関係樹立を発表。1995年8月5日、アメリカと和解した。
7月、東南アジア諸国連合（ASEAN）が加盟を認め、周辺諸国との関係も改善した。10月、所有権や契約の考え方を盛り込んだ、初めての民法ができる。1996年1月、ASEAN自由貿易地域（AFTA） に参加。1997年12月29日、レ・カ・フューが共産党書記長に就任。1998年、アジア太平洋経済協力（APEC）参加。2003年7月5日 フォンニャーケーバン国立公園がユネスコ世界遺産に登録された。
2001年4月22日、ノン・ドゥック・マインが共産党書記長に就任。2003年、日越投資協定締結。2006年初頭、Bui Tien Dungが拘留される。6月27日、チャン・ドゥック・ルオン国家主席の引退に伴い、新国家主席にベトナム共産党のグエン・ミン・チェット政治局員（ホーチミン市党委員会書記）を選出した。また、引退するファン・ヴァン・カイ首相の後任にグエン・タン・ズン党政治局員を国会は選出した。6月28日、新首相の提案に基づき8閣僚の交代人事を国会は承認した。ダオ・ディン・ビン交通運輸大臣は同省傘下の汚職事件（PMU 18 scandal）で指導責任を問われ、事実上更迭された。
2007年1月11日、世界貿易機関（WTO）に正式加盟した（150番目の加盟国）。2007年10月16日、国連総会で安全保障理事会の非常任理事国に初選出された。
2011年、グエン・フー・チョンが書記長に就任。反腐敗運動を進め権力集中が進む。2021年、コロナウイルスによる社会の混乱から異例の3期目となる。2023年、汚職によりナンバー2であったグエン・スアン・フックが失脚し、2024年3月にはフックの後任となっていたヴォー・ヴァン・トゥオンも「党の規律に違反する行為」があったとして失脚。同年4月には、ヴオン・ディン・フエ国会議長も「党の規則に違反し、党や国家の威信に影響を与えた」ことを理由に任期途中の辞任が承認された。
2024年、トー・ラムが共産党書記長に選出された。

## 政治

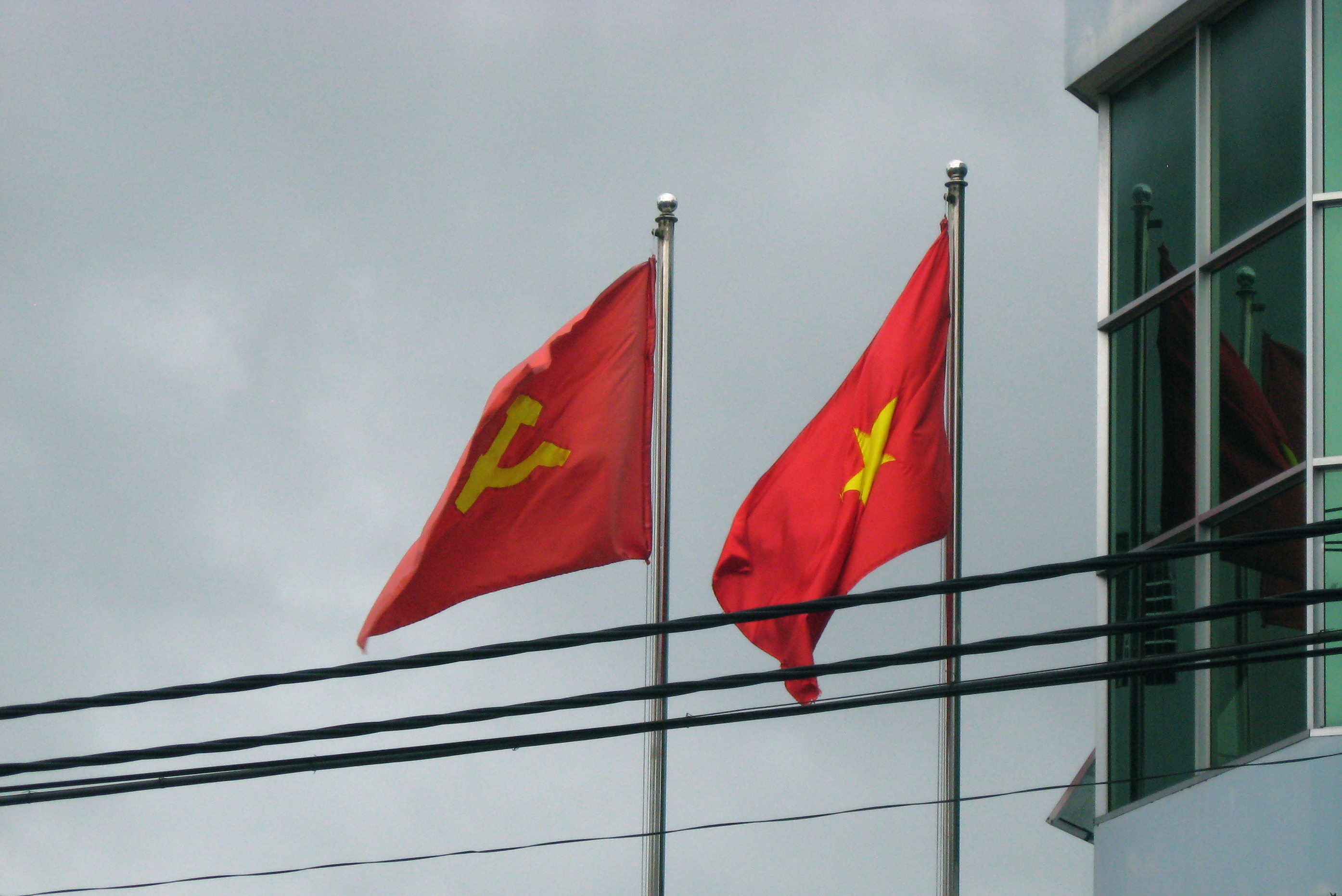
ベトナム共産党の党旗(左)とベトナム社会主義共和国の国旗(右)

### 統治体制
政体は社会主義共和制。統治体制は、憲法第4条において「労働者階級、働く人民及び全ての民族の利益を忠実に代表する国家と社会の指導勢力」とされており、ベトナム共産党による一党独裁制である。共産党内の序列最上位4名が「四柱」と呼ばれており、序列トップが書記長（最高指導者）、序列2位、3位、4位の3名がそれぞれ国家元首である国家主席、政府の長である政府首相、立法府である国会の議長を務めるのが通例となっている。原則として、中国やキューバなど他の社会主義国と違い、党と国家のトップを同じ人物が兼務することはなく「四柱」を中心とした集団指導体制を取る。2018年10月には病死したチャン・ダイ・クアン国家主席の後任としてグエン・フー・チョン共産党書記長が2021年まで国家主席を兼任していた。2024年以降、書記長がトー・ラム、国家主席がルオン・クオン、首相はファム・ミン・チン、国会議長はチャン・タイン・マンである。

2024年10月以降のベトナムの「四柱」
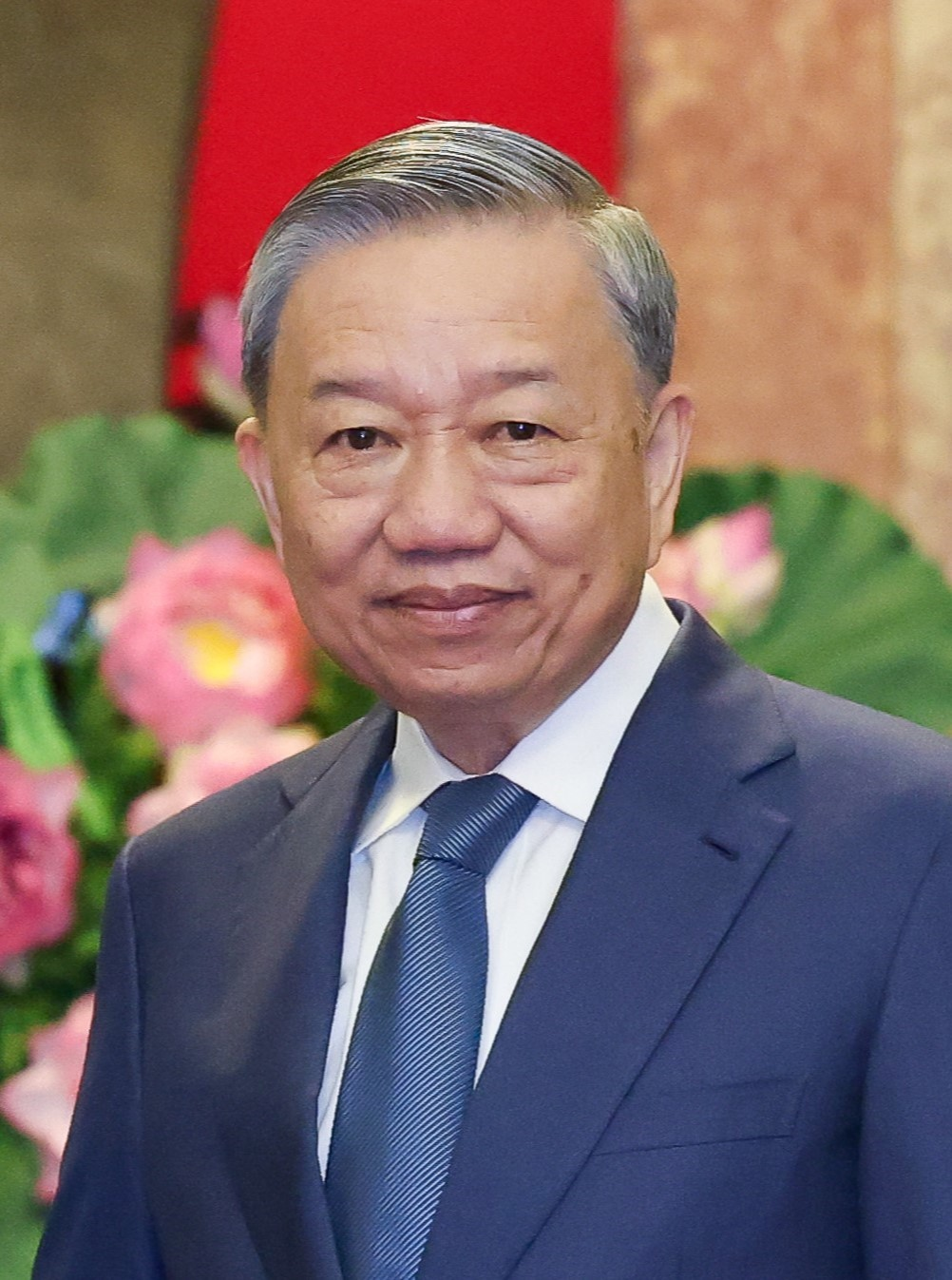
トー・ラム 共産党書記長（最高指導者）
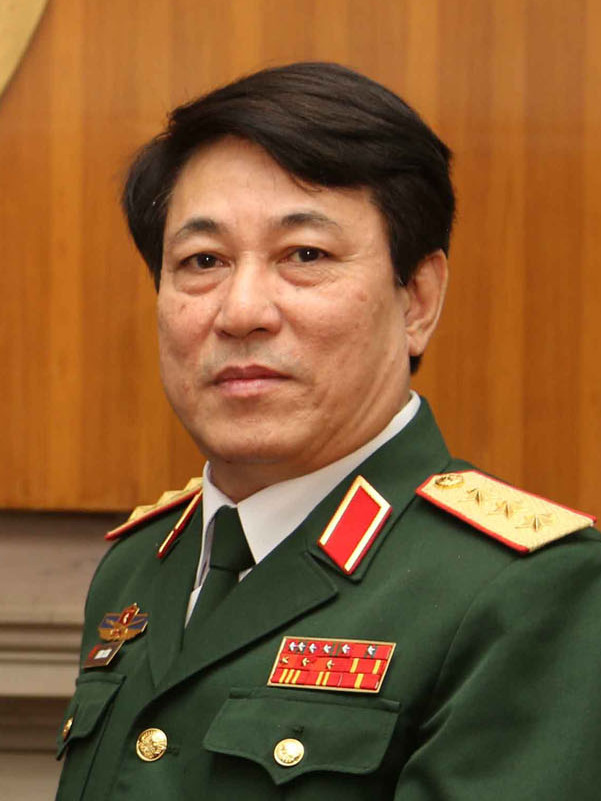
ルオン・クオン 国家主席
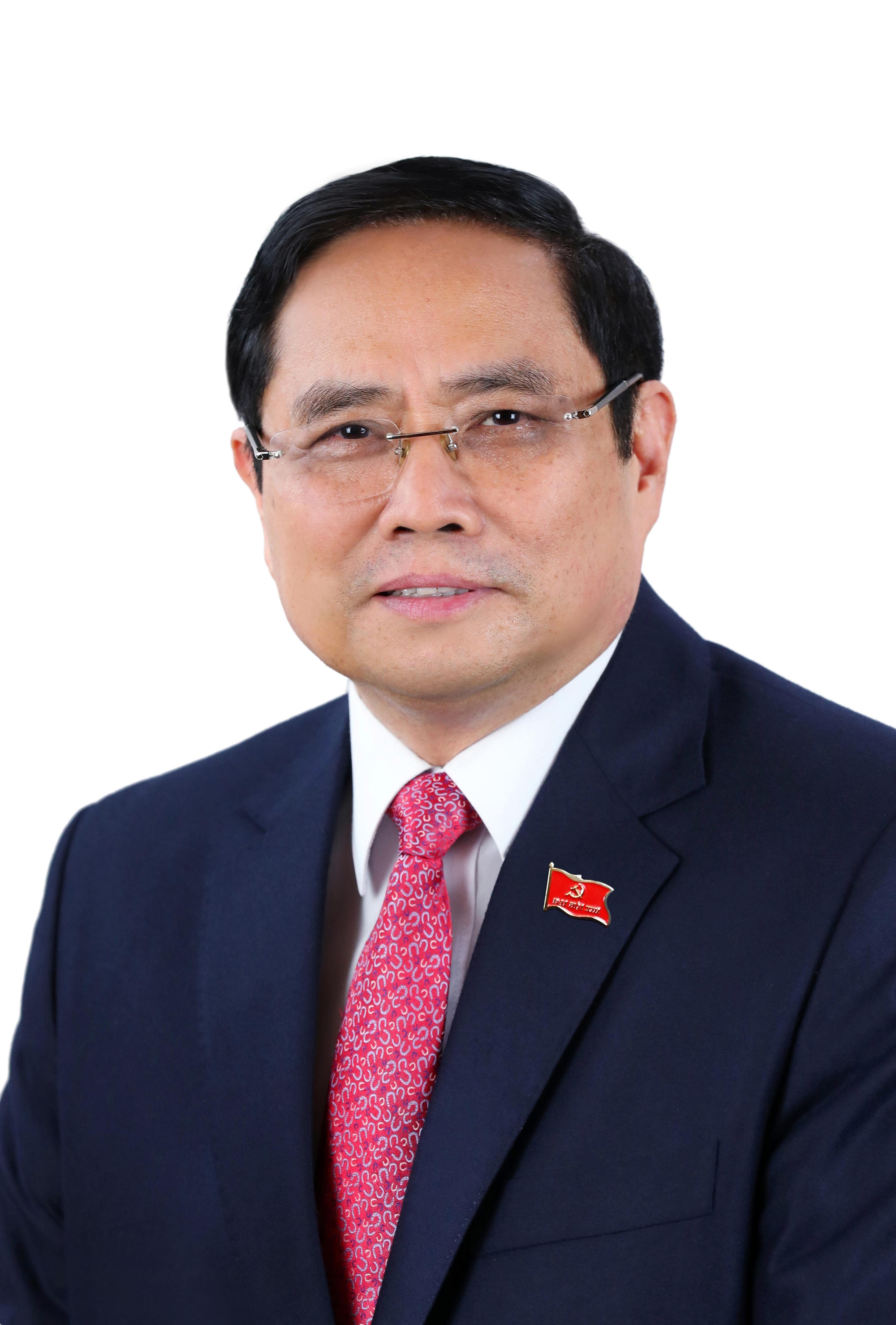
ファム・ミン・チン 首相
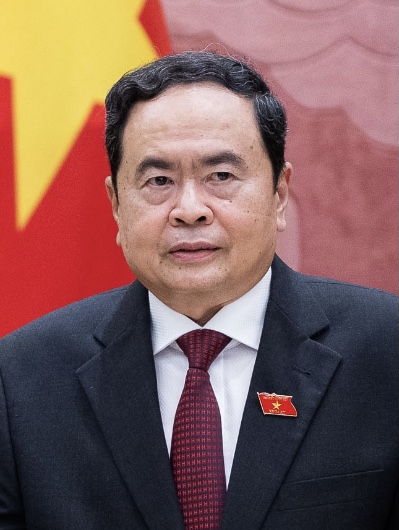
チャン・タイン・マン 国会議長

最高指導者であるグエン・フー・チョンは反汚職を掲げて権力を集中させており、ナンバー2であったグエン・スアン・フックとヴォー・ヴァン・トゥオンが相次いで失脚、四柱のポストも彼に近い保守派で北・中部出身者である。
南北統一の歴史的経緯として指導者のバランスを取ることで融和を目指す事が慣例であったが破られた。
マルクス・レーニン主義、ホー・チ・ミン思想を基軸とするベトナム共産党は、現在のベトナム社会主義共和国憲法（2013年制定）第4条に「国家と社会の指導勢力」と明記されている。建国以来、一貫して集団指導による国家運営を行っており、ホー・チ・ミン（初代ベトナム労働党主席兼ベトナム民主共和国主席）でさえも専制的な権力を有したことはない。1980年代までは、民主党、社会党などの衛星政党も存在するヘゲモニー政党制であったが、1980年代末には解散され、名目的な複数政党制から、純粋な一党制に移行した。現在、ベトナム共産党以外の政党の結成は禁止されている。
政府の運営は極めて官僚的であり、市場経済化しつつ政治の民主化は認めない中国共産党独裁下の中華人民共和国に類似している。近年では行政手続きを簡素化するなど、投資の透明性や効率性を向上させようとしている。

### 立法
立法府たる一院制の国会は憲法では「国権の最高機関」とされ、定員500名、任期5年。ただし、一党独裁制であるため、国会は重要な役割を果たしてはいない。全立候補者は共産党翼賛組織の「ベトナム祖国戦線」の審査で絞り込まれる。投票率は9割以上だが、家族や組織の代表者による代理投票が行われており、実際の投票経験はない国民も多い。
国会議員の9割以上は共産党員であり、1986年以降は政府批判の発言も見られるが、党の指導は絶対的である。

### 住民登録
長らく戸籍で国民を登録していたが2021年7月1日に戸籍簿の発行が終了、2023年1月1日、個人を単位とする住民データベースに移行。

### 国際関係

ベトナムと外交関係を有する諸国の一覧図。

#### 中国との関係
共産党の一党社会主義体制を採用しており、社会主義市場経済やネット検閲など中国と類似する政策を行なっているために「ミニ中国」の異名がある。
中国の王朝から侵略や支配を受け938年にその支配を脱した。
第一次インドシナ戦争やベトナム戦争では、ベトナム民主共和国は中華人民共和国から支援を受け、グエン・ソンのような中国共産党党員はベトナム人民軍初の士官学校をつくった。しかし、北ベトナムに対して北爆再開など大規模な軍事攻撃を行ったリチャード・ニクソン大統領の中国への電撃訪問から中国はアメリカ合衆国に接近し、パリ協定でのアメリカ軍撤退に乗じて西沙諸島の戦いで中国が南シナ海への進出などしたため、摩擦が起き始めた。中国に友好的だったホーチミンの死後になされた南北ベトナム統一後、ソ連寄りとなったベトナムによるカンボジアへの侵攻（カンボジア・ベトナム戦争）を巡っては1979年に中国との大規模な戦争を起こし（中越戦争）、中国は米国とともに民主カンプチア連合政府やフルロなどベトナムに対する抵抗活動を支援し、1989年にグエン・ヴァン・リンらがベトナム人民軍にカンボジアからの撤退を命じて中国と国交正常化交渉を開始するまで度々交戦（中越国境紛争）をしている状態であった。

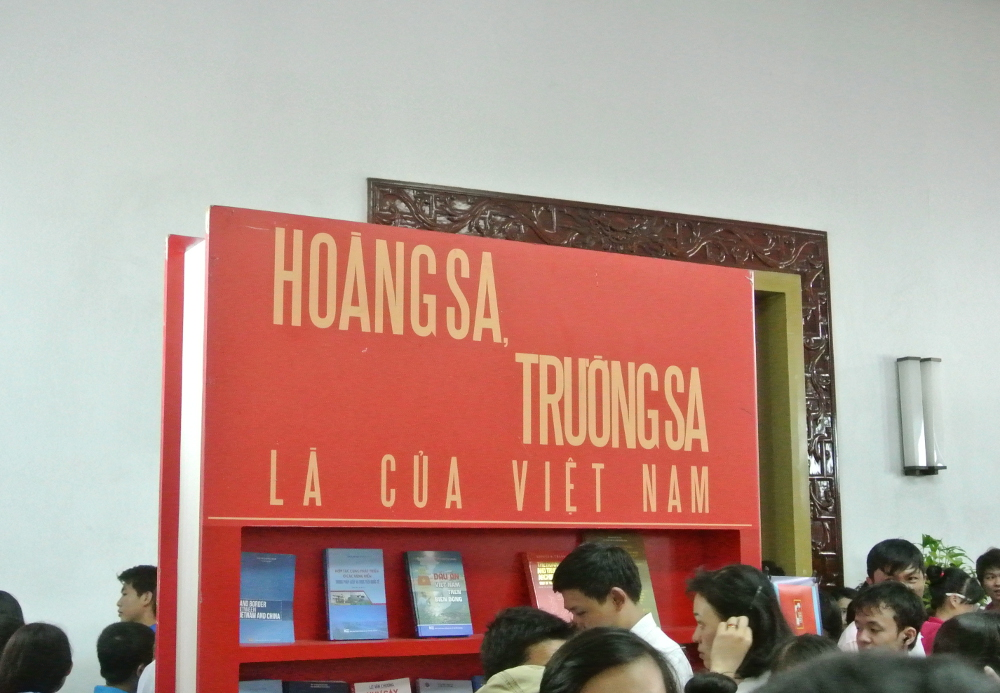
「ホアンサ諸島・チュオンサ諸島はベトナムのもの」（Hoàng Sa, Trường Sa là của Việt Nam）と主張するキャンペーン。
（2013年、ホーチミン市統一会堂にて）

領土問題を抱えているが友好国の一つでベトナム共産党を二分する派閥は親中派である。
最大の貿易相手国である。

#### 台湾との関係
台湾には、在台ベトナム人（在台越南人）とベトナム系台湾人（越南裔台灣人）がいる。ベトナム戦争後の難民や出稼ぎ労働者、配偶者としての台湾への移住などによって形成された。2019年時点で在台外国人約76万人のうち、在台ベトナム人は約22万人と29%を占める。出身地では出稼ぎ労働者が主に北ベトナム出身者が多く、配偶者では主に南ベトナム女性の出身者が多い。ベトナム人配偶者は「新移民」とも呼ばれ、台湾の農村地域では配偶者が不足しており、婚姻仲介業者がベトナム人女性を紹介する場合が多く、婚姻により台湾に定住するベトナム人女性が増加しているが、生活環境の違いが問題となる場合もある。

#### 北朝鮮との関係
朝鮮民主主義人民共和国とは、共産主義国家同士の関係で、ハノイ、平壌双方の首都に大使館が設置されており、大韓民国よりも早く国交を結んでいる。ベトナム戦争時には、朝鮮人民軍部隊が北ベトナムへ派遣された（朝鮮民主主義人民共和国のベトナム戦争参戦）。また、過去にはベトナムの声の交換中継をしていた。一方で北朝鮮の銀行関係者を追放するなど、国際連合の対北朝鮮経済制裁を実施している。
このほか、2019年2月の米朝首脳会談のホスト国も担った。

#### 韓国との関係
ベトナム戦争に韓国がアメリカの参戦要請により参加、ハミの虐殺、性暴力、性暴力による出生または民間人との間に出来た子供の置き去りとなったライダイハン問題などが起こる。
なおベトナム政府はベトナム戦争の問題では韓国政府への謝罪、補償の要求は行っておらず補償を求めているのは個人である。
1992年にかつての北ベトナムであるベトナムと国交樹立し、2000年代以降両国は経済的な結びつきを強めている。韓国のキョンナムグループがハノイで一番高い建物京南ハノイランドマークタワーを所有し、またホーチミン市でも一番高い建物であるビテクスコ・フィナンシャルタワーをヒュンダイグループが建設するなどの件が象徴的である。またホーチミン市ではダイアモンドプラザやクムホアシアナプラザなどの韓国資本による商業ビルが多く開業している。特に中国から携帯電話の生産拠点を移したサムスン電子は2016年の輸出総額の2割近くを占めている。
ベトナム人労働者や結婚移民を送り出しており2019年の韓国における結婚移民ではベトナム人が4万人で最も多かった。

#### アメリカ合衆国との関係

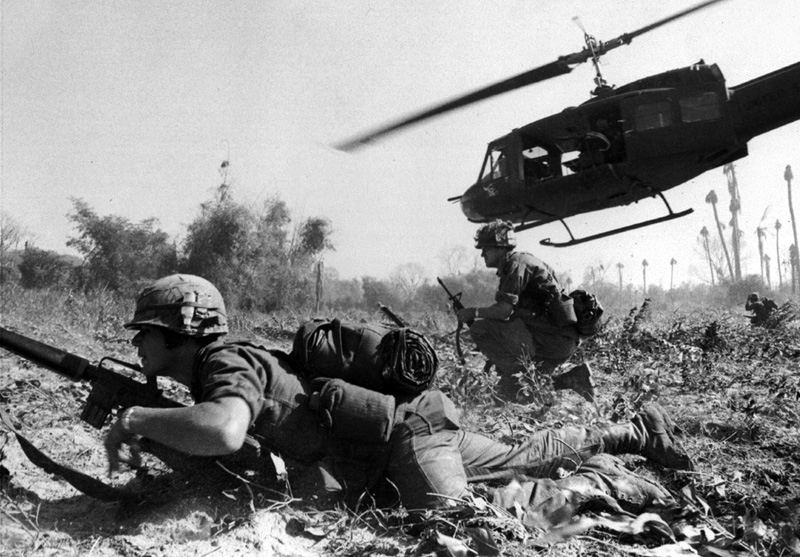
ベトナム戦争におけるアメリカ軍。

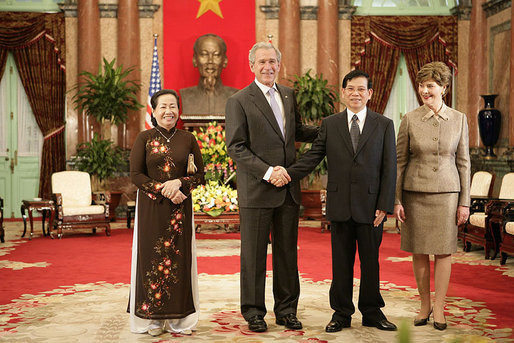
ジョージ・W・ブッシュ大統領とグエン・ミン・チェット国家主席（2007年）

第二次世界大戦中は、アメリカ合衆国と現政権のルーツにあたるベトミンとの関係は対日戦の盟友であった。日本軍優勢のころにインドシナに不時着したり、パラシュートで降下したりしたアメリカ軍航空隊の兵士たちは、フランス植民地政府に見つかれば日本軍に引き渡されていたが、彼らのうち何人かはベトミンの手により救出されて事なきを得ている。また、アメリカ軍が潜入し、タイグエンの日本軍飛行場を奪取した際には、ベトミンの戦闘部隊と作戦の協力を行っている。1940年代後半の独立時に制定された憲法は、旧宗主国フランスのみならずアメリカ合衆国憲法をも参考に作られており、1950年代にアメリカでレッド・パージ（マッカーシズム）が起こったころには、一時、自らの共産党を法的に非合法組織としたことすらあった。
第一次インドシナ戦争でフランスに勝利した後、アメリカが介入した。影響力を喪失した旧宗主国のフランスに代わり、アメリカ合衆国政府は南ベトナムに傀儡政権を樹立して、背後から操って間接支配を続けた。1954年にベトナム独立戦争が終結した後、1960年にアメリカ合衆国の傀儡政権を打倒し、ベトナム人自身による民族自決統治を求める南ベトナム解放民族戦線が、南ベトナム政府軍に対する民族独立の武力闘争を開始した。
1961年にアメリカ合衆国政府は、南ベトナムにアメリカ合衆国軍や軍事顧問団を派遣し、傀儡政権である南ベトナム政府を支援し、トンキン湾事件を口実にベトナム戦争への軍事介入、南ベトナム解放戦線に対する掃討戦を開始した。詳しくはベトナム戦争（ベトナムでは「抗米戦争」と言われている）を参照。1965年に、アメリカ合衆国政府は北ベトナムに戦線を拡大し、北ベトナムのみでなく、ベトコンが潜伏していたラオスやカンボジアに設置された「ホーチミン・ルート」も同時期に大規模爆撃した。
米中央情報局（CIA）は、秘密戦争をタイ王国、ラオス、カンボジアで開始していた。中でも、米国内で秘密にされた米軍によるロン・ノル政権支援の為のカンボジアへの大爆撃は、この一国に対してだけで、第二次世界大戦での日本本土空襲総規模の三倍に達していた事も判明している。北ベトナムとアメリカは敵対関係となった。アメリカ軍はベトナム戦争当時の1968年（昭和43年）3月16日に、クアンガイ省ソン・ティン県ソンミ村のミライ集落にて、ソンミ村虐殺事件を起こしている。
また、捕らえられた米兵は、別名「ハノイ・ヒルトン」（正式名称：ホアロー捕虜収容所）に収容され、後にアメリカ合衆国上院議員となるジョン・マケインも収容され捕虜となった後、北ベトナム兵より拷問を受けた。（ハノイ・ヒルトンとは蔑称であり、本家「ヒルトンホテル」のことではない）。1999年に、本物のヒルトンホテルである「ヒルトン・ハノイ・オペラ」が、首都ハノイで開業している。
1975年4月30日のサイゴン陥落で、ベトナム戦争でのアメリカ合衆国の敗戦が確定した。事前に進軍を察知したアメリカ合衆国は「フリークエント・ウィンド作戦」を決行し、自国民の保護の他に南ベトナムの要人も保護した。アメリカが支援していた南ベトナムからは、多くの難民（ボートピープル）が流出し、カナダ、オーストラリア、フランス、アメリカ、日本へと移民した。サイゴン陥落後からソビエト連邦の崩壊を経て、ドイモイ政策後の1995年8月5日、アメリカと和解し、当時のビル・クリントン大統領は越米両国の国交を樹立させ、通商禁止も解除された。しかしアメリカは、1973年のパリ和平協定の戦時賠償事項を、2015年時点に至っても全く履行していない。
2000年には両国間の通商協定を締結し、アメリカが貿易最恵国としたこともあり、フォード・モーターやゼネラルモーターズ、コカ・コーラやハイアットホテルアンドリゾーツといったアメリカの大企業が、ドイモイ政策の導入後の経済成長が著しいベトナム市場に続々と進出。2003年に国防大臣はアメリカ国防総省（ペンタゴン）の歓迎式典で最大の敬意を払って迎えられた。
政府は経済、外交などで対米接近を基本政策としており、ジョージ・W・ブッシュ大統領の来訪も大歓迎している。対米関係への配慮から、ベトナム戦争中の枯葉剤などについても、あえて「民間団体」に担当させて、政府は正面に出てこないくらいアメリカに気を遣っている。一般のベトナム人も、経済向上のためにはアメリカとの関係を緊密にすべきだと感じ、アメリカの観光客、企業代表などを熱く歓迎している。米軍に侵攻され、多大な被害を受けたにもかかわらず、政府・国民とも親米的な珍しい例である。2010年8月には国交復活15周年を記念し、空母ジョージ・ワシントンが中部ダナン市を訪問した。しかし、薬品会社は未だ枯葉剤問題に対して棄却して未解決であり、アメリカに激しい憎しみを持つ者も存在する。
アメリカは、南ベトナムからは82万人もの難民を受け入れた。ベトナム系アメリカ人が故郷に旅行するなど交流は活発になっているが、基本的に南ベトナムからの難民が大多数なので共産主義の本土とは対立が根深く、政府関係者の訪米には抗議する傾向がある。
2015年7月7日には、ベトナム戦争後、最高指導者として初めてグエン・フー・チョン党書記長が訪米して、バラク・オバマ大統領とホワイトハウスで会談した。2016年にオバマ大統領が訪問し、武器輸出全面解禁を表明した。2023年にはジョー・バイデン大統領がグエン・フー・チョン共産党書記長と会談し、両国関係を包括的戦略パートナーシップに格上げすることで合意した。

#### フランスとの関係

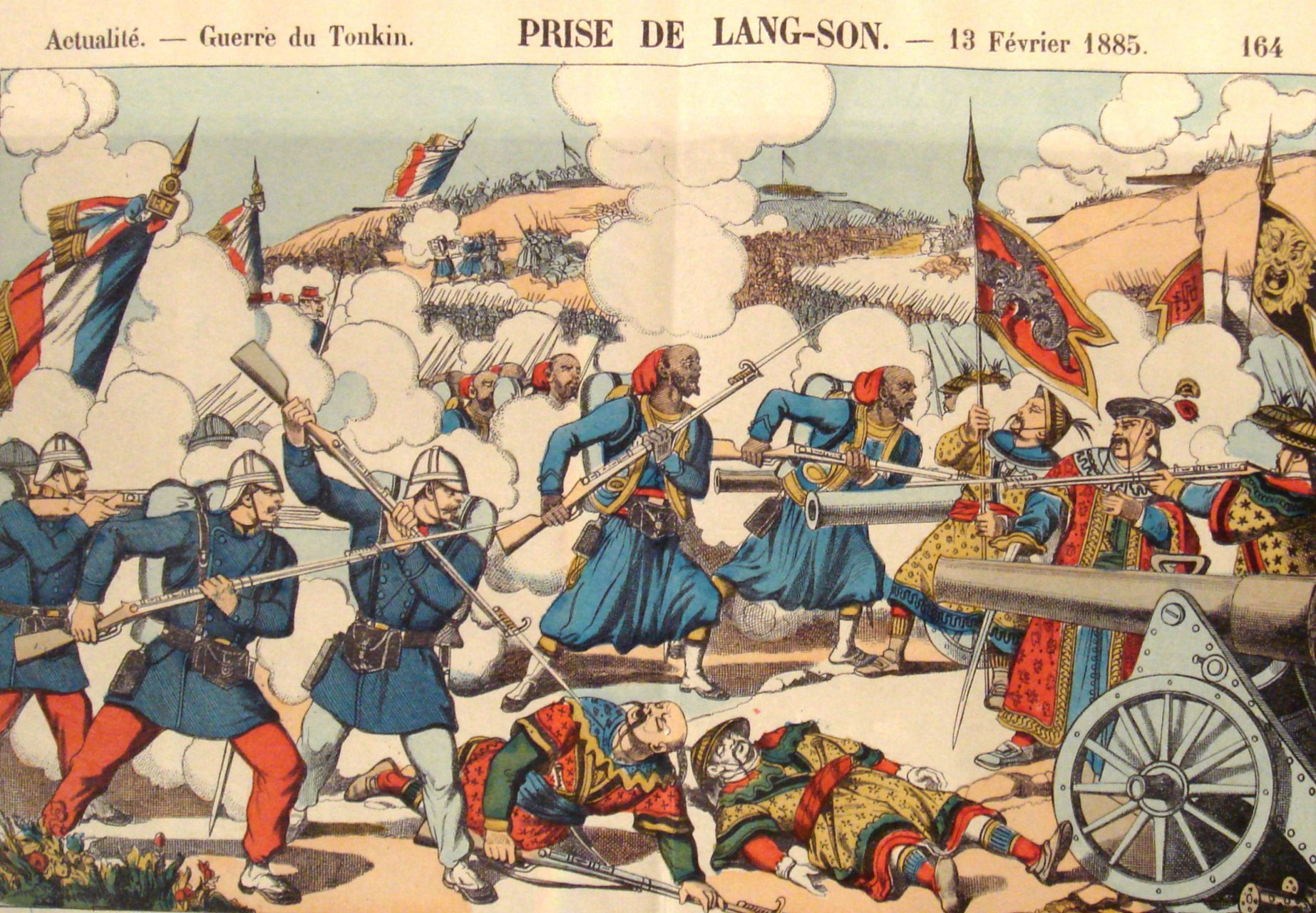
清仏戦争にてベトナム北部のランソンを攻略するフランス軍を描いた1885年のフランスの絵画。

19世紀末から20世紀初頭のフランス領インドシナの領域の拡張を示した地図。

1887年（明治20年）- 1945年（昭和20年）。
植民地化を図るフランス第三共和国は、1883年の癸未条約（第一次フエ（ユエ）条約）と1884年の甲申条約（第二次フエ（ユエ）条約）によって保護国化した。宗主権を主張してこれを認めない清朝を清仏戦争で撃破し、1885年の天津条約で清の宗主権を否定した。1887年にはフランス領インドシナ連邦を成立させ、カンボジアとともに連邦に組み込まれ、フランスの植民地となった。阮朝は植民地支配下で存続していた。
1900年代になると、知識人の主導で民族運動が高まった。ファン・ボイ・チャウは、日本に留学生を送り出す東遊運動（ドンズー運動）を展開した。1917年にロシア革命によってソビエト連邦が成立すると、コミンテルンが結成され植民地解放を支援した。こうした中で、コミンテルンとの連携の下での民族運動が強まった。1930年にはインドシナ共産党が結成され、第二次世界大戦中のベトミン（ベトナム独立同盟）でもホー・チ・ミンのもとで共産党が主導的な役割を果たした。
1939年9月1日にヨーロッパで第二次世界大戦が勃発すると、その翌年1940年から、フランス領インドシナに日本軍が進駐した（仏印進駐）。当時は、日本とドイツが同盟を結んでおり、大戦勃発当初は日独両国はフランスと軍事的に敵対していたが、1940年時点では、フランスはナチスドイツに降伏しており、日本はその隙を衝いて仏印進駐を行ったのである。
仏印進駐後、フランスと日本による二重支配に置かれた。日本は「大東亜共栄圏」の建設を呼号し、明号作戦の結果、カンボジアとラオスと同時期の1945年3月11日、ベトナム帝国としてフランスからの再独立を果たした。このベトナム帝国の成立は、阮朝が王政復古を果たした日でもあった。ところが、1944年秋から1945年春にかけて一帯を凶作が襲い、多数の人々が餓死した。日本のポツダム宣言受諾表明に至る1945年8月14日から15日にかけて、インドシナ共産党の全国大会がタンチャオ（トゥエンクアン省）で開かれた。そこで全国的な総蜂起が決定され、全国蜂起委員会が設立された。委員会は軍令第1号全人民に決起を呼びかけた。次の16日に各界・各団体・各民族の代表が出席する国民大会が同地で開かれた。大会は全会一致で総決起に賛成し、ベトナム民族解放委員会を設立してホー・チ・ミンを主席に選出した。同主席は全国民に書簡で総決起を呼びかけた。
その3日後にベトナム八月革命が勃発し、ベトナム帝国皇帝バオ・ダイは8月30日に退位を宣言した。そして、9月2日には、ホー・チ・ミンは臨時政府を代表してベトナム独立宣言を読み上げ、国民と世界に向けてベトナム民主共和国の誕生を宣言した。
現在の食卓で見かけるベトナムコーヒーやフランスパン、バインミー、ワインは、仏領インドシナの名残りである。シエスタ（昼寝）の習慣、ダラットで見かける高級ホテルや別荘、カトリック教会の聖堂であるハノイ大教会やサイゴン大教会、ダナン大教会さらにホイアンの古い町並みは、フランス統治時代の面影を色濃く遺している。また、現在は世界遺産であるミーソン聖域の修復を施したのも、フランスのフランス極東学院であるが、ベトナム戦争時に、ここを拠点にしていた南ベトナム解放民族戦線（ベトコン）アジト掃討のために、アメリカ空軍の爆撃機・B-52によって破壊された。

#### 日本との関係
明治時代から昭和前半

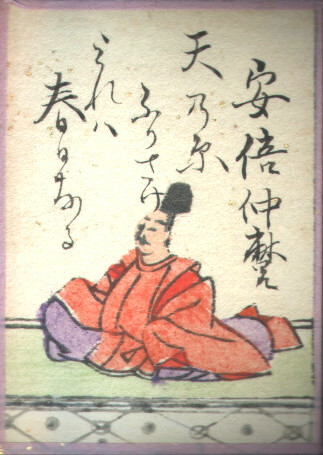
『百人一首』の歌人、阿倍仲麻呂は中国唐朝の安南節度使でもあった。

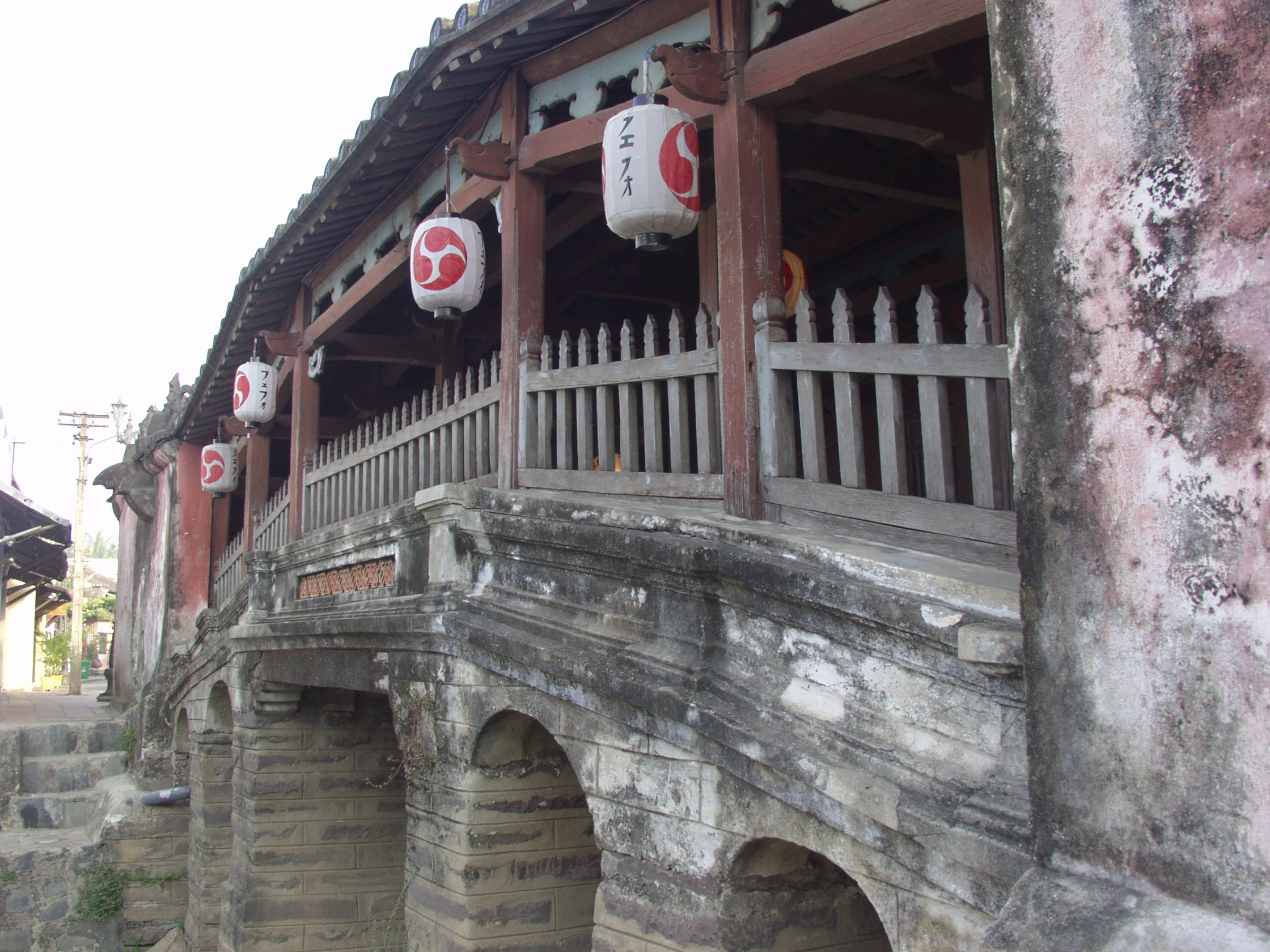
ホイアンの日本橋（来遠橋）。鎖国前、交易のあったころに日本人によって作られたと言われ、今でも現地の人に大切に使われている。提灯にフェホォと書いてあるが、これは当時のホイアンの町の呼称である。世界遺産。

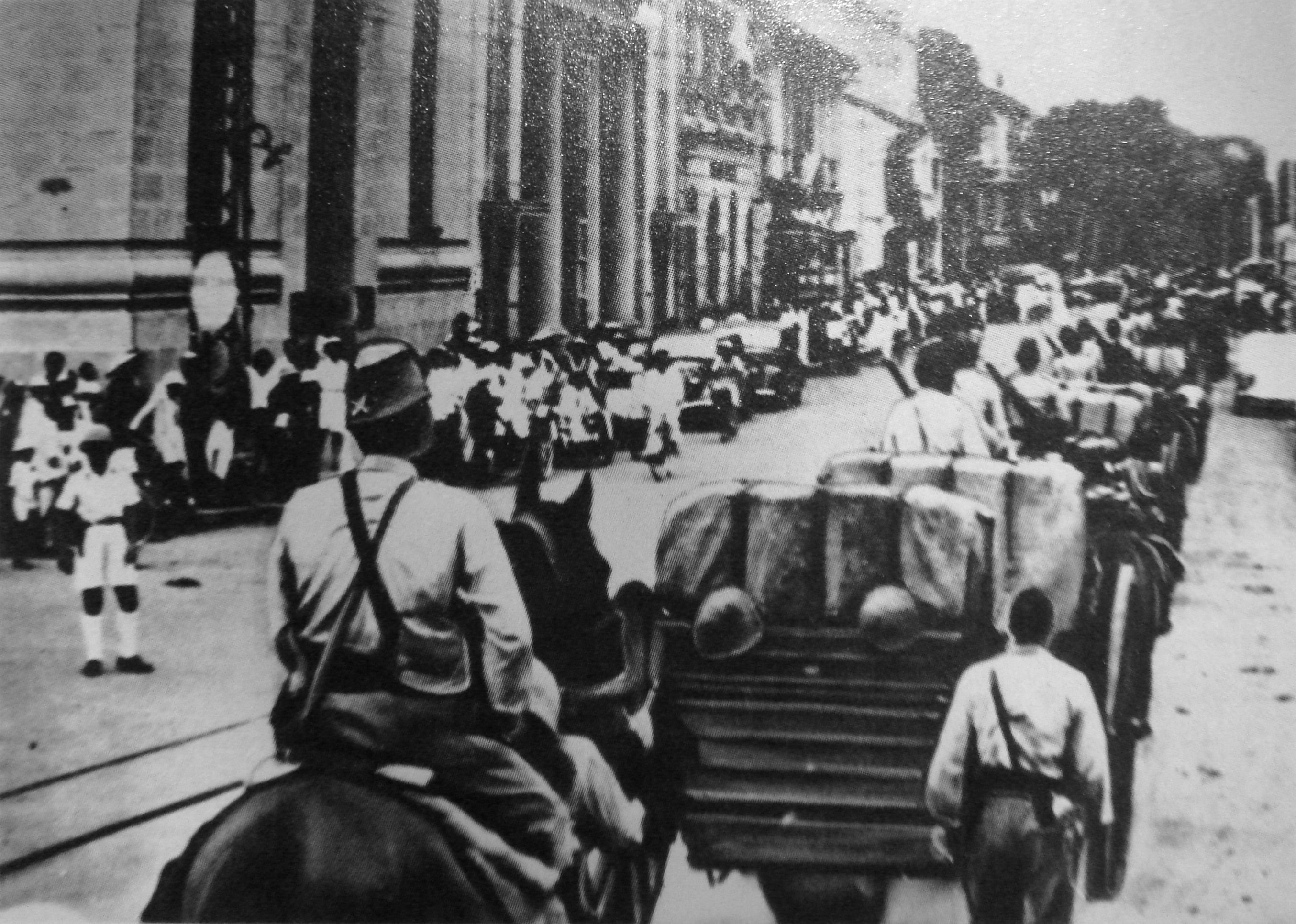
仏印進駐後、サイゴン（現在のホーチミン市）を闊歩する日本軍兵士（1941年）。

最後の王朝である阮朝は、フランス共和国の植民地侵攻により、フランス領インドシナとなった。1905年、日露戦争で帝政ロシアに対する日本の勝利が、ファン・ボイ・チャウなどの知識人らに知れ渡り、独立するための武器援助を日本に求めるため、来日した。彼らの要請は犬養毅によって拒否されたが、代わりに勉学に勤しむことを提案され、日本へ留学する「東遊運動」が盛んになった。しかし、フランスは日本に圧力をかけて1907年に日仏協約を締結させ、日本在住のベトナム人を追放させた。
第二次世界大戦
1940年（昭和15年）に日本軍は北部仏印進駐を行い、1941年（昭和16年）には南部にも進駐した。これは、フランスのヴィシー政権との外交協議によるものであり、日本軍は太平洋戦争末期までフランス領インドシナ政府と共存していた。その後、日本軍は、1945年3月の明号作戦によりフランス領インドシナを解体し、阮朝の保大帝の下でベトナム帝国を独立させた。
戦争終結後に生じた権力の空白はベトナム独立同盟（ベトミン）に有利に作用し、1945年8月の日本敗戦直後にホー・チ・ミン（阮愛国）率いるベトミンは保大帝を退位させてベトナム八月革命を達成した。駐留期間の大半においてフランスの同盟国軍として植民地政府に加担したことで、日本もフランスと同類の帝国主義国に過ぎないと見做されている。
第二次世界大戦末期の1945年に、トンキンを中心にベトナム北部で大飢饉が起こり、大量の餓死者が発生した。ホー・チ・ミンが独立宣言の中でフランス・日本の二重支配によって200万人が餓死したと演説しており、国内ではこの200万人という数字は広く知られている（「ベトナム独立宣言」参照）が、日本軍の戦後の調査では犠牲者数は40万人とされている（『ドキュメントヴェトナム戦争全史』岩波現代文庫、2005年）。戦後の日本は、南ベトナム政府に賠償として140億4000万円（3900万ドル）を供与した。北ベトナム政府に対しては1973年の国交樹立により「経済協力」の形で4500万ドル相当の賠償金を支払った。
第二次世界大戦後
第二次世界大戦後、フランスが再び進駐してくると、フランス軍とベトナム民主共和国軍の間で戦争（第一次インドシナ戦争）が始まった。ベトミンに残留日本兵が多数参加し、独立に対して多大な貢献をした。当時、766人の日本兵が留まっており、1954年のジュネーヴ協定成立までに47人が戦病死した。中には、陸軍士官学校を創設して約200人のベトミン士官を養成した者もおり、1986年には8人の元日本兵が政府から表彰を受けた。ジュネーヴ協定によって日本へ帰国した150人以外は、なお留まり続けた模様である。
1951年に日本政府はベトナム国（南ベトナム）と平和条約を締結し、1959年には岸信介首相（当時）が国名を変更したベトナム共和国政府と140億4000万円の戦争賠償支払いで合意した。
一方、ベトナム民主共和国（北ベトナム）は戦争賠償の請求権を留保したが、日本と北ベトナムは国交のない状況が続いた。しかし、ベトナム戦争末期の1973年7月より、フランスの首都パリにおいて国交交渉が開始される。同年9月21日には交換公文が交わされ、大使級の外交関係が樹立された。また、国交樹立の合意に伴い「経済協力」の形で2年間で4500万ドル相当の賠償金を支払うこととなった。
日本共産党と全教は1993年よりフエでストリートチルドレンの保育・教育施設「ベトナムの子どもの家」（小山道夫 主宰）を運営している。小山自身は日本共産党員であるが、旧社会党系 の活動家・政治家と親しく、1994年6月30日から1997年（平成9年）11月7日の自社さ連立政権下においては、フエ省知事顧問として複数の日本ODA事業をフエに導入することに成功し、地元の信頼を勝ち得た。支援する「ベトナムの子どもの家を支える会」の活動も盛んであり、日本民主青年同盟、革新自治体の青年・学生組織及びピースボートと交流を行なっている。
近年の日越関係
現在，日越関係は「アジアにおける平和と繁栄のための広範な戦略的パートナーシップ」の下、政治、経済、安全保障、文化・人的交流など幅広い分野で緊密に連携している。日越間の交流の増加を受けて、1997年の在大阪ベトナム総領事館開設に続き、2009年に在福岡ベトナム総領事館、2010年に在釧路ベトナム名誉領事館と在名古屋ベトナム名誉領事館が開設された。
皇太子徳仁親王（当時）は2008年（平成20年）9月20日に日越国交35周年の記念イベントである「ベトナムフェスティバル2008」の開会式に臨席し、翌2009年（平成21年）2月には、ハノイ、ダナン、ホイアン、ホーチミン市と、各地を縦断して訪問し、明仁上皇が皇太子時代の1976年（昭和51年）に南部のカントー川支流で新種のハゼが見つかったことを明らかにした学術論文をハノイ自然科学大学に寄贈した。また、「日メコン交流年2009」ではベトナムの宮廷舞踊や民俗舞踊を観覧している。
査証（ビザ）に関しては、2005年5月1日、相互免除に関する口上書を締結し、公用訪日者や短期訪越者は査証が免除されている。2015年1月にベトナム側の入管法改正により一旦再入国や滞在期限延長に関する規制が強化されたが、2016年1月にはある程度の緩和が実施され、良好に査証が免除されている関係である。2023年8月からは査証免除期間が45日まで引き上げられた。
在日ベトナム人は増加傾向にあり、2023年末には56万5026人となり、日本の外国人で中国に次いで2番目に多い。
政府開発援助・価値観外交
ODAは日本が最大の支援国であり、日本のODAによってタンソンニャット国際空港やカントー橋などの基幹インフラを建設・支援をしている。「自由で開かれたインド太平洋」構想に基づいた援助も行われている。
教育・文化交流事業
- 日本の広報拠点として、2002年にJICAプロジェクトとしてベトナム日本人材協力センター (VJCC) が開設され、2008年に国際交流基金のベトナム日本文化交流センターが開設された。
- 日本語教育については、1943年（昭和18年）にサイゴンで日本語が教えられていたとの記録がある。2003年に国際交流基金の「ベトナム中等学校における日本語教育試行プロジェクト」が始まる。2021年時点で日本語学習者数は169,582人。2023年5月時点で、日本への留学生数は36,339人で、国別では第3位[87]。
- 2016年9月9日、「日越大学」が開校した、日本の政府と大学が協力する[88]。

### 軍事

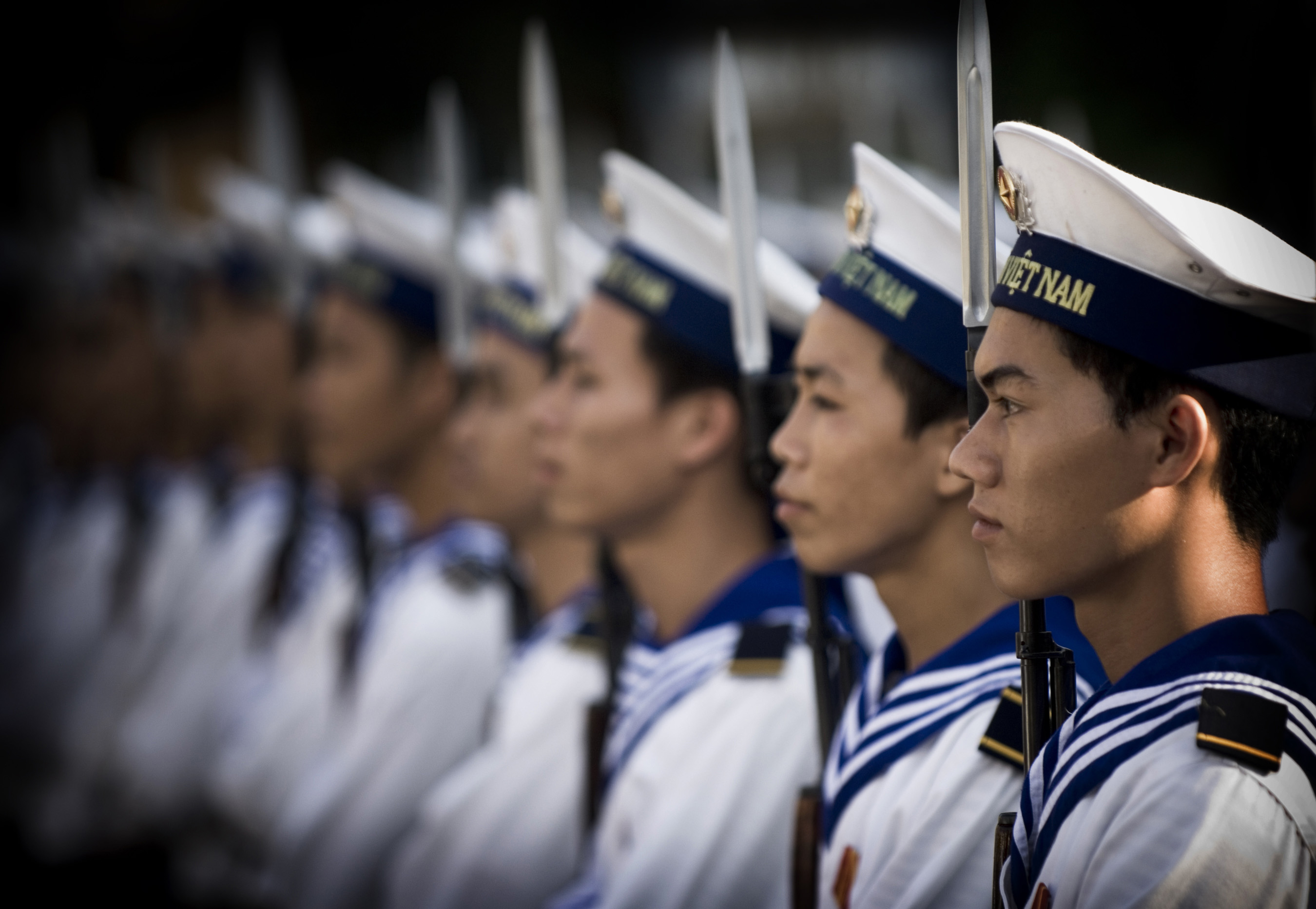
ベトナム人民海軍の兵士。（2007年6月20日）

ベトナム人民軍（Quân đội Nhân dân Việt Nam/軍隊人民越南）は独立前の1944年12月22日に建軍された。徴兵制度を採用しており、18歳から27歳の男子に原則として2年の兵役義務がある。主力部隊、地方部隊、民兵の三結合方式による全国民国防体制を採用する。
国防安全保障評議会議長は国家主席が兼任し、首相が副議長を務める。憲法ではこの国家主席がベトナム人民軍の統帥権を持つとされるが、軍の実質的な最高意思決定機関はベトナム共産党中央軍事委員会であり、党中央軍事委員会書記を兼任するベトナム共産党書記長が事実上の最高指揮官とされる。
中越戦争時には総人口5000万人台に対して正規軍だけで170万人の兵力を有していたが、現在では総人口約9000万人に対して48万4000人まで削減された。人員は陸軍が41万2000人、海軍が4万2000人、防空・空軍が3万人である。このほか、予備役と民兵が合わせて300万人～400万人いる。予備役将校の職業は様々で、高級官僚や大学教授も少なくない。国防予算は推定約32億米ドルである。

#### 外国との軍事協力
ベトナム人民軍は日本の防衛大学校に本科学生相当の留学生を多数派遣している。
アメリカ合衆国や日本からは巡視船の供与を受け、カムラン湾には伝統的友好国のロシア海軍は勿論、アメリカ海軍や海上自衛隊、中国人民解放軍海軍などの艦船が寄港している。
インドとは2022年6月に、相互の軍事基地を補給・補修に使う、外国との初の協定を結んだ。以前からインド海軍はベトナム人民海軍将兵の訓練協力や海軍艦船の供与を行っており、ベトナムはインド海軍艦艇のベトナム常駐を要請したこともある。
2014年には国際連合平和維持活動に初参加した。また2022年12月上旬には国として初の大規模国際防衛展示会を開催し、米露など30カ国が参加した。

## 地理

### 概要

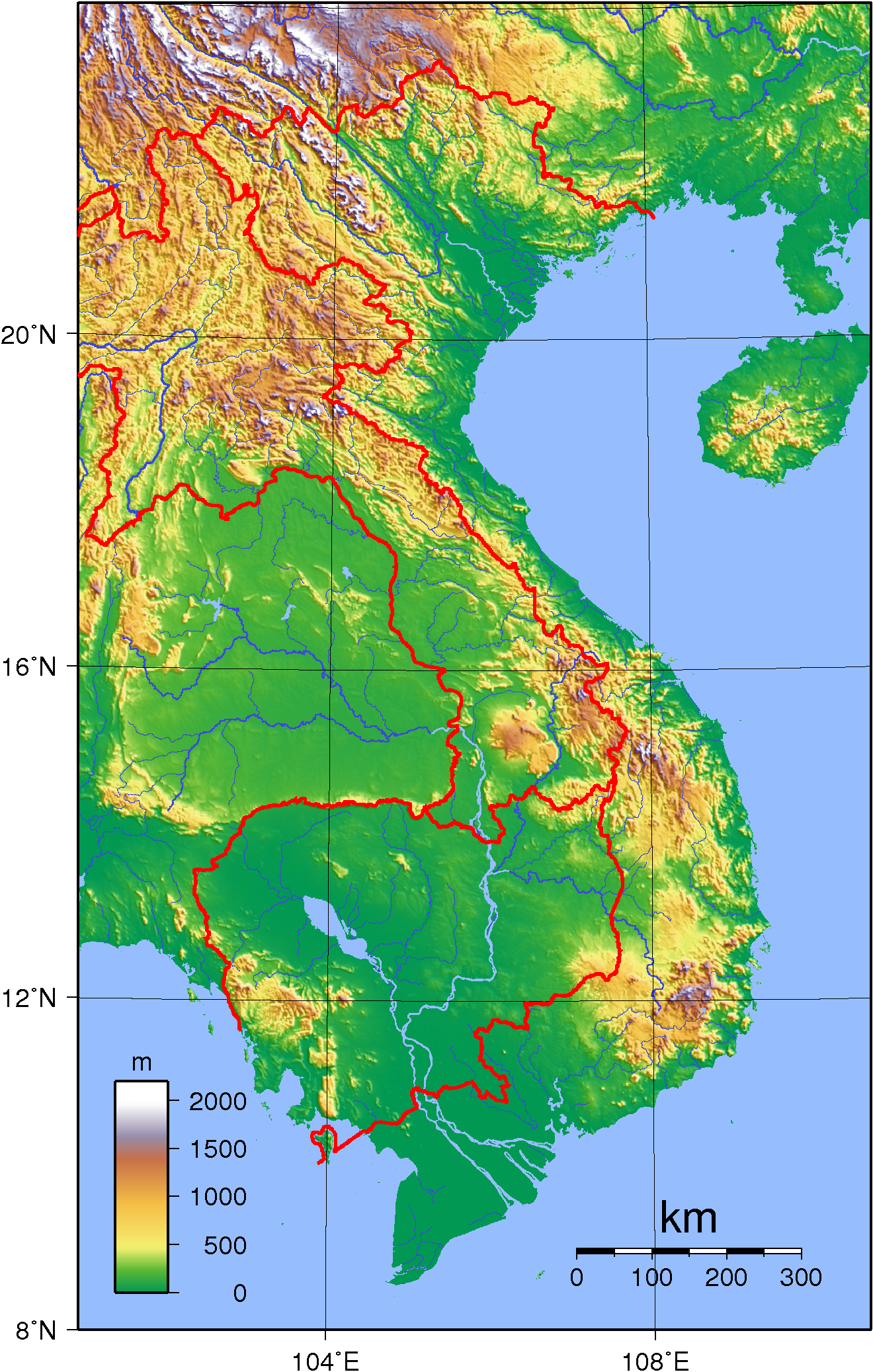
ベトナムの標高図

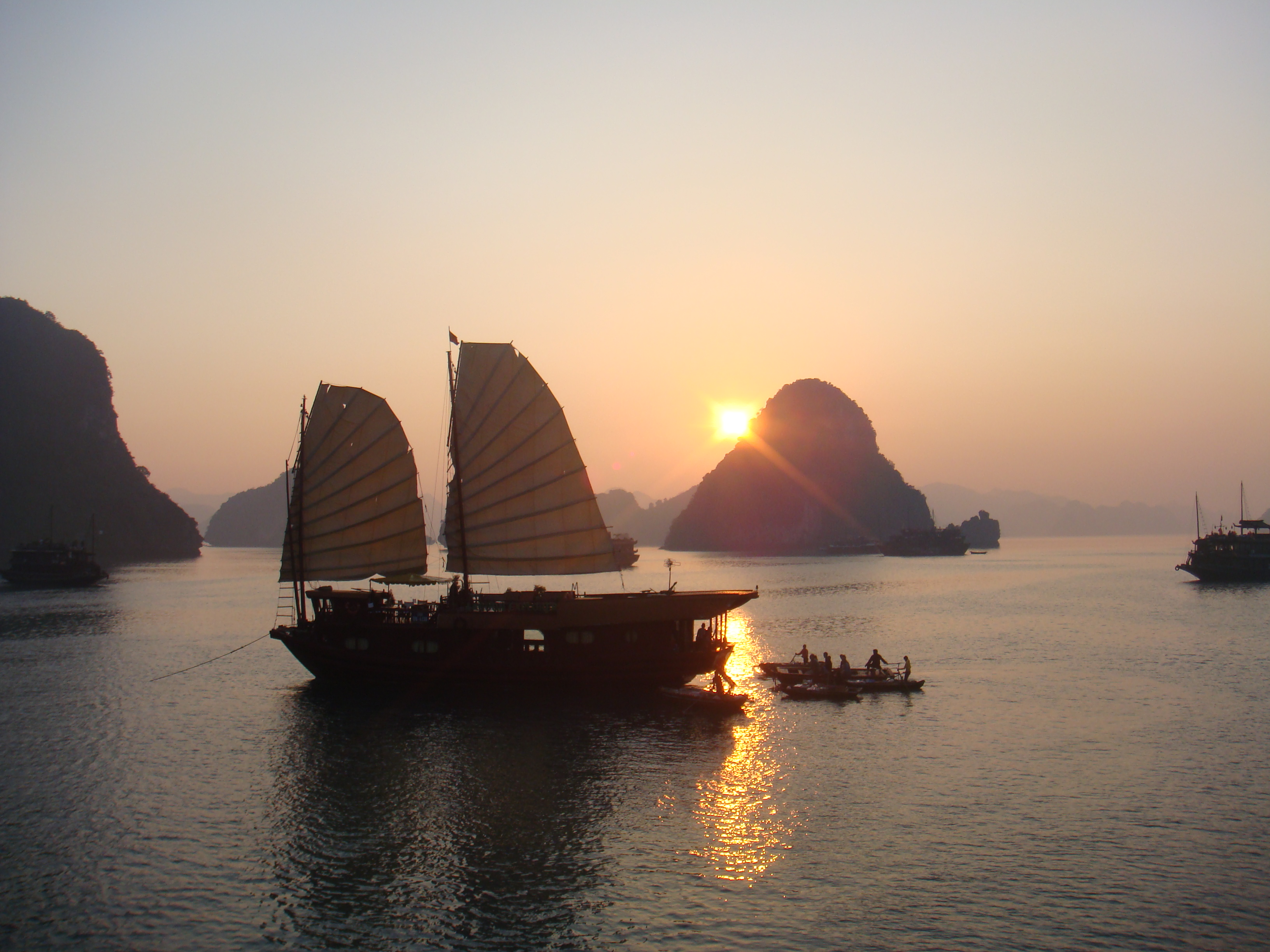
世界遺産に登録されたハロン湾。

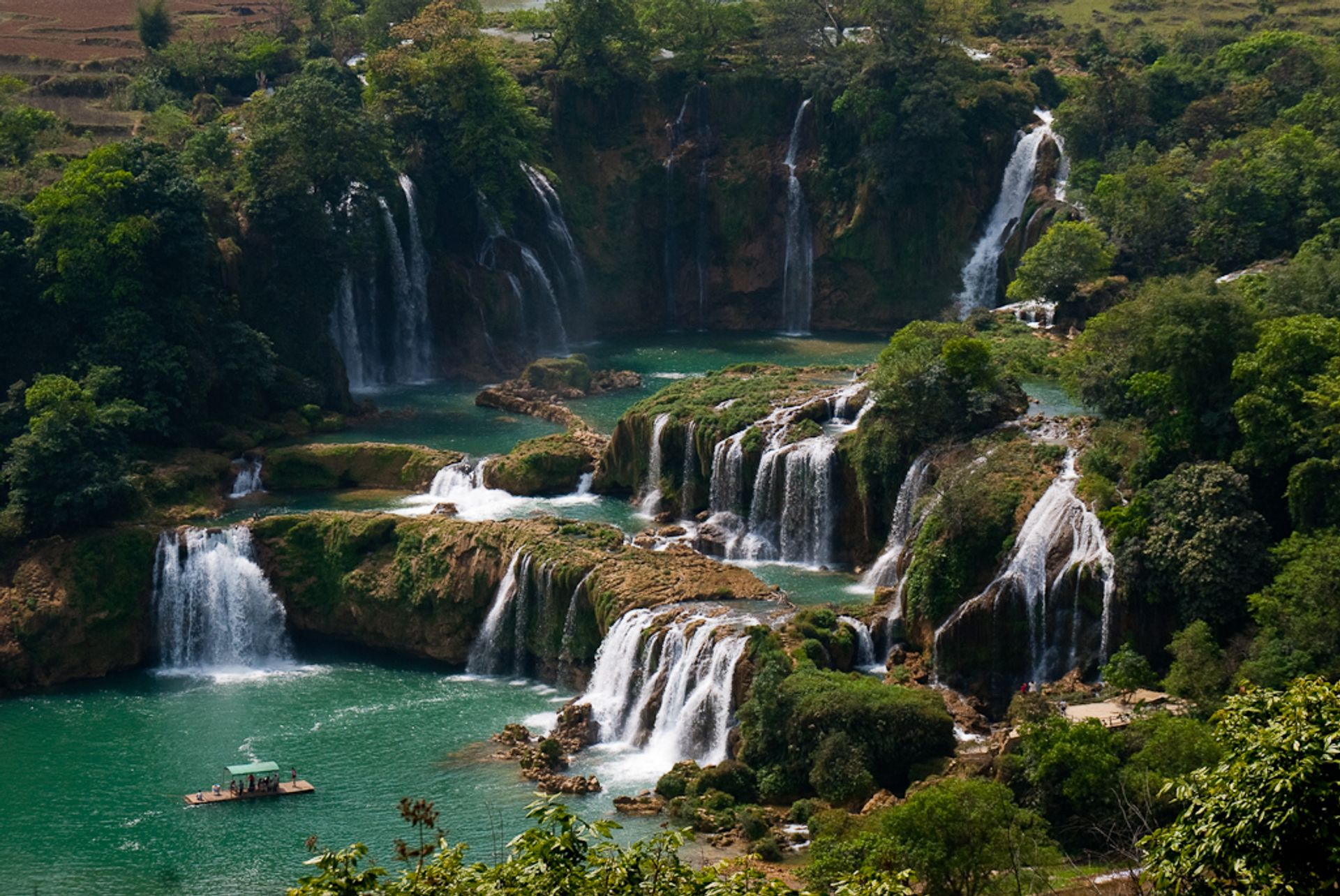
ベトナム北部の徳天瀑布。

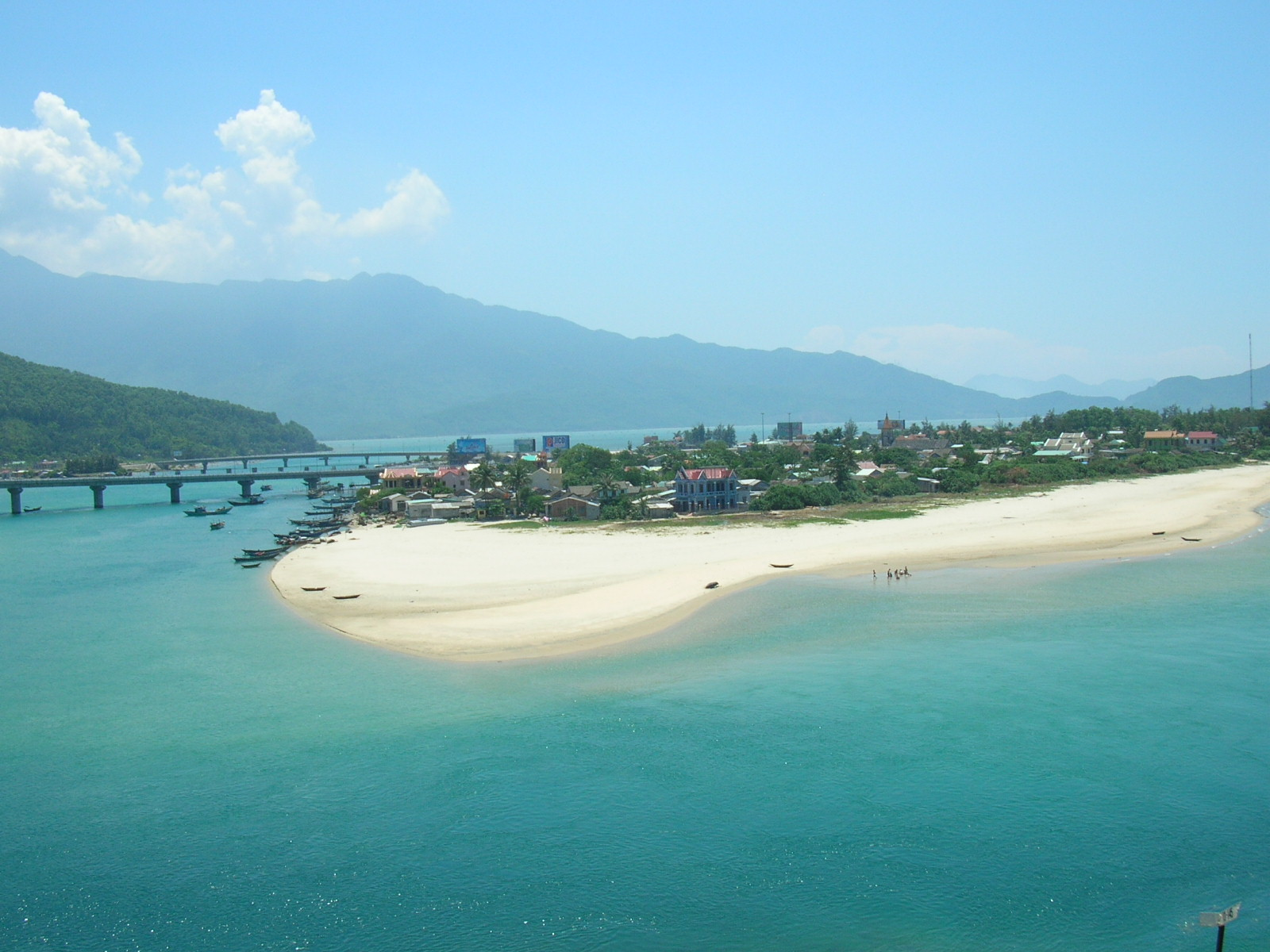
トゥアティエン＝フエ省の砂浜。

ベトナムの国土は南北1,650km、東西600kmに広がる。インドシナ半島の太平洋岸に平行して南北に伸びるアンナン山脈（チュオンソン山脈）の東側に国土の大半が属するため、東西の幅は最も狭い部分ではわずか50kmしかない。細長いS字に似た国土の形状を、米かごを吊るす天秤棒に喩えている。天秤棒の両端には大規模なデルタが広がり、人口の7割が集中する。北のデルタ地帯は紅河（ソンコイ川）によるもので、首都ハノイのほか港湾都市ハイフォンが位置する。南のデルタ地帯はメコン川によるもので、最大の都市ホーチミンを擁する。
沿岸の総延長距離は3,260km、北部国境（中国国境）の長さは1,150km、国境の総延長距離は、6,127kmである。
沿岸には北部・トンキン湾を除き、島嶼がほとんど存在しない。本土から離れた領土として、海南島との間にあるバクロンヴィー島、ホーチミン市から約600km東、南シナ海に浮かぶ、ベトナム語名「チュオンサ」（スプラトリー諸島、南沙諸島）と、ダナンの約400km東、南シナ海に浮かぶ、ベトナム語名「ホアンサ」（パラセル諸島、西沙諸島）の領有権を主張している。チュオンサ群島は一部を実効支配し、ホアンサ群島は全体が中華人民共和国の実効支配下にある。最大の島は、最西端の領土となる、シャム湾に浮かぶフークォック島である。
主要な河川は紅河（支流であるカウ川、ロー川、ダー川）、タインホアに河口を持つマー川、ヴィンに近いカー川、中部のトゥイホアに河口を持つバー川、南部のドンナイ川、メコンデルタのメコン川である。天然の湖沼はデルタに残る三日月湖がほとんどである。最高峰は北部国境に近いファンシーパン山 (3,143m)。アンナン山脈中の最高峰は、中部のフエやダナンに近いアトゥアト山 (2,500m) である。

### デルタ地帯
5月から11月にかけて、インド洋を渡ってやってくるモンスーン（季節風）が東南アジア大陸に大量の雨を降り注ぎ、山の土が崩れ、川に流れ込み、河川の至る所で堆積し、河口では大きなデルタを形成する。このデルタは比較的低平なので水田耕作などに適し、穀倉地帯となっていることが多い。北部の紅河デルタや南部のメコンデルタが、重要な穀倉地帯になっている。コメ生産は北部の紅河デルタでは二期作、南部のメコンデルタでは三期作である。

### 平野
ベトナム北部には、紅河、マー川（タインホア省）やラム川（ゲアン・ハティン省）の下流域などに大きな平野が広がっている。紅河平原の面積は約15,000平方キロメートルで一面が水田であり、人口は6,500,000人（1931年時点）を擁し、そのほとんどは農民である。

### 気候

ベトナムの気候地図

北回帰線よりも南に位置し、赤道近くまで伸びる（本土の最南端は北緯8度33分）。このため南西モンスーンの影響を強く受ける。7月から11月まで台風の影響を受け、特に国土の中央部が被害を受けやすい。
北部は亜熱帯性の気候であり、4月から10月までが雨期となる。首都ハノイの平均気温は1月が16℃、7月が29℃である。年平均降水量は1,704mm。チュオンソン山脈の影響により、山岳地帯では降水量が4,000mmを超える場所もある。ケッペンの気候区分では、温帯夏雨気候（温暖冬季少雨気候） (Cw) に分類されている。
南部は熱帯性気候下にある（ケッペンによる気候区分はサバナ気候〈Aw〉、ホーチミン市など一部地域は熱帯モンスーン気候〈Am〉）。平均気温は1月が18℃、7月が33℃だが、平均降水量は1,000mmと少ない。
北部には紅河、黒河（ダー川）、南部には九龍江（メコン川）が広がる。
紅河デルタにあるフーリーでは、1980年から1995年の月別平均気温は、1月16℃、2月15℃、3月19℃、4月22℃、5月26℃、6月27℃、7月28℃、8月27.5℃、9月26℃、10月24℃、11月21℃、12月19℃である。
- ハノイの気候（温帯夏雨気候）

| ハノイ (1898-1990年)の気候                                                                    | ハノイ (1898-1990年)の気候 | ハノイ (1898-1990年)の気候 | ハノイ (1898-1990年)の気候 | ハノイ (1898-1990年)の気候 | ハノイ (1898-1990年)の気候 | ハノイ (1898-1990年)の気候 | ハノイ (1898-1990年)の気候 | ハノイ (1898-1990年)の気候 | ハノイ (1898-1990年)の気候 | ハノイ (1898-1990年)の気候 | ハノイ (1898-1990年)の気候 | ハノイ (1898-1990年)の気候 | ハノイ (1898-1990年)の気候 |
| 月                                                                                            | 1月                        | 2月                        | 3月                        | 4月                        | 5月                        | 6月                        | 7月                        | 8月                        | 9月                        | 10月                       | 11月                       | 12月                       | 年                         |
| --------------------------------------------------------------------------------------------- | -------------------------- | -------------------------- | -------------------------- | -------------------------- | -------------------------- | -------------------------- | -------------------------- | -------------------------- | -------------------------- | -------------------------- | -------------------------- | -------------------------- | -------------------------- |
| 最高気温記録 °C （°F）                                                                        | 33 (91)                    | 34 (93)                    | 37 (99)                    | 39 (102)                   | 43 (109)                   | 40 (104)                   | 40 (104)                   | 38 (100)                   | 37 (99)                    | 36 (97)                    | 36 (97)                    | 37 (99)                    | 43 (109)                   |
| 平均最高気温 °C （°F）                                                                        | 19.3 (66.7)                | 19.9 (67.8)                | 22.8 (73)                  | 27.0 (80.6)                | 31.5 (88.7)                | 32.6 (90.7)                | 32.9 (91.2)                | 31.9 (89.4)                | 30.9 (87.6)                | 28.6 (83.5)                | 25.2 (77.4)                | 21.8 (71.2)                | 27.0 (80.6)                |
| 日平均気温 °C （°F）                                                                          | 16.5 (61.7)                | 17.5 (63.5)                | 20.5 (68.9)                | 24.2 (75.6)                | 27.9 (82.2)                | 29.2 (84.6)                | 29.5 (85.1)                | 28.8 (83.8)                | 27.8 (82)                  | 25.3 (77.5)                | 21.9 (71.4)                | 18.6 (65.5)                | 24.0 (75.2)                |
| 平均最低気温 °C （°F）                                                                        | 13.7 (56.7)                | 15.0 (59)                  | 18.1 (64.6)                | 21.4 (70.5)                | 24.3 (75.7)                | 25.8 (78.4)                | 26.1 (79)                  | 25.7 (78.3)                | 24.7 (76.5)                | 21.9 (71.4)                | 18.5 (65.3)                | 15.3 (59.5)                | 20.9 (69.6)                |
| 最低気温記録 °C （°F）                                                                        | 3 (37)                     | 5 (41)                     | 7 (45)                     | 10 (50)                    | 16 (61)                    | 21 (70)                    | 22 (72)                    | 21 (70)                    | 17 (63)                    | 13 (55)                    | 6 (43)                     | 5 (41)                     | 3 (37)                     |
| 雨量 mm （inch）                                                                              | 18.6 (0.732)               | 26.2 (1.031)               | 43.8 (1.724)               | 90.1 (3.547)               | 188.5 (7.421)              | 239.9 (9.445)              | 288.2 (11.346)             | 318.0 (12.52)              | 265.4 (10.449)             | 130.7 (5.146)              | 43.4 (1.709)               | 23.4 (0.921)               | 1,676.2 (65.991)           |
| 平均降雨日数                                                                                  | 8.4                        | 11.3                       | 15.0                       | 13.3                       | 14.2                       | 14.7                       | 15.7                       | 16.7                       | 13.7                       | 9.0                        | 6.5                        | 6.0                        | 144.5                      |
| % 湿度                                                                                        | 78                         | 82                         | 83                         | 83                         | 77                         | 78                         | 79                         | 82                         | 79                         | 75                         | 74                         | 75                         | 78.8                       |
| 平均月間日照時間                                                                              | 93                         | 56                         | 62                         | 120                        | 186                        | 180                        | 186                        | 186                        | 180                        | 155                        | 150                        | 124                        | 1,678                      |
| 出典1：World Meteorological Organisation (UN), BBC Weather (record highs, lows, and humidity) |                            |                            |                            |                            |                            |                            |                            |                            |                            |                            |                            |                            |                            |
| 出典2：World Climate Guide                                                                    |                            |                            |                            |                            |                            |                            |                            |                            |                            |                            |                            |                            |                            |

- ホーチミン市の気候（サバナ気候）

| ホーチミンの気候                                                     | ホーチミンの気候 | ホーチミンの気候 | ホーチミンの気候 | ホーチミンの気候 | ホーチミンの気候 | ホーチミンの気候 | ホーチミンの気候 | ホーチミンの気候 | ホーチミンの気候 | ホーチミンの気候 | ホーチミンの気候 | ホーチミンの気候 | ホーチミンの気候 |
| 月                                                                   | 1月              | 2月              | 3月              | 4月              | 5月              | 6月              | 7月              | 8月              | 9月              | 10月             | 11月             | 12月             | 年               |
| -------------------------------------------------------------------- | ---------------- | ---------------- | ---------------- | ---------------- | ---------------- | ---------------- | ---------------- | ---------------- | ---------------- | ---------------- | ---------------- | ---------------- | ---------------- |
| 平均最高気温 °C （°F）                                               | 31.6 (88.9)      | 32.9 (91.2)      | 33.9 (93)        | 34.6 (94.3)      | 34.0 (93.2)      | 32.4 (90.3)      | 32.0 (89.6)      | 31.8 (89.2)      | 31.3 (88.3)      | 31.2 (88.2)      | 31.0 (87.8)      | 30.8 (87.4)      | 32.3 (90.1)      |
| 日平均気温 °C （°F）                                                 | 26.4 (79.5)      | 27.7 (81.9)      | 29.2 (84.6)      | 30.2 (86.4)      | 29.6 (85.3)      | 28.5 (83.3)      | 28.2 (82.8)      | 28.1 (82.6)      | 27.9 (82.2)      | 27.6 (81.7)      | 26.9 (80.4)      | 26.1 (79)        | 28.03 (82.48)    |
| 平均最低気温 °C （°F）                                               | 21.1 (70)        | 22.5 (72.5)      | 24.4 (75.9)      | 25.8 (78.4)      | 25.2 (77.4)      | 24.6 (76.3)      | 24.3 (75.7)      | 24.3 (75.7)      | 24.4 (75.9)      | 23.9 (75)        | 22.8 (73)        | 21.4 (70.5)      | 23.7 (74.7)      |
| 雨量 mm （inch）                                                     | 13.8 (0.543)     | 4.1 (0.161)      | 10.5 (0.413)     | 50.4 (1.984)     | 218.4 (8.598)    | 311.7 (12.272)   | 293.7 (11.563)   | 269.8 (10.622)   | 327.1 (12.878)   | 266.7 (10.5)     | 116.5 (4.587)    | 48.3 (1.902)     | 1,931 (76.023)   |
| 平均降雨日数                                                         | 2.4              | 1.0              | 1.9              | 5.4              | 17.8             | 19.0             | 22.9             | 22.4             | 23.1             | 20.9             | 12.1             | 6.7              | 155.6            |
| % 湿度                                                               | 69               | 68               | 68               | 70               | 76               | 80               | 80               | 81               | 82               | 83               | 78               | 73               | 75.7             |
| 平均月間日照時間                                                     | 244.9            | 248.6            | 272.8            | 231.0            | 195.3            | 171.0            | 179.8            | 173.6            | 162.0            | 182.9            | 201.0            | 223.2            | 2,486.1          |
| 出典1：World Meteorological Organization (UN) Weatherbase (humidity) |                  |                  |                  |                  |                  |                  |                  |                  |                  |                  |                  |                  |                  |
| 出典2：(sunshine hours only)                                         |                  |                  |                  |                  |                  |                  |                  |                  |                  |                  |                  |                  |                  |

### 生物多様性
ベトナムでは15,986種の植物相が確認されており、その内の10%が固有の植物で占められている。動物相には、307種の線虫類、200種の貧毛綱、145種のダニ類、7,750種の昆虫（うち113種はトビムシ目）、260種の爬虫類、120種の両生類が含まれている。また840種の鳥類と310種の哺乳類が生息しており、うち100種の鳥類と78種の哺乳類が広範囲に分布している。他は水生無脊椎動物が794種、海水魚が2,458種を占めている。
淡水に生息する微細藻類も1,438種存在しており、全微細藻類の9.6%がベトナム国内での生息を確認されている。

### 環境
ベトナムでは、先述での戦争時において使用された枯葉剤などの化学物質による影響から、多くの問題を抱えている一面がある。
また、野生動物の密猟が大きな懸念事項となっている。
2004年時点で生物多様性の保全に4,907万ドルを費やしており、30の国立公園を含む126の保全地域を設立している。現在は9つの生物圏保護区が設けられている。

### 地方区分

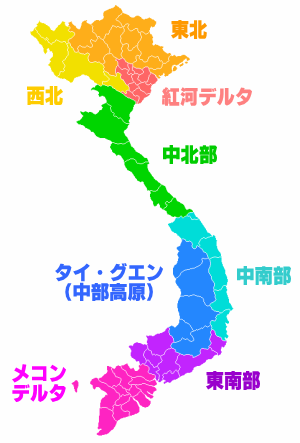
ベトナムの地方

日本の地域と同様の慣用的な地方の区分として、地方行政区画に沿って西北部、東北部、紅河デルタ、北中部、中南部、中部高原（タイグエン）、東南部、メコンデルタの8つに分けている。
また、より大枠な地方の区分として、西北部・東北部・紅河デルタを北部地方（北ベトナム、ベトナム語：Miền Bắc / 沔北）、中北部・中南部・中部高原を中部地方（中部ベトナム、ベトナム語：Miền Trung / 沔中）、東南部・メコンデルタを南部地方（南ベトナム、ベトナム語：Miền Nam / 沔南）の3つに区分している。これらは、フランス植民地時代のトンキン、アンナン、コーチシナにそれぞれ相当するが、細部に変更がみられる。

### 端
Color Notes
      陸上の極地 (2)
      海岸線の極地 (2)
      海上の極地 (2)
| #                          | 最極端 | 場所                                         | 行政区           | 接する自治体                        | 座標                                                                    | 出典            | 写真            |
| -------------------------- | ------ | -------------------------------------------- | ---------------- | ----------------------------------- | ----------------------------------------------------------------------- | --------------- | --------------- |
| 1                          | 最北端 | ドンヴァン県ルンクー社                       | ハザン省         | 中国雲南省                          | 北緯23度23分33秒 東経105度19分24秒 / 北緯23.392505度 東経105.323240度   | [ 105 ]         | Cột cờ Lũng Cú. |
| 2                          | 最西端 | ムオンネ県シンタウ社アパチャイ               | ディエンビエン省 | ベトナム · 中国 · ラオス · 十層大山 | 北緯22度24分03秒 東経102度08分38秒 / 北緯22.400734度 東経102.143940度   | [ 108 ]         |                 |
| 3                          | 最南端 | ゴクヒエン県カマウ岬                         | カマウ省         | 南シナ海                            | 北緯8度37分23秒 東経104度42分36秒 / 北緯8.623度 東経104.71度            | [ 109 ]         | Mũi Cà Mau.     |
| 4                          | 最南端 | ホンカイ島ヴァンガード堆                     | カマウ省         | 南シナ海                            | \| 7° 28′ 0″ N, 109° 37′ 0″ E \| (おおよそ)                             | [ 110 ]         |                 |
| 5                          | 最東端 | ヴァンニン県ヴァンフォン湾ホンゴム半島ドイ岬 | カインホア省     | 南シナ海                            | 北緯12度38分54秒 東経109度27分42秒 / 北緯12.6483756度 東経109.4616339度 | [ 111 ]         |                 |
| 6                          | 最東端 | 南沙諸島チュオンサ県仙女礁                   | カインホア省     | 南シナ海                            | 北緯8度51分18秒 東経114度39分18秒 / 北緯8.855度 東経114.655度           | [ 112 ] [ 113 ] | Da Tien Nu.     |
| 7° 28′ 0″ N, 109° 37′ 0″ E |        |                                              |                  |                                     |                                                                         |                 |                 |

## 地方行政区画

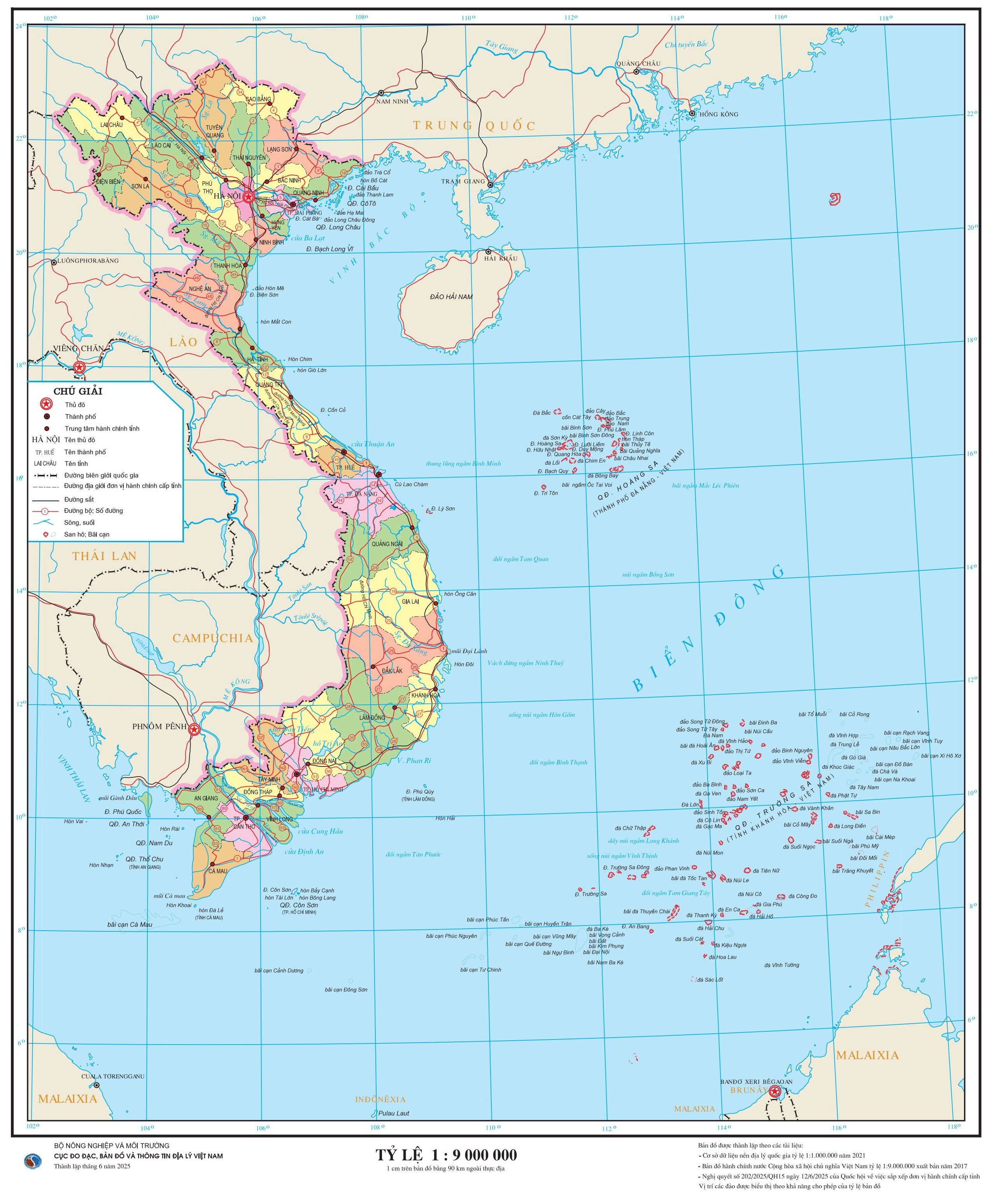
2025年7月時点のベトナムの地方行政区画。

2025年7月1日付けで大合併が行われ、28省と6の中央直轄城庯（市）となった。また省・中央直轄市の下にあった県・市社は廃止され、最下層の坊・社も多くが合併した。
中央直轄城庯はハノイ（河内）、ホーチミン市（胡志明）、ダナン（沱㶞）、ハイフォン（海防）、カントー（芹苴）、フエ（化）。国土最北に位置する省はトゥエンクアン省（Tuyên Quang）、国土最南に位置する省はカマウ省 (Cà Mau) である。自治体独自の旗を禁止しているため自治体ごとの旗は存在しない。

### 主要都市
- ハノイ（Thành phố Hà Nội、城庯河内）
- ホーチミン市（Thành phố Hồ Chí Minh、城庯胡志明）
- ダナン（Thành phố Đà Nẵng、城庯沱㶞）
- ハイフォン（Thành phố Hải Phòng、城庯海防）
- カントー（Thành phố Cần Thơ、城庯芹苴）
- ヴィン（Thành phố Vinh、城庯永）
- フエ（Thành phố Huế、城庯化）
- ホイアン（Thành phố Hội An、城庯會安）
- ニャチャン（Thành phố Nha Trang、城庯芽莊）
- ファンティエット（Thành phố Phan Thiết、城庯潘切）
- ミトー（Thành phố Mỹ Tho、城庯美湫）
- テイニン（Thành phố Tây Ninh、城庯西寧）
- ヴィンロン（Thành phố Vĩnh Long、城庯永隆）
- ダラット（Thành phố Đà Lạt、城庯多樂）

### 住所表記
欧米の多くと同様に、細かい分類から順に表記し、またストリートによって住所を表す。番地は、偶数が左車線側、奇数が右車線側のように分かれ、ストリート名のない細かい路地に入る場合は、7/40（40番地にある路地内の7番目）のように表記する。例として、ホーチミン市1区人民委員会の住所を下記に記す。
- Ủy ban nhân dân Quận 1 - 47, Đường Lê Duẩn, Phường Bến Nghé, Quận 1, Tp Hồ Chí Minh, Việt Nam
（1区人民委員会 - 47番地、レ・ズアン通り、ベンゲー坊、1区、ホーチミン市、ベトナム）

## 経済

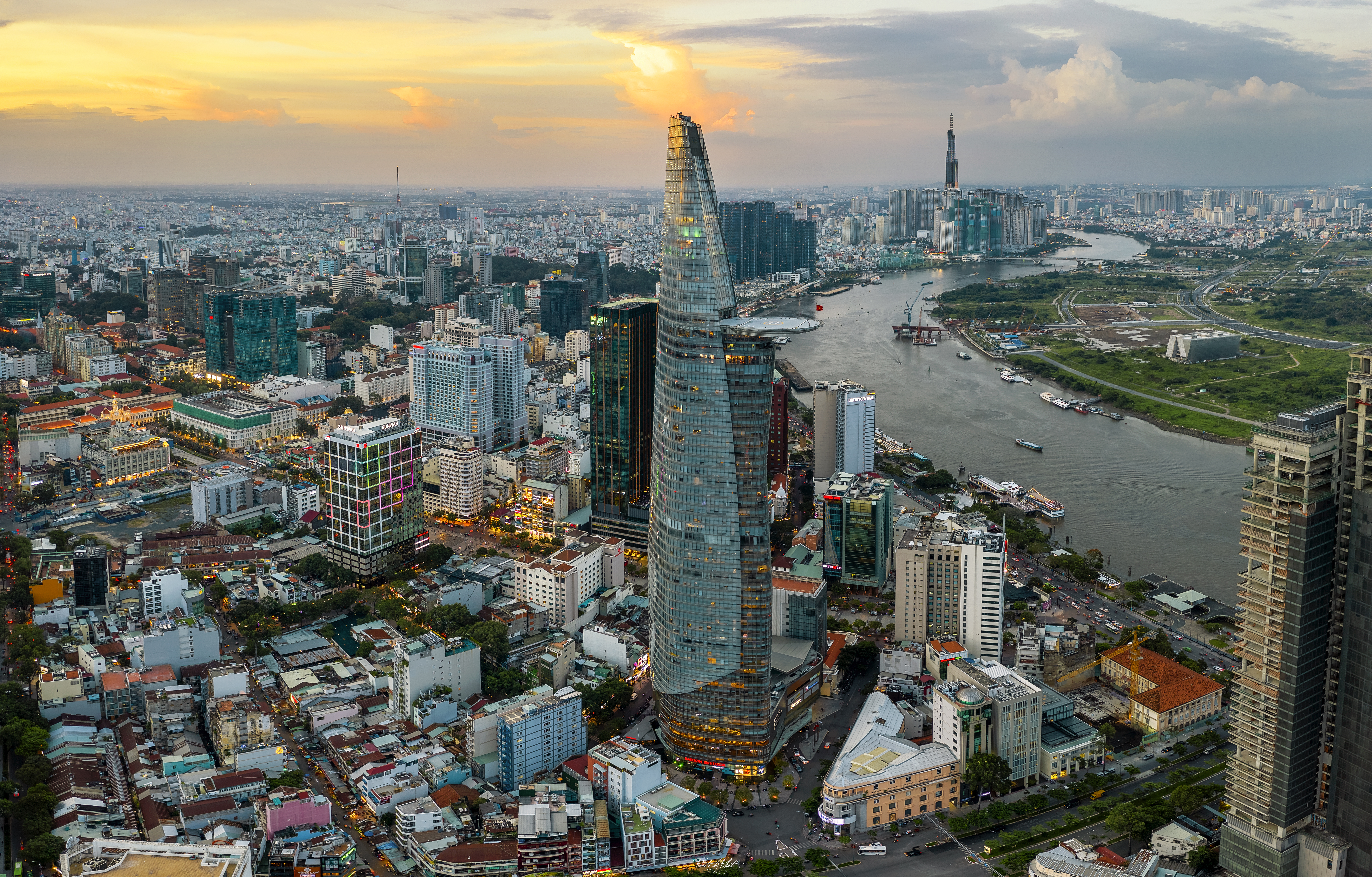
ホーチミン市

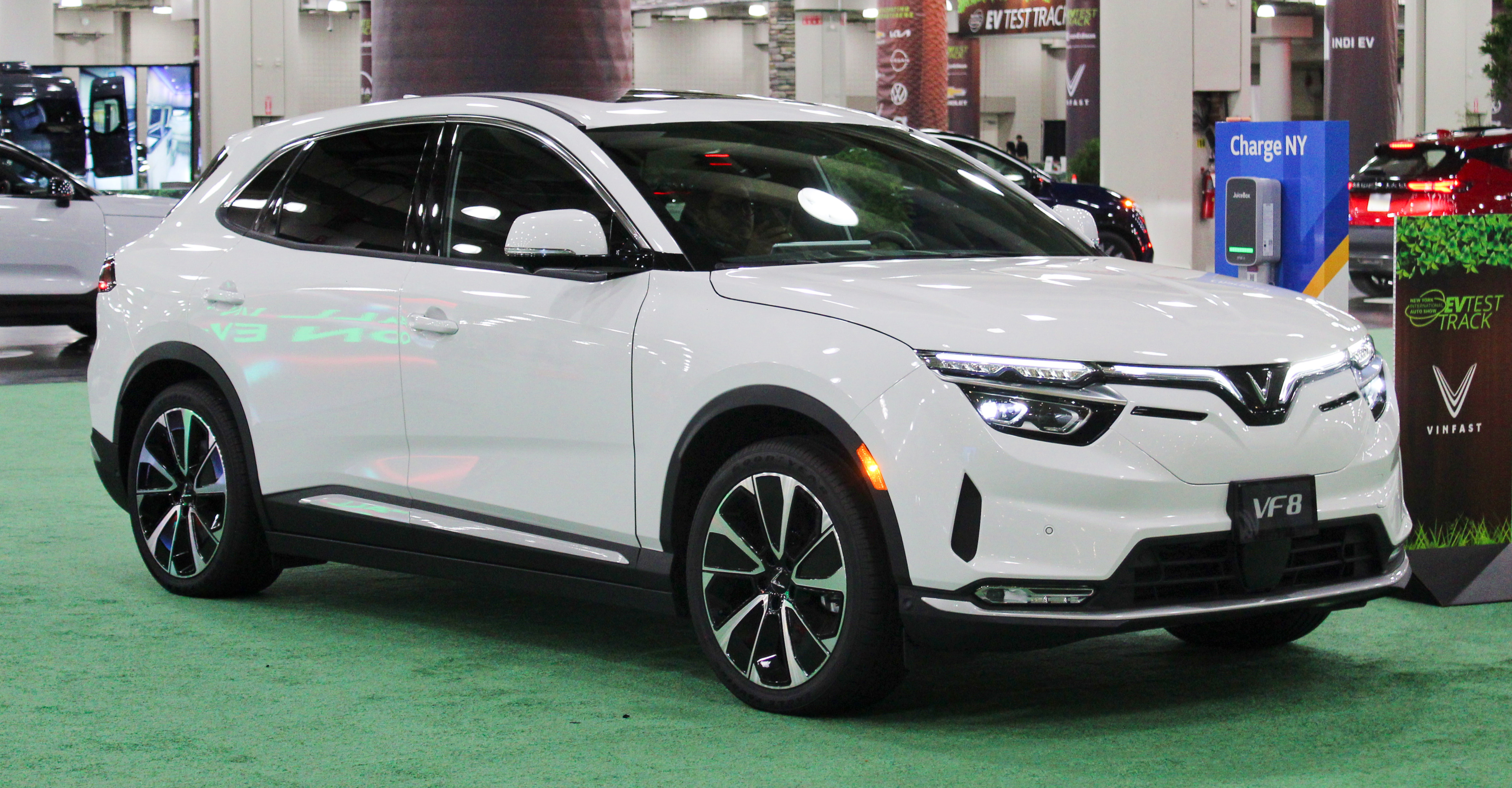
ベトナム初のグローバル自動車メーカー・ビンファスト

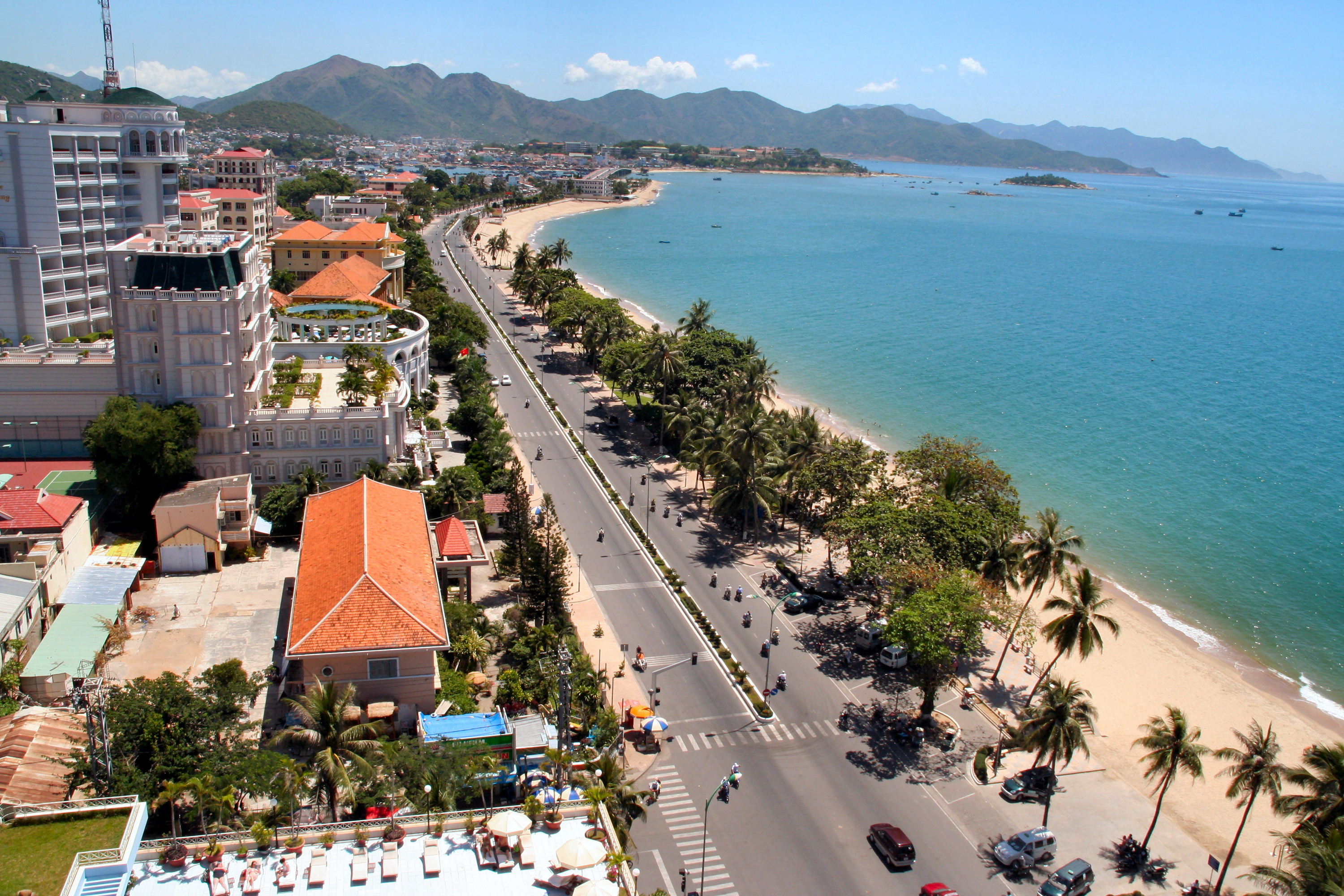
リゾート地として有名なニャチャン

ベトナム統計総局の統計によると、2023年のGDP（国内総生産）は約4,300億ドル。一人当たりのGDPは4,285ドルである。
1986年12月のベトナム共産党第6回大会で、社会主義に市場経済システムを取り入れるというドイモイ政策を採択、中国の改革開放と同様に市場経済路線へと転換した。1996年のベトナム共産党第8回大会では、2020年までに工業国入りを目指す「工業化と近代化」を二大戦略とする政治報告を採択した。ドイモイ政策の導入以降、貧困率は大幅に改善され、1993年の58.1%から2015年には5%以下となった。
政府開発援助と外国投資が経済を牽引している。2007年には政府にとって重要な目標となっていた世界貿易機関（WTO）に加盟した。世界金融危機で一時失速した国内総生産 (GDP) の成長率も、2010年代は平均して5~6%の安定成長が続いている。一方インフレ率は、2011年に18.7%と高い数値を記録したが、2017年には3.5%となった。中国では人件費が上昇基調にあることから、新たな投資先として注目が集まっている。欧州連合（EU）は新興国で初のFTAを結ぶ相手にベトナムを選び、2020年8月1日に発効した。
伝統的な友好国である旧ソ連圏であるユーラシア経済連合も初のFTAを締結。また、環太平洋戦略的経済連携協定（TPP）では、米国政府によれば最も利益を受ける国とされ、日本政府によれば交渉でも主導的な役割を果たしており、世界銀行によればTPPで最も恩恵を受ける国である。
NEXT11やVISTAの一角にも数えられており、今後一層経済の発展が予想されている。1日1ドル以下で生活する貧困層の割合は中国、インド、フィリピンを下回る。
労働人口の66%が第一次産業に従事しているが、近年は第二次産業、第三次産業が急成長。観光業の伸びが特に著しく、重要な外貨獲得源となっている。
主な輸出品目は原油、衣料品、農水産物。特にコメについては、インド、タイに次ぐ世界第3位の輸出国である。カシューナッツと黒胡椒の生産は世界の1/3を占め1位。コメのほかコーヒー、茶、ゴム、魚製品の輸出も多い。しかし、農業のGDPに占める割合は他の産業が成長したため20%（2006年）に低下した。原油生産は東南アジアで第3位である。
安い人件費、ODAを活用したインフラ整備を背景に外国資本の受け入れでASEANで高い経済成長を続けている。
社会主義国として経済の根幹をなしてきた国有企業とは別に、民間企業が台頭している。不動産会社として2001年に起業した後に小売業、製薬、学校・病院経営、農業・飼料からベトナム初の自動車生産にまで進出したビングループ、ベトジェットを傘下に持つソビコ・ホールディングス、不動産業のFLC、BRGなどが財閥を形成しつつある。これらを含めた大手企業の経営者は10大富豪と呼ばれる。旧ソ連への留学組が創業・経営し、政治家や政府高官との人脈を利用して事業を成長させてきた例が多いと指摘されている。
2010年8月4日、ベトナム公安省は、乱脈経営で国営ベトナム造船グループ（ビナシン）を経営危機に陥れたとして、同グループの前会長を背任に当たるとして逮捕した。前会長は親族を重要ポストに登用するなど私利を図っていた疑いがもたれている。
2011年11月8日、2011-2015年の社会経済発展計画を政府が提案し、国会で承認された。国内総生産年平均6.5-7%の成長率を目指し、公共投資や国営企業の改善を通じた経済構造の再編を図るものである。

### 投資
2023年にベトナム政府が認可した海外から同国への直接投資額は下記の通りである（出典：ジェトロハノイ事務所）。
| 順位 | 国籍           | 投資額       | 前年比 |
| ---- | -------------- | ------------ | ------ |
| 1位  | シンガポール   | 約46億ドル   | -4.9%  |
| 2位  | 香港           | 約45.5億ドル | 111.0% |
| 3位  | 中華人民共和国 | 約43億ドル   | 77.0%  |
| 4位  | 韓国           | 約40億ドル   | -1.3%  |
| 5位  | 日本           | 約36億ドル   | -24.4% |

### 農業
コーヒーは、現在ではブラジルに次いで世界第二位の生産量（162万トン、2023年）に達している。大部分がインスタントコーヒー、缶やペットボトル入りの清涼飲料、製菓用途で使われる安価なロブスタ種（カネフォラ種）であるが、レギュラーコーヒーに使われる高級品のアラビカ種の栽培も始まっている。また、現地では基本的に植民地支配を受けたフランスの手法を取り入れた飲み方にてベトナムコーヒーが飲まれる。
水田水稲作地帯は北部の紅河デルタと南部のメコンデルタであり、生産性も高く、国家の重要な穀倉地帯を形成している。メコンデルタで栽培できる野菜類は、ナス、キュウリ、トマトなどのほかに、ミント類がある。

### 鉱業
石炭や南シナ海で採掘される石油を中心とした有機鉱物資源、スズを中心とした金属鉱物資源に恵まれている。北部ハロン（ホンゲイ）から産出する石炭は上質の無煙炭であり、19世紀末からホンゲイ炭として採掘が始まっている。石炭技術で釧路コールマインとの繋がりが太く、北海道釧路市に名誉領事館を設置している。2003年時点の採掘量は1,670万トン。原油は1,660万トンのを産出する産油国でもあり、天然ガスの採取量は126千兆ジュールとなっている。
金属鉱物資源は、北部デルタ周囲の丘陵地帯に主に産する。最も重要なのが世界第4位のスズ（4000トン、世界シェア1.5%、2005年）。亜鉛、金、クロム、鉄、鉛のほか、リン鉱石を産出する。

### エネルギー
ベトナムの電力の大部分は、石炭、石油、ガスなどの火力発電または化石燃料発電によって生産されており、その他にはディーゼル、小さな水力発電所での水力発電、再生可能エネルギーを用いた発電が挙げられる。これらが現在も国の電気を供給している。

## 交通

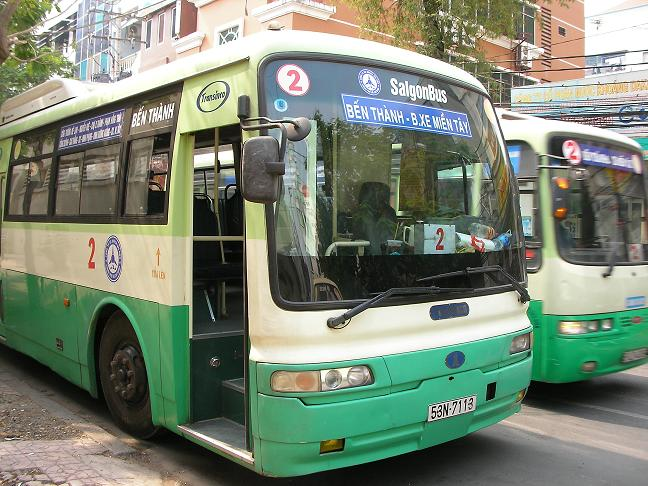
ホーチミンのバス

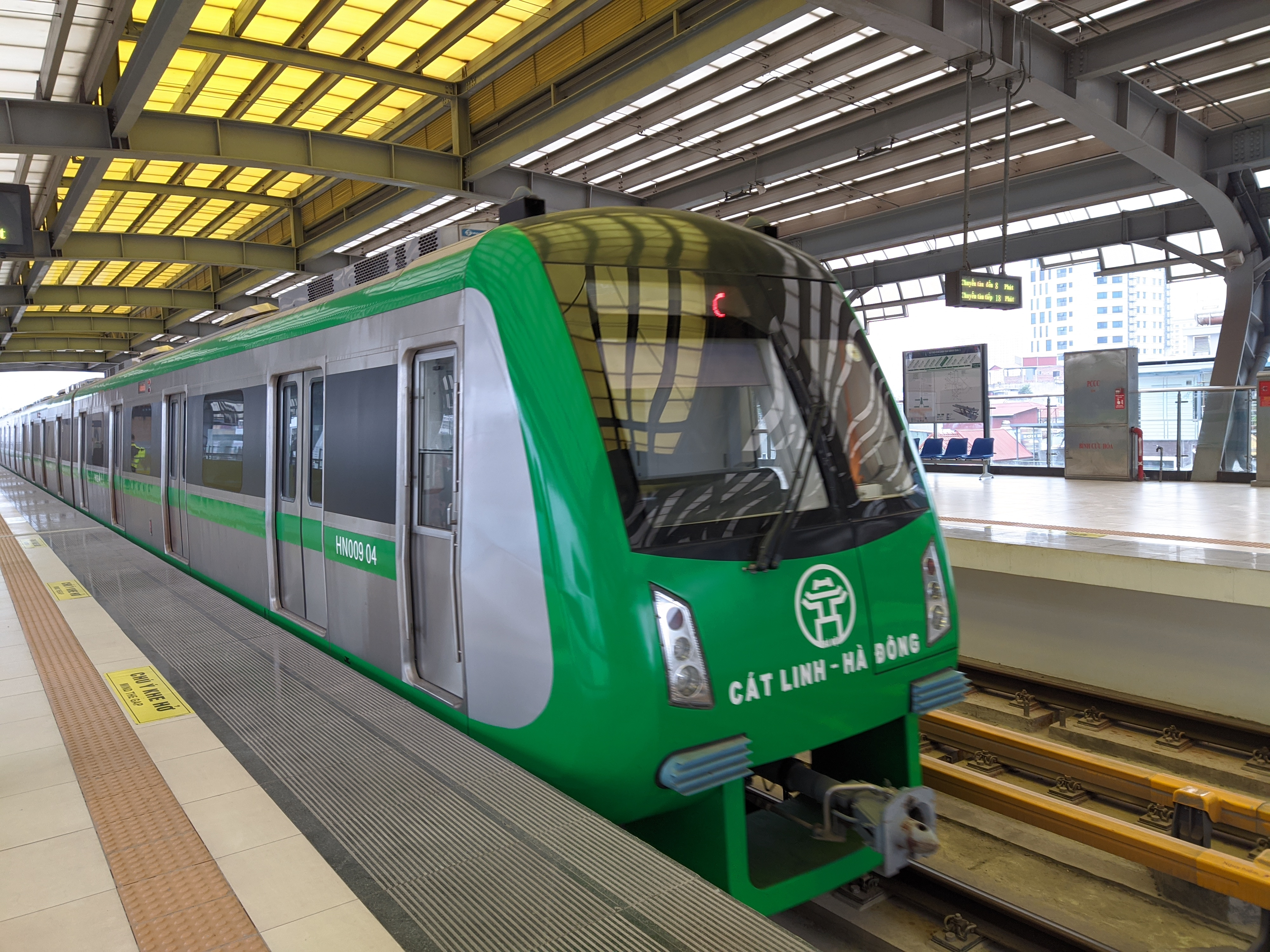
ハノイ・メトロ

ベトナムの都市部ではバイクが主な移動手段として広く利用されている。自動車の利用も増加しているが、交通渋滞が深刻な問題となっている。公共交通機関としては、バスが主要な手段であり、ハノイとホーチミン市では都市鉄道（メトロ）の建設が進められている。国内の長距離移動には鉄道や国内線航空が利用される。

## 科学技術
ベトナムの科学技術に対する国家支出は、2010年時点でGDPの約0.45%に達している。

## 国民

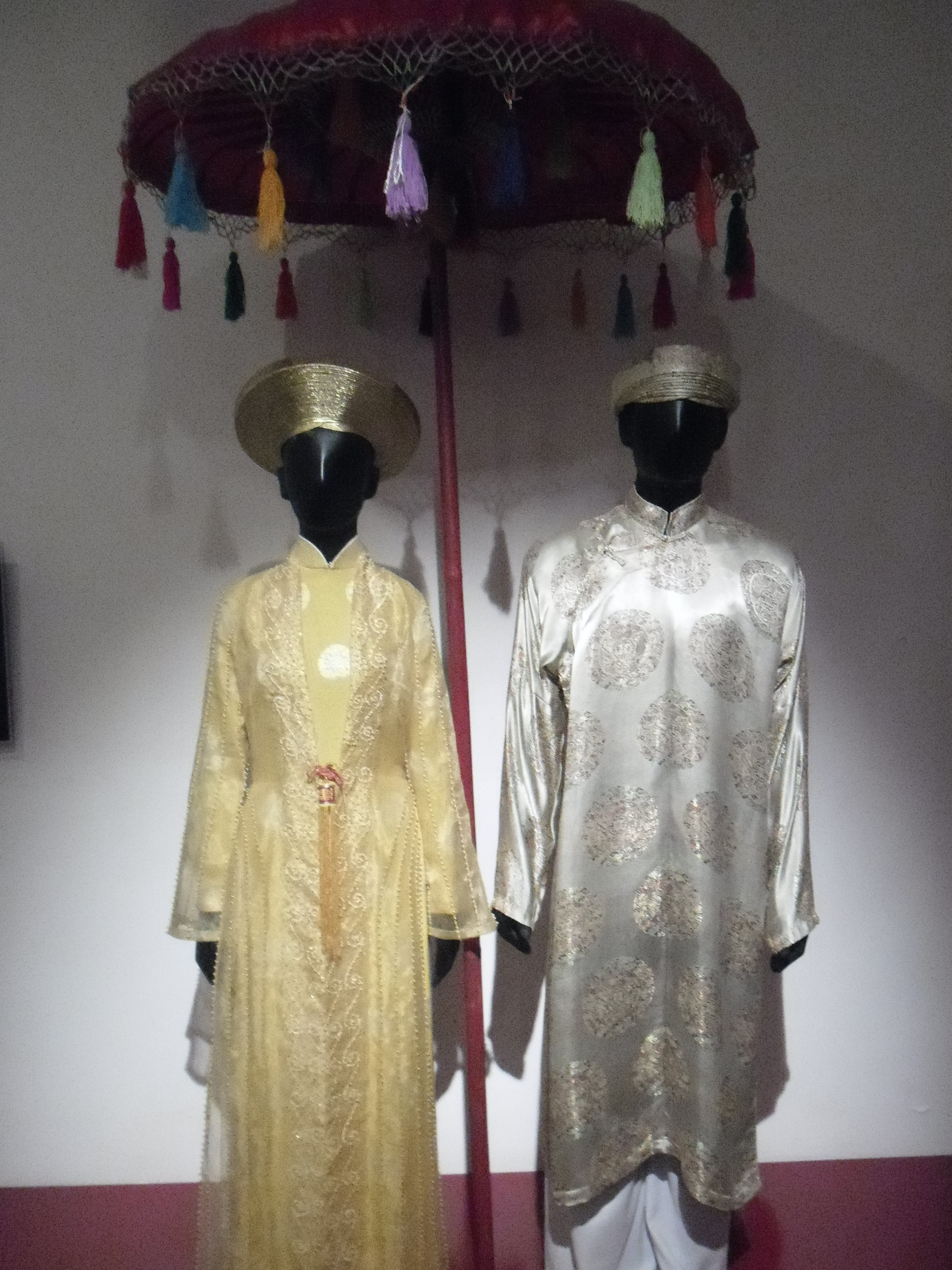
ベトナム人の伝統衣装の一部。

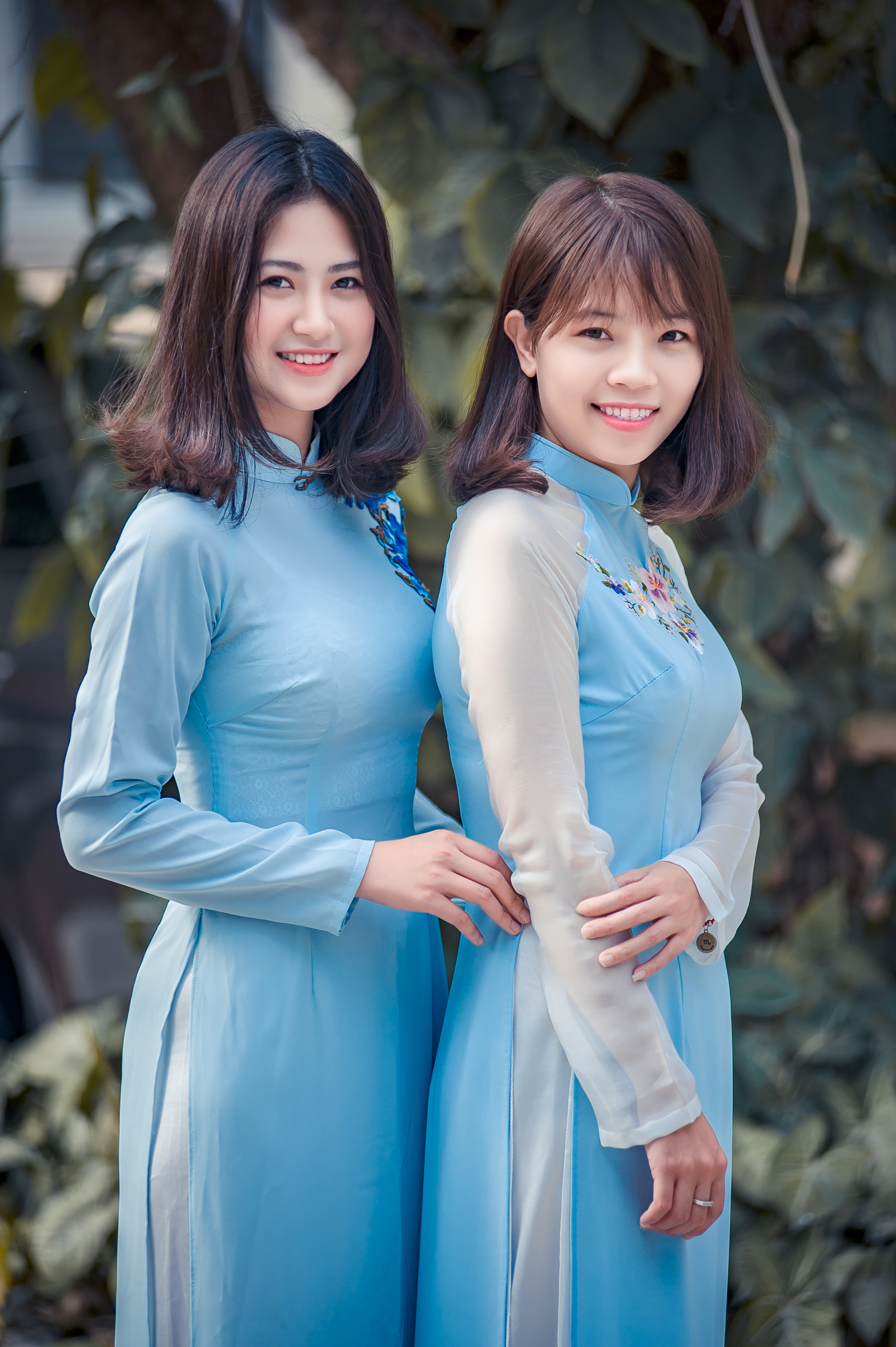
青いアオザイを着た女性

ベトナム社会主義共和国憲法第5条に「ベトナム社会主義共和国はベトナムの地に共に生活する各民族の統一国家である」と、多民族国家であることを規定している。ベトナム政府が公認しているだけでも54の民族がいる。ベトナム国民は、身分証明書を一定年齢以上に達すると発給され、身分証明証には民族籍を記入する欄が設けられている。

### 人口
ベトナムの総人口は、2022年現在で9,832万人となっている。1988年以降「2人っ子政策」をとってきたが、2017年を以って廃止された。

### 民族構成
公式に認められている民族が54あり、そのうちキン族（ベトナム族）が最も多く、全人口の85%から90%を占める。キン族の言語であるベトナム語はムオン族・セダン族などと同じオーストロアジア語族（モン・クメール語派）語族に属する。ムオン族はホアンビン省、タインホア省の山間部に住み、ベトナム語のゲアン方言などとの近似性が指摘されている。
その他に少数民族としてホア族（華人）、タイ系のタイー族・ターイ族・ヌン族、クメール族（クメール・クロム）、ムオン族、モン族（ミャオ族）、ザオ族などがある。少数民族のうち、ホア族とクメール族以外の大半は山地に住む。

### 言語
言語はベトナム語（越南語）が公用語である。その他にも中国語（主に広東語、閩南語、北京語）、クメール語なども使われており、フランス領インドシナ時代の影響から、少数のエリート層や高齢者の間ではフランス語が理解できる人もいる。また、ソビエト連邦など共産主義国とのつながりがあったため、ロシア語を理解できる人もいる。ただし、最近の若年者の教育は英語教育が一般的になり、町の看板などを見渡してもベトナム語以外では、欧米人観光客向け（観光客相手に生活していく上でも、英語ができないと生活が成り立たないため）に英語が目立つのが、現在の状況である。

### 文字
詳細については、各項目を参照のこと。
チュ・クオック・グー（𡨸國語）
声調をもつベトナム語を表記するために発明された声調入りアルファベット（ラテン文字）であり、現在唯一の公用文字。17世紀にフランス人のイエズス会宣教師、アレクサンドル・ドゥ・ロードが、カトリック教会布教の為に発明した文字。19世紀末以降のフランス植民地時代に普及し、1945年の独立時に正式に公用文字となった。現在、ベトナム語はもっぱら、この文字により表記される。
チュハン（𡨸漢）
ベトナムにおける漢字。上記のチュ・クオック・グーが公用文字となるまで、ベトナム語を表記する公用文字はなく、書き言葉としてはもっぱら漢文（古中国語）が用いられた。チュ・クオック・グーの普及により使用頻度が減少したが、ベトナム語の中には漢字語の影響が強く残っている。北ベトナムでは1950年の暫定教育改革により漢文教育を廃止し、1954年には漢字の公的な使用を全廃、南ベトナムでは1975年の崩壊まで中等教育での漢文科が存続していた。2014年現在では、僧侶か日本語や中国語の学習者しか読めなくなっている。
チュノム（𡨸喃）
ベトナム語を表記するために13世紀に発明された合成漢字。固有語の表記に用いられ、漢字と混ぜ書きされた。
1. 漢字の音と意味による形成
2. 訓読み
3. 当て字

など、複数の造字法があり複雑で、一時期を除いて公用文字に採用されることはなかったが、民族意識の高まりを背景に民間では有識者層を中心に普及し、18世紀から19世紀には多くのチュノム文学が生まれた。20世紀になると、漢字の画数が複雑過ぎる事で、初等教育に支障を来す事や、チュ・クオック・グーの普及により、急速に衰退の道を辿った。

### 人名
主要民族であるキン族を中心に、人名の多くは、漢字文化圏に属しており、人名も漢字一字（まれに二字）の漢姓と、一字か二字（まれに三字）の名からなる構造は中国と共通している。婚姻の際には基本的に夫婦別姓となる。しかし各字の機能は漢名とは異なっており、名のうち一字目は「間の名」（tên đệm、ミドルネーム）と呼ばれ、末字の名と一体化しておらず、また中国の輩行字、朝鮮の行列字のような世代の区別に使われることもない。目上や目下に対しても、呼びかけに使われるのは末字の名のみであり、間の名は含まれず、また姓を呼びかけに使うことはほとんどない。
名付けに使われる語は必ずしも漢字由来のものに限らず、庶民の間では固有語による名付けがかなり存在している。また少数民族の名前には、上記の説明にあてはまらない固有のシステムを持つものがある。

### 宗教

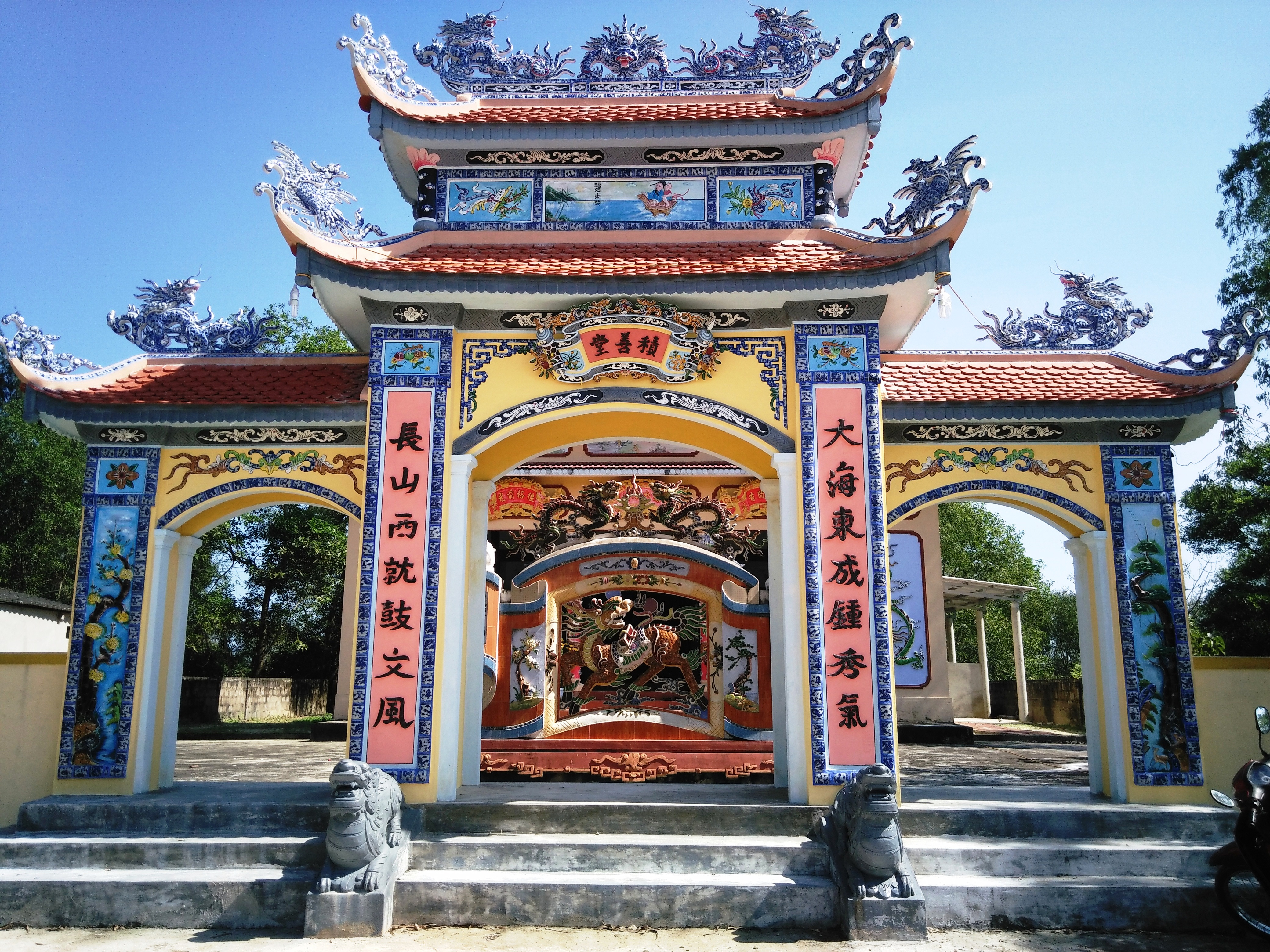
タム・クアン
ベトナムの仏教建築を象徴する伝統的な正門で、同国における民俗建築の典型例ともなっている。また、玄関口の形式は3つの門が主体とされている。

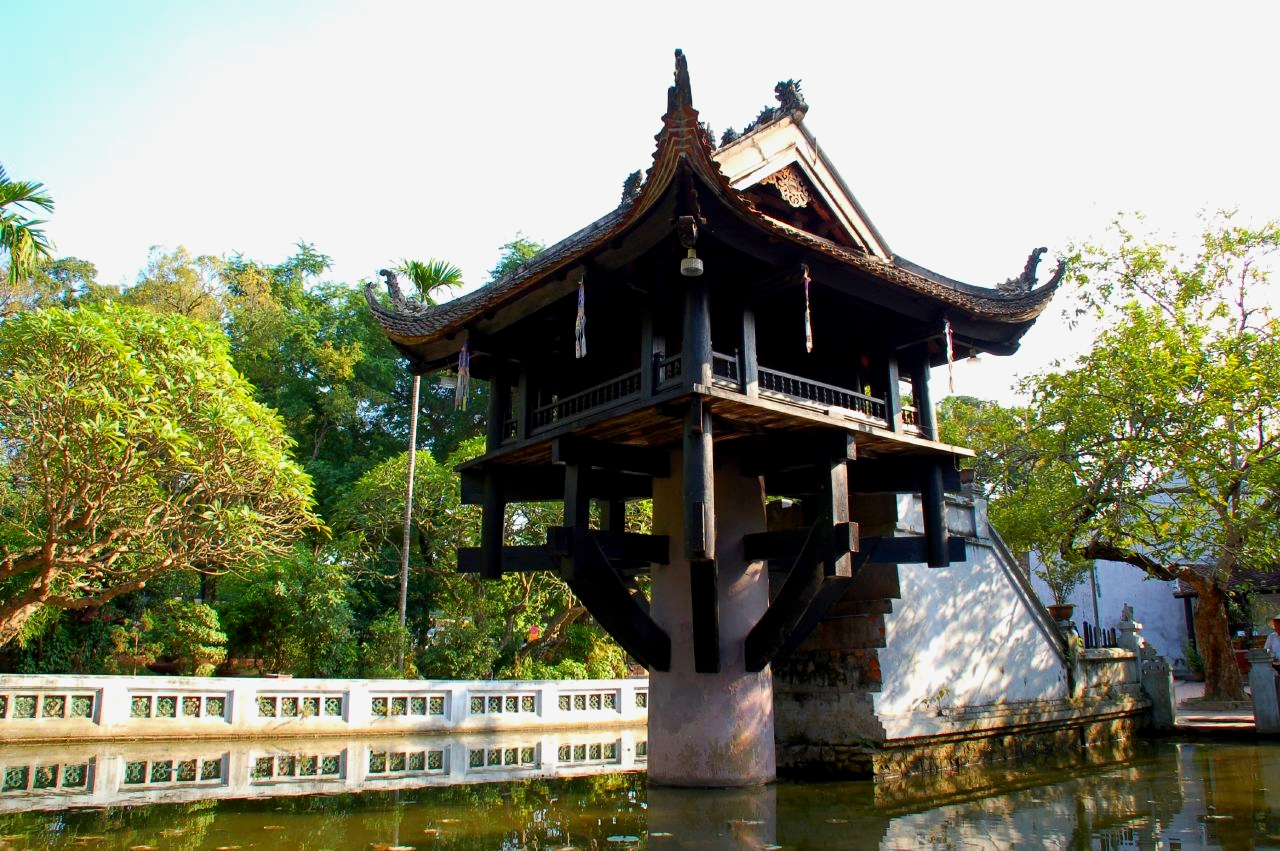
ハノイの仏教寺院、一柱寺（正式名称は延祐寺、もしくは蓮花臺）。

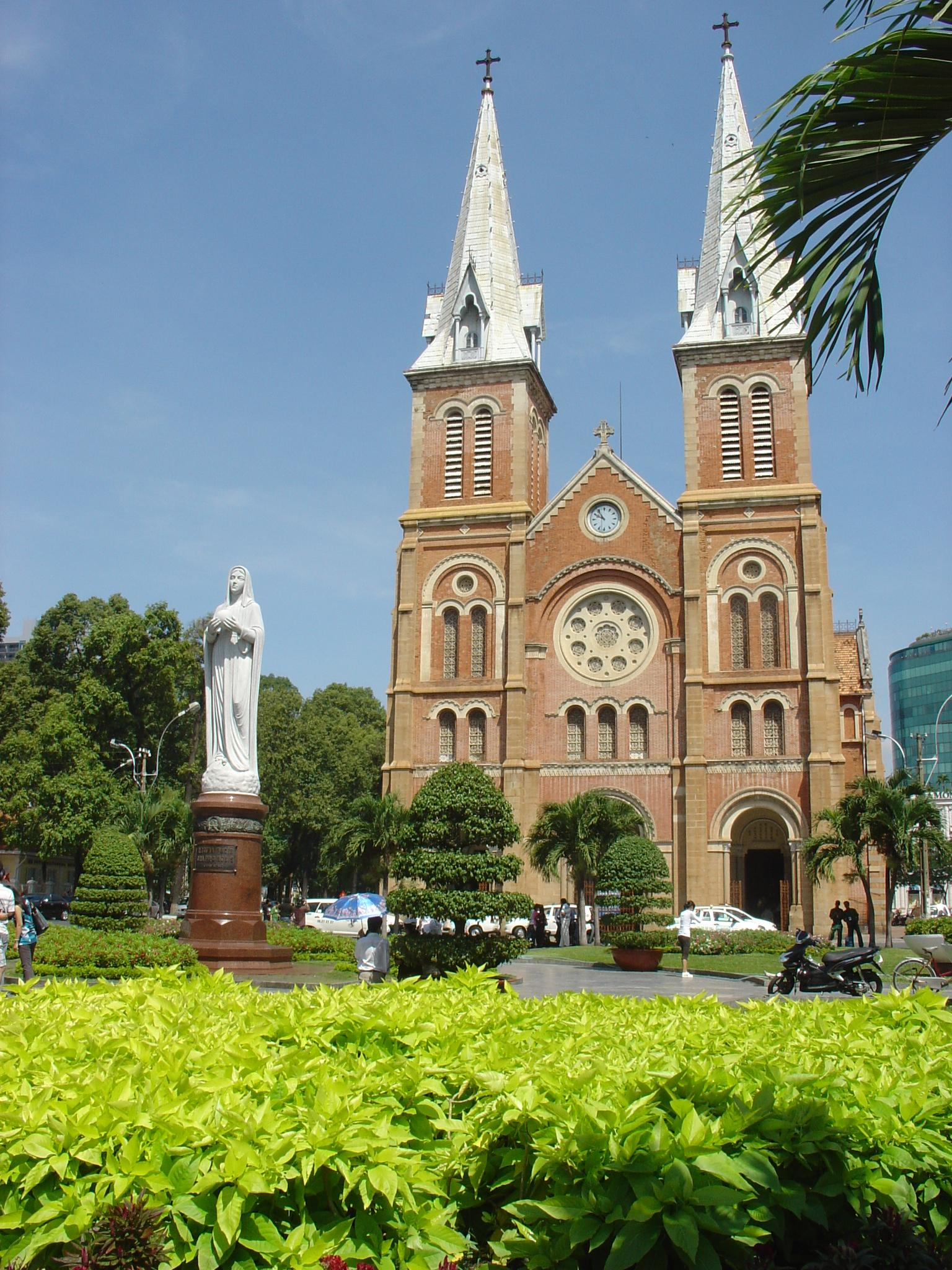
カトリック教会のサイゴン大教会。

宗教は仏教（大乗仏教）が大半を占めている。その他にも道教、カトリック教会がある。中部（旧チャンパ王国の領域）ではイスラム教やヒンドゥー教、南部にはホアハオ教や、混淆宗教としてのカオダイ教が教勢を保っている。公的に認められた宗教は、仏教、カトリック、プロテスタント、イスラム教、カオダイ教、ホアハオ教の六つである。このうち後ろの二つは、ベトナム独自の宗教である。
カトリック教会は、バチカン市国と国交を樹立しておらず、プロテスタントに関しては、アメリカ合衆国の宣教団体からの布教が強かった経緯もあり、旧南ベトナム地域および、ベトナム戦争中に南側についたバフナル族、ジャライ族、エデ族、コホ族などの山岳民族の間での信仰が中心である。
それぞれの公認教団の信徒数は、2008年の資料で仏教1,000万人、カトリック550万人、カオダイ教240万人、ホアハオ教160万人、プロテスタント100万人、イスラム教6万5千人となっている。公認教団の一例としてはベトナム仏教僧伽がある。
憲法では、信教の自由を人民に保障しているが、同時に信仰に制限があることも法律に明記している。過去には2001年、2004年に、ベトナム政府に土地を奪われた山岳民族による暴動が元で、プロテスタントの弾圧が起きた。また、政府非公認教団である「統一ベトナム仏教教会」が弾圧に抗議して1992年に騒擾事件を起こす事件も発生している。2014年現在でも、非公認プロテスタント教団の活動は第三級行政区レベル（坊、社、市鎮）に留められており、より上位の行政区では活動ができないなどの各種制限が存在する。
また、ベトナム共産党員はホー・チ・ミン元国家主席のみを信仰する傾向がある。無論ホー・チ・ミン信仰は「宗教ではない」が、それに匹敵する影響力を有する（ホー・チ・ミン自身は、自らが個人崇拝の対象になることを、徹底的に嫌っていた程であった）。

### 教育
成人識字率は、95.8%（2019年、米CIAによる）。学校で勉強する必修の第一外国語は英語が一般的である。英語以外にはロシア語、フランス語、中国語、日本語、韓国語、ドイツ語がある。
初等教育
6歳から始まり、小学校5年間、義務教育、学費は原則無料。
中等教育
基礎中学校（前期中等教育、日本での中学校に相当）4年間、普通中学校（後期中等教育、日本での高等学校に相当）3年間。
5-4-3制で、この期間を普通教育と呼ぶ。
高等教育
ベトナムの大学には国家大学（首相直轄校）、国立大学（地方総合大学、専門大学：教育訓練省、厚生省、文科情報省、人民委員会などの所轄）、民立大学がある。
3年制の短期大学と4-6年制の大学がある。

#### 教育行政
教育行政は、中央に教育訓練省、地方の省レベルに教育訓練局、県レベルに教育課がある。学校段階別の管轄関係は基本的には次のようになっている。高等教育は教育訓練省、普通中学は教育訓練局、基礎中学・小学校・幼稚園・保育園は教育課。これら教育行政機関の職員は「教育管理幹部」と呼ばれ、教育経験者。教員の資格要件は、幼児教育と初等教育で中等師範学校卒、前期中等は師範短期大学卒、後期中等教育は大学卒となっている。

### 保健

#### 衛生環境
ベトナムには豊富な地表水と地下水資源が存在するが衛生設備が整っていない状態が今も続く為、乾季には局地的な水不足が発生する問題点を抱えている。

## 治安
ベトナムは近隣国のタイやミャンマー、フィリピンに比べれば治安が安定していると言われていたが、近年の経済発展による貧富の格差拡大や地方貧困層の都市部への流入などに伴い、治安状況が悪化して行く傾向が見受けられる。現在、殺人や強盗などの凶悪犯罪の発生は少ないものの、外国人住居への忍び込み、繁華街周辺でのひったくり、スリや置き引きなどの窃盗事件が発生しており、特に日本人旅行者は空港や市場、路上、ホテル、レストランなどで旅券や現金などの貴重品の盗難被害に遭うケースが頻繁に報告されている実状がある為、身の安全の確保の為にも不要な散策などは安易に行わない姿勢が求められる。
また同国治安当局は、これまで国内にテロ組織や反政府組織は存在しないとしていたが、国外においては2016年に在外反政府組織「ベトタン」をテロ組織として扱うとの報道がなされており、当局がベトナム人海外移住者（越僑）を主体とする反政府活動家の活動に対して警戒を強めている現状がある。
なお、政府の土地収用をめぐって国内の至る所で争議が頻発しており、2020年1月にはハノイ市近郊において警察官3名が死亡する大規模な騒擾事件が発生するなど、政府に対する抗議活動が行われている。

### 法執行機関
人民公安局が治安維持を担っている。この機関は公安省の指揮下にある。

### 人権
ボイ・ダイと呼ばれる、都市部を生活圏とするホームレスへ対する人権侵害が問題視されている。

#### 人権問題
ヒューマン・ライツ・ウォッチによると言論、精神、出版、団結、宗教といった基本的人権が制限されている。人権活動家やブロガーは、嫌がらせ、脅迫、暴力、投獄に直面している。
アムネスティ・インターナショナルは、Facebook、Googleがサービスを提供しているが、政府の検閲に協力しているとしている。

#### LGBTの権利
主に南部では、タイやカンボジアと同様に、トランスジェンダー文化の伝統があるが、主に儒教の影響から同性結婚は長らく認められず、2002年に国営メディアでは同性愛を売春や賭博、違法薬物などと並ぶ「社会悪」であるとの認識を表明し、同性愛の規制や同性愛カップルの逮捕を行える法整備を確約した。しかし世論の高まりとともに、2009年に初の女性への性別変更と改名が認められる判例が生まれた。2013年には同性愛の禁止と罰金制度が法律から削除され、また同性カップルの同居に対して、正式な結婚には劣るが、ある程度の権利が認められた。しかし後にこの権利条項は削除されている。2025年3月時点、同性愛は禁止こそされてはいないが、法律婚など法的な権利が認められているわけでもない。

## マスコミ

### 新聞と雑誌
全国で発行されている新聞、雑誌は600種を超えているとされる。これらの新聞・雑誌は、ベトナム共産党とその下部組織や、省庁、機関の発行物である。日刊紙では13万部の『サイゴン・ザイフォン』（「サイゴン解放」の意。ホーチミン市党委機関紙）、18万部の『ニャンザン』（「人民」の意。ベトナム共産党中央委員会発行）、40万部の『タインニエン』（「青年」の意。ベトナム青年連協会発行）、45万部の『トゥオイチェー』（「若者」の意。ホー・チ・ミン共産青年団発行） などがある。
前述の通りこれらは全て政権党関係の機関紙であるが、『トゥオイチェー』紙は比較的革新的な編集方針を採っており、タブー視されているホー・チ・ミンの過去の経歴を掘り下げる報道や、近ごろの若者はホー・チ・ミンよりビル・ゲイツに憧れているなどの報道を行い、当局と度々衝突を起こしている。

### 報道規制
- 1975年までのベトナム共和国（南ベトナム）ではゴ・ディン・ジエム政権やグエン・バン・チュー政権などの独裁政治を批判する知識人グループ「第三勢力」の活動が続いた。しかし、1976年に南北統一によってベトナム社会主義共和国が成立した後、レ・ズアン指導部は硬直化した官僚政治を推し進め、メディアの活動を抑制する路線をとった。1980年代後半に、グエン・ヴァン・リン書記長がドイモイ路線を推し進め、新聞や雑誌にも活況を与えた。1986年3月1日にホーチミン市で新聞『タインニエン』が創刊された。
- 1989年に、中華人民共和国で六四天安門事件が発生し、東ドイツで「ベルリンの壁」が崩壊すると、メディアを抑制する路線に切り替えた。同年12月、「マス・メディア法」が制定され、刑法258条にて報道禁止条項が明記された[152]。

### 通信

#### インターネット
- 2018年現在、6850万人がインターネットを使用している[153][154]。また、政治的発言をするブロガーが逮捕されるなどの事件を受け、『ウォール・ストリート・ジャーナル』は「スマートフォンやタブレット端末が急速に普及しているものの、世界で最もインターネットを利用するのが危険な国の1つでもある」と、指摘している[155]。

## 文化

ベトナム（越南）は漢字文化圏に含まれる。

### 食文化

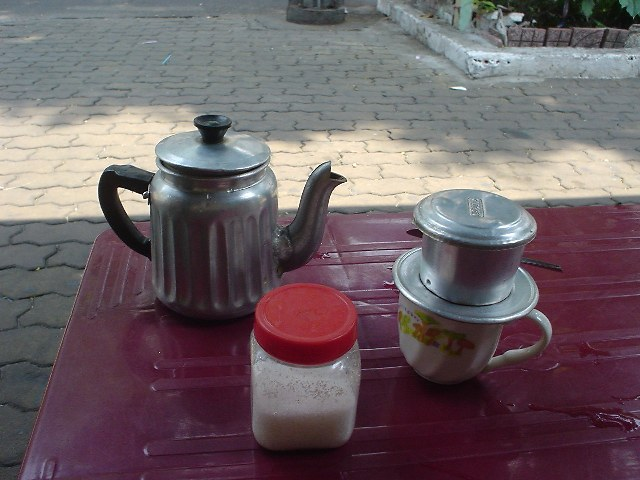
ベトナムコーヒーの道具一式

概して米食文化であり、麺類も米粉製が多い。庶民の常食は米飯、麺、粥、フランスパンなどである。中華料理とフランス料理の影響を受けている。また、世界第二位のコーヒー生産国であることもあり、独自のコーヒー文化が存在する。
飲酒量が多く、世界保健機関（WHO）が2018年に発表した調査結果によると、ベトナム人が1年間に摂取するアルコール量は8.3リットルと、世界平均（6.4リットル）を上回る。特にビールが好まれ、企業別生産量シェアは、タイ企業傘下のサイゴンビール・アルコール飲料総公社（サベコ）43％、ハイネケン25％、ハノイビール・アルコール飲料総公社（ハベコ）15％、カールスバーグ8％の順である。日本のサッポロビールホールディングスが2011年に進出して高級ブランドとして定着しているほか、日本円換算で1杯数十円程度の樽詰め生ビール「ビア・ホイ」が各所の大衆食堂で売られている。ベトナム政府は、国民の健康維持や飲酒運転防止のため広告などの酒類規制を進めており、2019年6月にはベトナム国会常任委員会がアルコール被害防止法案を採択した。

### 文学
18世紀末から19世紀初めごろに文官グエン・ズーが、明末清初ごろに成立した白話小説『金雲翹伝』を韻文に翻訳し、チュノムで『金雲翹』を書いた。以来、『金雲翹』は国民的な古典文学作品と看做されている。

### 音楽
- ニャー・ニャック - ベトナムの雅楽。無形文化遺産。
- ベトナム中央高原におけるゴングの文化的空間 - 無形文化遺産。
- ベトナムの民族楽器
- バイチョイ - ユネスコ無形文化遺産。

### 芸能
- 水上人形劇

水上人形劇

- ハット・チェオ(Chèo) - ベトナム北部で人気の演劇。
- ハット・ボイ(トゥオン、Tuồng) - ベトナム中部、南部の演劇。
- カイ・ルオン - Cải lương - 改良劇の意。国外の物語も含む新しい演劇。

### 衣装

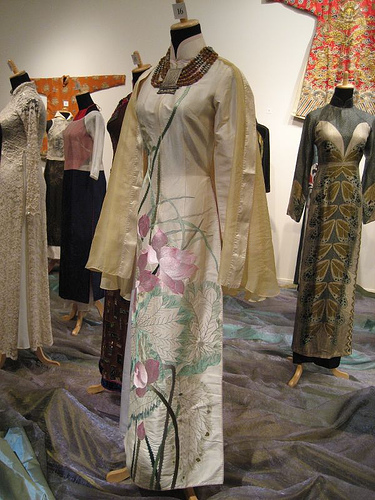
正装として着用される民族衣装、アオザイ。

伝統衣装にはアオザイが知られている。

### 建築

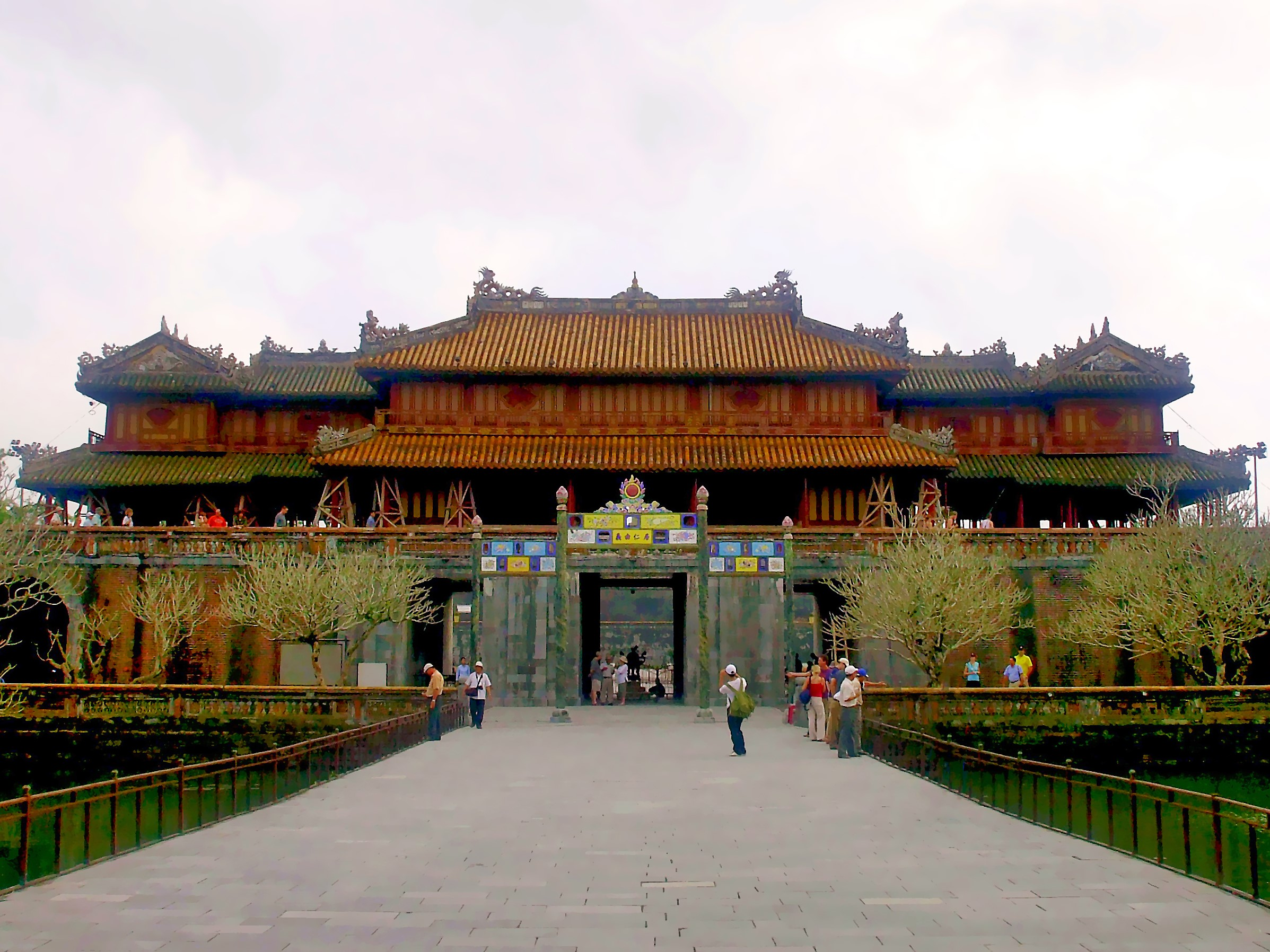
フエ王宮城塞
グエン王朝時代の建築を代表するものの一つに数え上げられている

ベトナムの建築は古代中国の文化から影響を受けている面が多く、呉朝以前から仏教建築の影響の濃さが窺える。

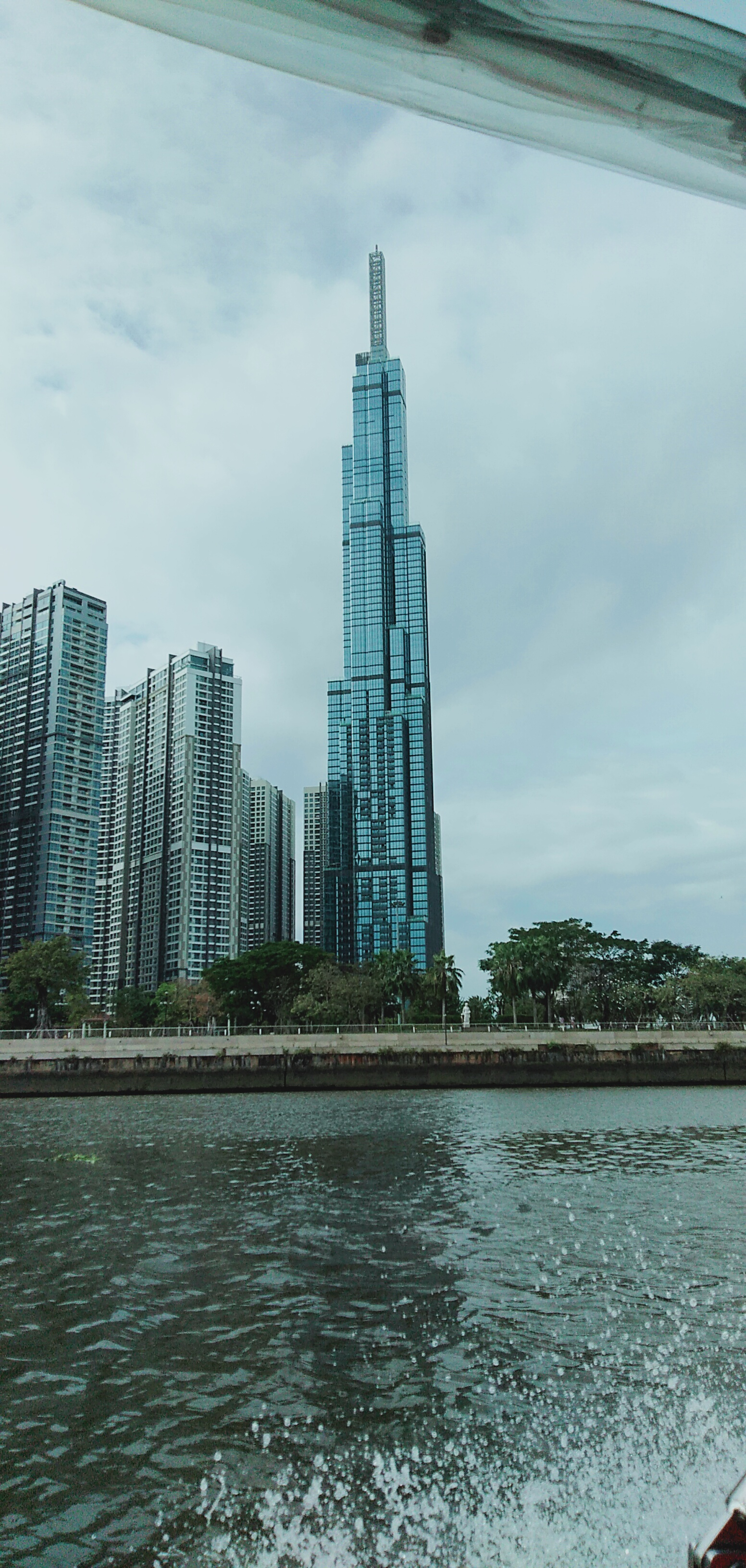
ランドマーク81（2021年1月撮影）
ベトナムにおいて最も高い超高層ビルである

近代における建築はフランス植民地時代に西洋文化の影響を強く受けている為、その点から建材にセメントが広く使われるようになり、ハノイ歌劇場を始めとしたコンクリート建築の建物が戦後から設けられている。

### 世界遺産
国内にはユネスコの世界遺産リストに登録された文化遺産が5件、自然遺産が2件存在する。

#### 歴史文化遺産

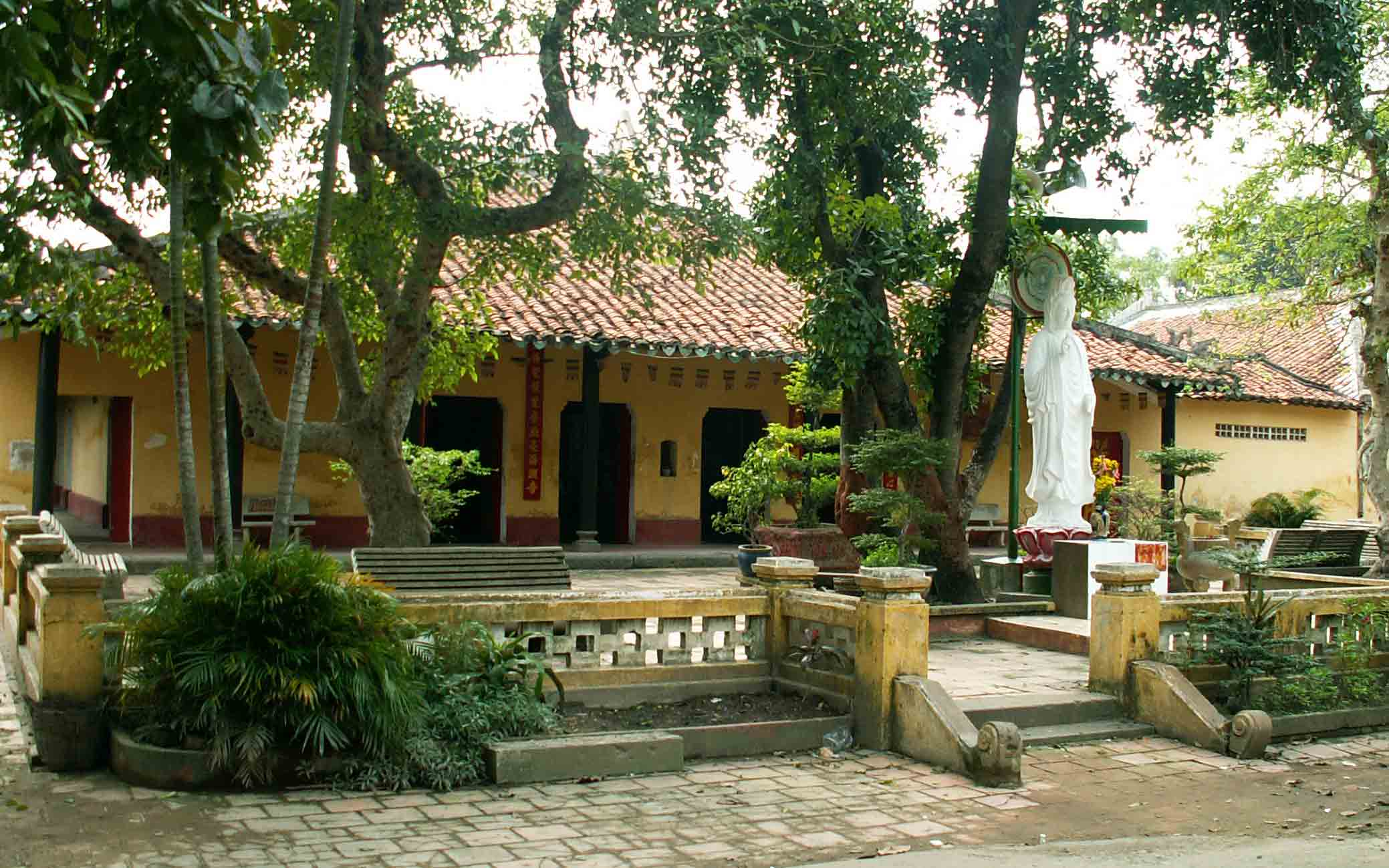
ジャクビエン・パゴダ
1993年1月7日付で国の歴史文化遺産として認可された宗教建築の一つである

1945年の独立後、ホーチミン主席令が出され、東洋博古学院が古跡保護の責任を持つようになった。現在は歴史文化遺跡指定制度を文化・情報省が行っており、現在の総指定件数約2800件のうち、約2000件は寺、ディン（亭、村の守護神が祀られている）、廟、デン（神社）が占めている。歴史文化遺産を代表するものにはヤックラム・パゴダなどがある。
1957年、遺跡保護に関する議定を制定し、1962年に初めて「歴史文化遺跡」が指定された。対象は不動産中心で、革命や抗仏戦史に関する史跡、考古学的遺跡、建築、景勝地などが指定された。

### 祝祭日
| 日付        | 日本語表記             | 越語表記                                                   | 備考 |
| ----------- | ---------------------- | ---------------------------------------------------------- | --- |
| 1月1日      | 正月                   | Tết Dương Lịch/Tết Tây 節陽曆/節西                         | 休日。日本と違い2日より、官公庁や企業は通常営業となる。                                                              |
| 旧暦1月1日  | テト（旧正月）         | Tết Nguyên Đán 節元旦                                      | 2016年は2月8日。休日。前後一週間程度を官公庁や企業が休日にする。                                                     |
| 3月8日      | 国際婦人デー           | Ngày Quốc tế Phụ nữ 𣈗國際婦女                             | 祝日 |
| 旧暦3月10日 | フンヴオン記念日       | Ngày Giỗ tổ Hùng Vương 𣈗𣋼祖雄王                          | フンヴオン（雄王、紀元前にベトナム北部を初めて統一したとされる文郎国王）を祭る日。2016年は4月16日。休日。            |
| 4月30日     | 南部解放記念日         | Ngày Giải Phóng miền Nam/Ngày Thống nhất 𣈗解放沔南/𣈗統一 | サイゴン陥落（1975年）を記念する日。休日。別名：「統一の日」。                                                       |
| 5月1日      | 国際労働日（メーデー） | Ngày Quốc Tế Lao Động 𣈗國際勞動                           | 南部解放記念日と続き休日で、唯一の連休である。                                                                       |
| 旧暦5月5日  | 端午節                 | Tết Đoan ngọ/Tết giết sâu bọ 節端午/節𢷄螻蜅               | 2016年は6月9日。別名：「虫封じの日（殺虫節）」。                                                                     |
| 6月1日      | 子供の日               | Ngày Quốc tế Thiếu nhi 𣈗國際少兒                          | 祝日 |
| 旧暦8月15日 | 中秋節                 | Tết trung thu 節中秋                                       | 2016年は9月15日。祝日。                                                                                              |
| 9月2日      | 国慶節                 | Ngày Quốc Khánh 𣈗國慶                                     | ベトナム独立宣言（1945年）発布を記念する日。休日。                                                                   |
| 10月20日    | ベトナム女性の日       | Ngày Phụ Nữ Việt Nam                                       | 祝日 |
| 11月20日    | 先生の日               | Ngày Nhà giáo Việt Nam 𣈗家教越南                          | 1982年制定。先生や教師に対して感謝する日。学校では感謝パーティーが催され、生徒などから先生に贈り物が渡される。祝日。 |

### スポーツ

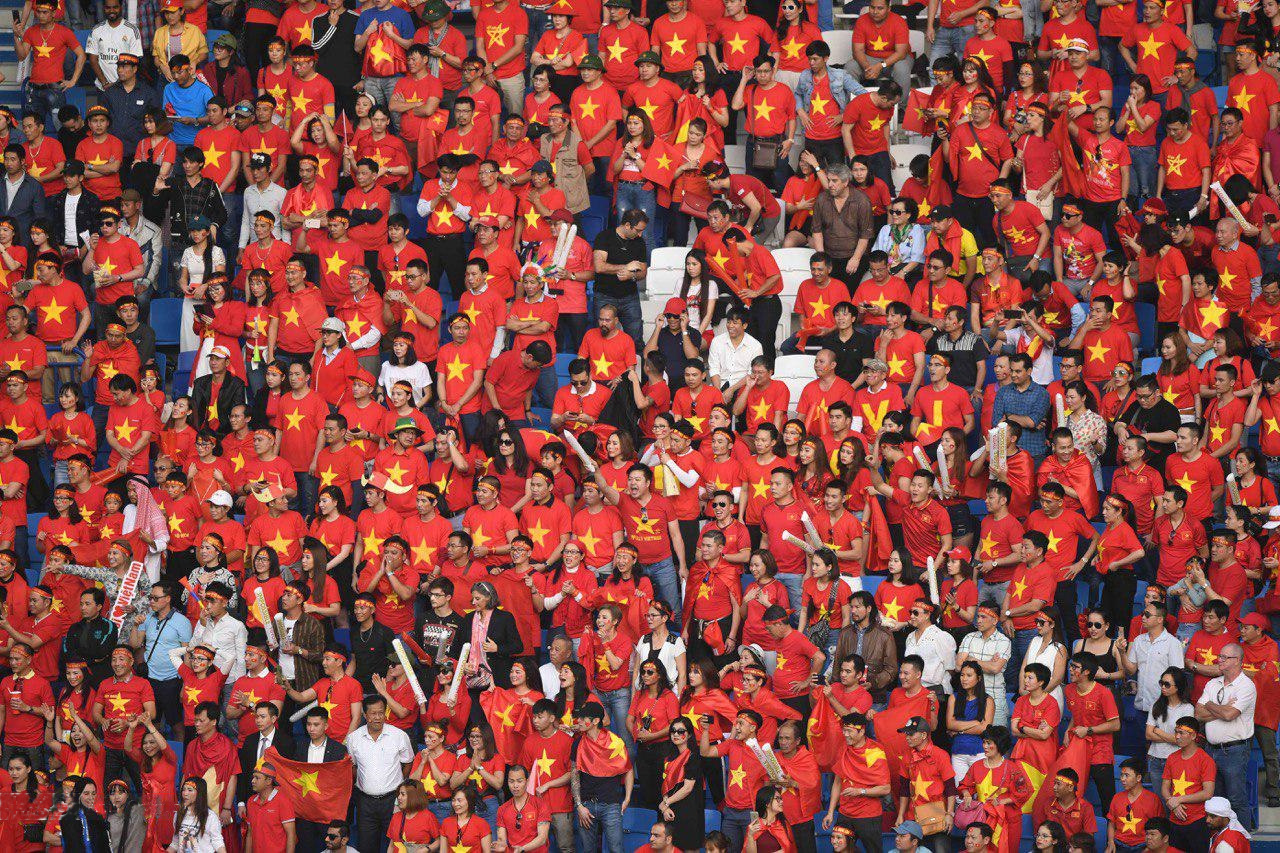
AFCアジアカップ2019でのベトナムサポーター

ベトナム生まれの総合武術であるボビナムが国技となっている。さらにプロリーグのあるサッカーも国技と言えるほど圧倒的に1番人気のスポーツであり、伝統的スポーツのダーカウも深く浸透している。他にも、ベトナム相撲と呼ばれるヴァットが存在する。
ベトナムはオリンピックには1952年ヘルシンキ大会から参加しており、これまでに射撃やテコンドー、重量挙げでメダルを獲得している。2016年リオデジャネイロ大会では、射撃でホアン・スアン・ビンが同国初となる金メダルを獲得した。
サッカー

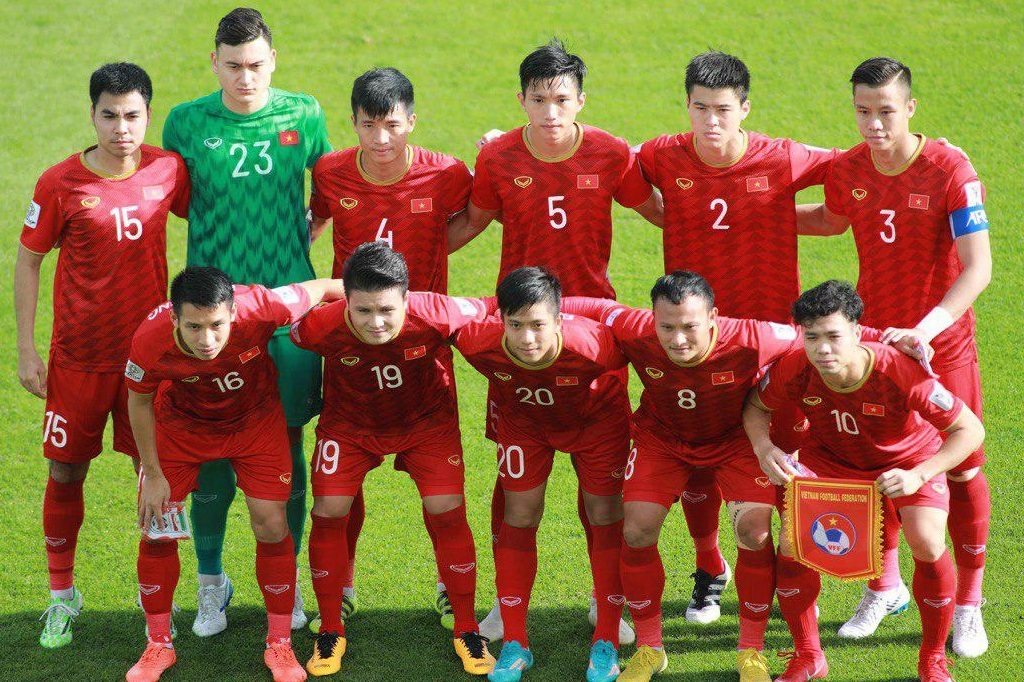
サッカーベトナム代表 (2019年)

ベトナム国内でサッカーは、老若男女問わず人気がある国民的なスポーツとなっている。サッカーリーグのVリーグは1980年にセミプロとして創設され、2000年にプロ化した。ベトナムサッカー連盟（VFF）によって構成されるサッカーベトナム代表は、これまでFIFAワールドカップには未出場である。AFCアジアカップには2度出場しており、2007年大会と2019年大会ではベスト8の成績を収めた。
さらに東南アジアサッカー選手権では2度の優勝を誇り、代表チームが試合で勝利を収めると街にはベトナム国旗を持った人々が溢れ、国中が大変な盛り上がりをみせる。国内で人気の選手には「ベトナムの英雄」と呼ばれるレ・コン・ビンが存在する。同国代表の最多出場・最多得点者であり、2009年にはベトナム人として初めてポルトガル1部に移籍している。また、2013年にはコンサドーレ札幌にも所属していた。